# Ninh Thuận
Ninh Thuận là một tỉnh cũ ven biển gần cực nam vùng duyên hải Nam Trung Bộ, miền Trung của Việt Nam.
Thủ phủ của tỉnh là thành phố Phan Rang – Tháp Chàm nằm cách Thành phố Hồ Chí Minh 340 km về phía Bắc, cách thành phố Đà Nẵng 642 km về phía nam, cách thủ đô Hà Nội 1.380 km về phía Nam và cách Nha Trang 100 km theo đường Quốc lộ 1 và cách Đà Lạt 110 km theo đường Quốc lộ 27, đồng thời nằm cách sân bay Cam Ranh khoảng 60 km, thuận tiện cho việc giao lưu phát triển kinh tế xã hội của tỉnh.
Năm 2018, Ninh Thuận là đơn vị hành chính Việt Nam đông thứ 58 về số dân, xếp thứ 57 về Tổng sản phẩm trên địa bàn (GRDP), xếp thứ 45 về GRDP bình quân đầu người, đứng thứ 10 về tốc độ tăng trưởng GRDP. Với 611,8 nghìn dân, GRDP đạt 24.288 tỉ Đồng (tương ứng với 1,0549 tỉ USD), GRDP bình quân đầu người đạt 39,7 triệu đồng (tương ứng với 1.724 USD), tốc độ tăng trưởng GRDP đạt 10,25%.
Trong suốt lịch sử Văn minh Chăm Pa - Chiêm Thành, lãnh thổ Ninh Thuận ngày nay luôn là trung tâm của Tiểu quốc Panduranga. Trong đó, dưới thời kỳ nhà nước Hoàn Vương, Ninh Thuận còn là đất định đô của một nhà nước Chăm thống nhất trong hơn 1 thế kỷ. Từ thế kỷ XV, người Chăm mất 4/5 lãnh thổ và chỉ còn giữ lại Kauthara và Panduranga (bao gồm Phú Yên, Khánh Hoà, Ninh Thuận và Bình Thuận ngày nay), thì Ninh Thuận lại tiếp tục trở thành trung tâm chính trị của người Chăm. Sang thế kỷ XVIII, kinh đô Chiêm Thành mới được dời xuống khu vực Phan Rí Thành thuộc Bình Thuận ngày nay, vì lúc đó phía Bắc Ninh Thuận đã mất vào tay các chúa Nguyễn.
Trong Từ điển Bách khoa nước Việt Nam hay Từ điển Bách khoa quân sự Việt Nam đều xếp Ninh Thuận vào vùng Duyên hải Nam Trung Bộ. Tuy nhiên, Tổng cục Thống kê Việt Nam và Website của Bộ Kế hoạch và Đầu tư Việt Nam lại xếp 2 tỉnh Ninh Thuận và Bình Thuận vào Đông Nam Bộ. Một phần khác Bộ Kế hoạch & đầu tư Việt Nam lại xếp Bình Thuận và Ninh Thuận vào vùng Duyên hải miền Trung. Có thể thấy Ninh Thuận (cùng với Bình Thuận) đôi khi được xem là tỉnh thuộc vùng Đông Nam Bộ do vị trí địa lý tương đối gần miền Nam và giọng nói của người Ninh Thuận cũng nhẹ hơn các tỉnh duyên hải Nam Trung Bộ khác ở phía bắc; dù vậy, vùng đất Ninh Thuận xưa nay vẫn luôn gắn liền với vương quốc Champa và văn hóa Sa Huỳnh đặc trưng của miền Trung.
Ngày 12 tháng 6 năm 2025, Quốc hội thông qua Nghị quyết số 202/2025/QH15 về việc sắp xếp đơn vị hành chính cấp tỉnh năm 2025, theo đó tỉnh được giải thể để sáp nhập vào tỉnh Khánh Hoà.

## Tên gọi
Địa danh Ninh Thuận có nghĩa là "An ninh và Thuận hòa", nhằm thể hiện sự mong muốn về một vùng đất yên ổn và hòa thuận. Nó lần đầu tiên được sử dụng vào năm 1832, khi vua Minh Mạng cho xoá bỏ Thuận Thành trấn để lập ra tỉnh Bình Thuận, gồm 2 phủ là Ninh Thuận và Hàm Thuận.
Năm 1901, tỉnh Phan Rang được thành lập. Đây có thể coi là tên gọi đầu tiên trong lịch sử hành chính của tỉnh Ninh Thuận, tên gọi này xuất phát từ một tiểu quốc của Champa có tên là Panduranga. Năm 1913, tỉnh Phan Rang bị xóa bỏ. Đến năm 1922, tỉnh Phan Rang được tái lập và đổi tên thành tỉnh Ninh Thuận như ngày nay.

## Địa lý

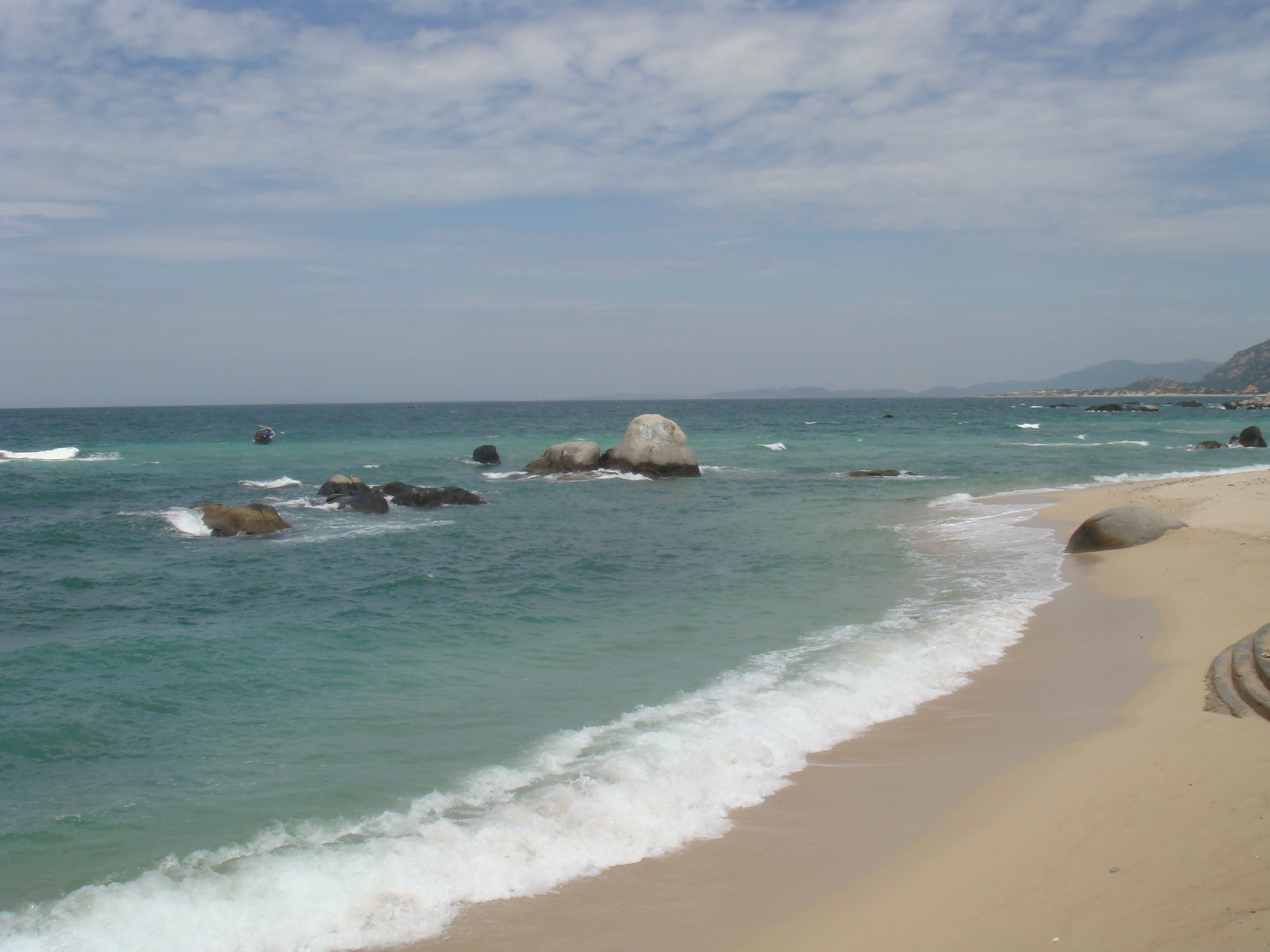
Bãi biển Cà Ná

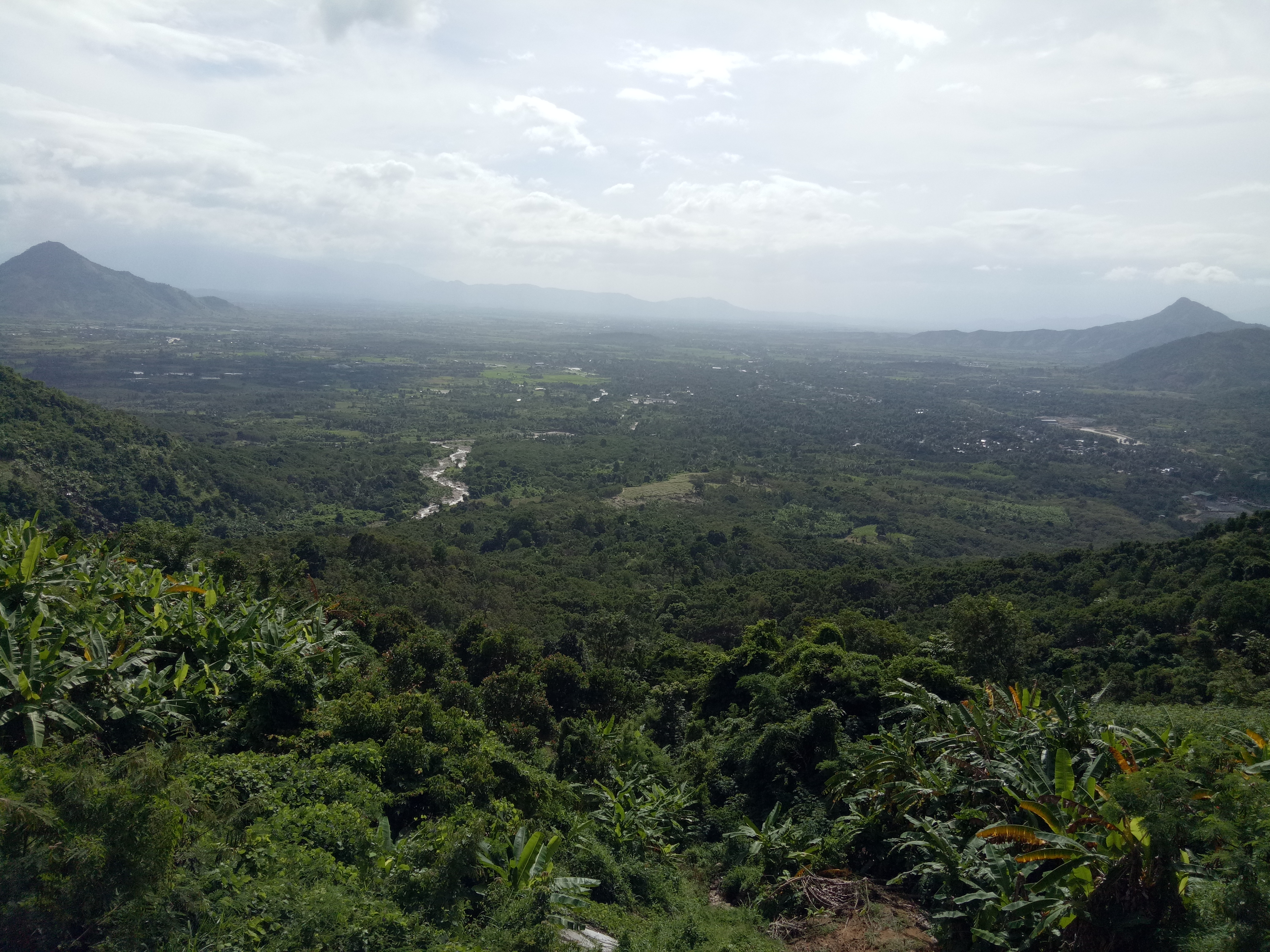
Đồng bằng Ninh Sơn nhìn từ đèo Ngoạn Mục

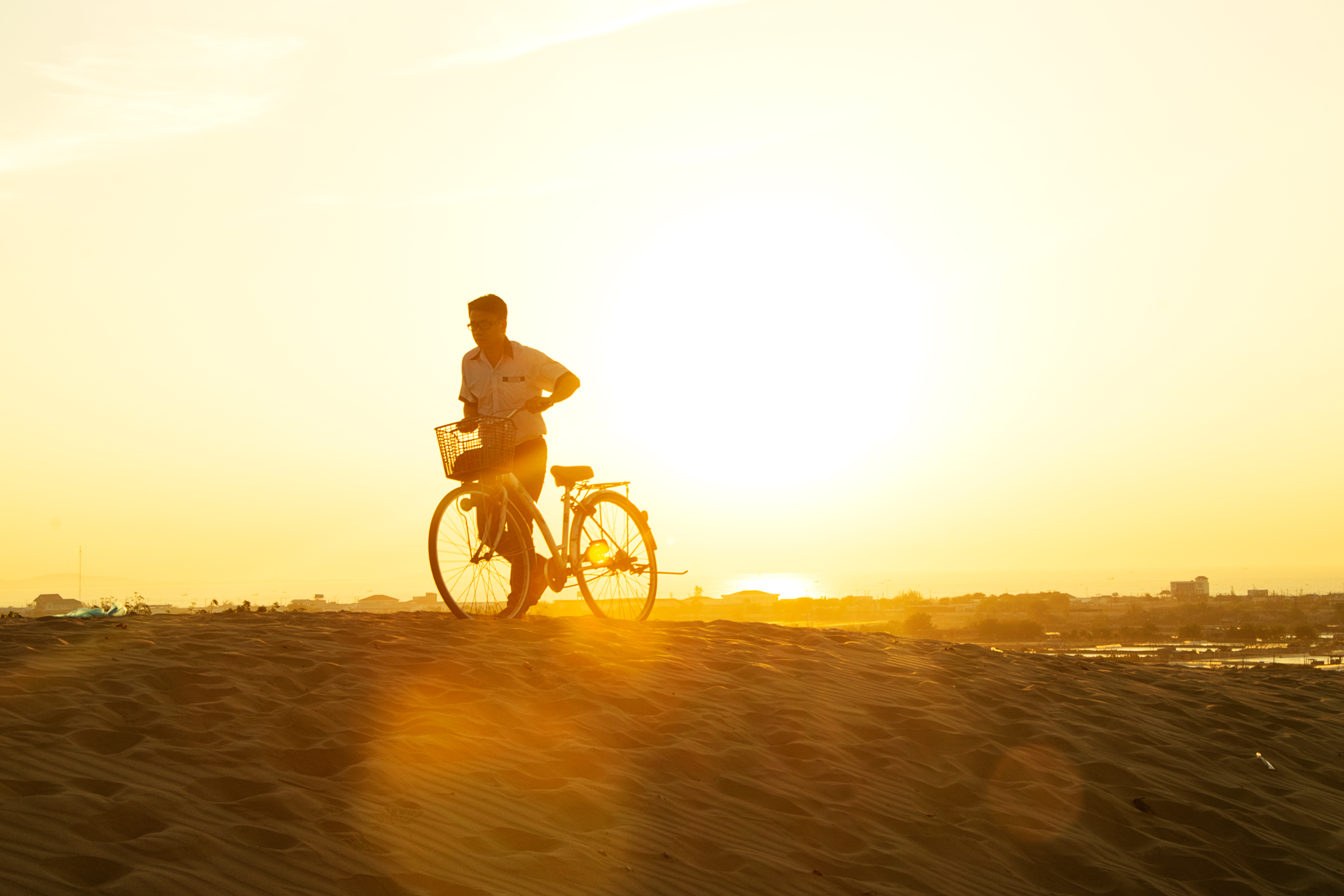
Cồn cát Nam Cương vào buổi sáng sớm

### Vị trí địa lý
Ninh Thuận nằm ở gần cực nam vùng Duyên hải Nam Trung Bộ có hình thể giống như một hình bình hành, hai góc nhọn ở về phía tây bắc và đông nam với toạ độ địa lý từ 11o18'14" đến 12o09'15" vĩ độ Bắc, 108o09'08" đến 109o14'25" kinh độ Đông, có vị trí địa lý: 
- Phía bắc giáp tỉnh Khánh Hòa
- Phía nam giáp tỉnh Bình Thuận
- Phía tây giáp tỉnh Lâm Đồng
- Phía đông giáp Biển Đông.

Khi gió mùa Tây Nam mang mưa vào đồng bằng sông Cửu Long, Đông Nam Bộ và Tây Nguyên, thì hệ thống núi ở Tây Nguyên, Bình Thuận đã làm cho những cơn gió mùa tây nam này không đến được Ninh Thuận. Cũng như cơn gió mùa đông bắc, cơn gió mùa tây nam vào Ninh Thuận cũng bị tù túng. Cho nên trong khi nó mang mưa đến các vùng trong nước nhưng vào Ninh Thuận thì biến thành khô hanh.

#### Những liên kết với Nam Bộ
Tuy thuộc vùng duyên hải Nam Trung Bộ theo phần lớn các tài liệu chính thống nhưng Ninh Thuận vẫn có những liên kết nhất định với vùng Nam Bộ ở một số lĩnh vực:
- Về mặt thống kê, Tổng cục Thống kê Việt Nam cũng như website của Bộ Kế hoạch và Đầu tư Việt Nam và một số ít tài liệu khác dựa theo số liệu của Tổng cục Thống kê đã từng xếp Ninh Thuận (cùng với Bình Thuận) vào Đông Nam Bộ.[9][10]
- Về mặt lịch sử, phủ Ninh Thuận (lúc đó là một phần của tỉnh Bình Thuận) từng được xếp vào Nam Kỳ trong thời gian khoảng 1 năm (1883-1884).
- Về mặt văn hóa, Ninh Thuận là một trong 21 tỉnh, thành phía nam có nghệ thuật đờn ca tài tử Nam Bộ khá phát triển.[15]
- Về mặt công thương, Công ty Điện lực Ninh Thuận trực thuộc Tổng công ty Điện lực miền Nam.
- Về mặt phát triển kinh tế - xã hội, Ninh Thuận tham gia Cụm thi đua các tỉnh miền Đông Nam Bộ.[16]

### Điều kiện tự nhiên

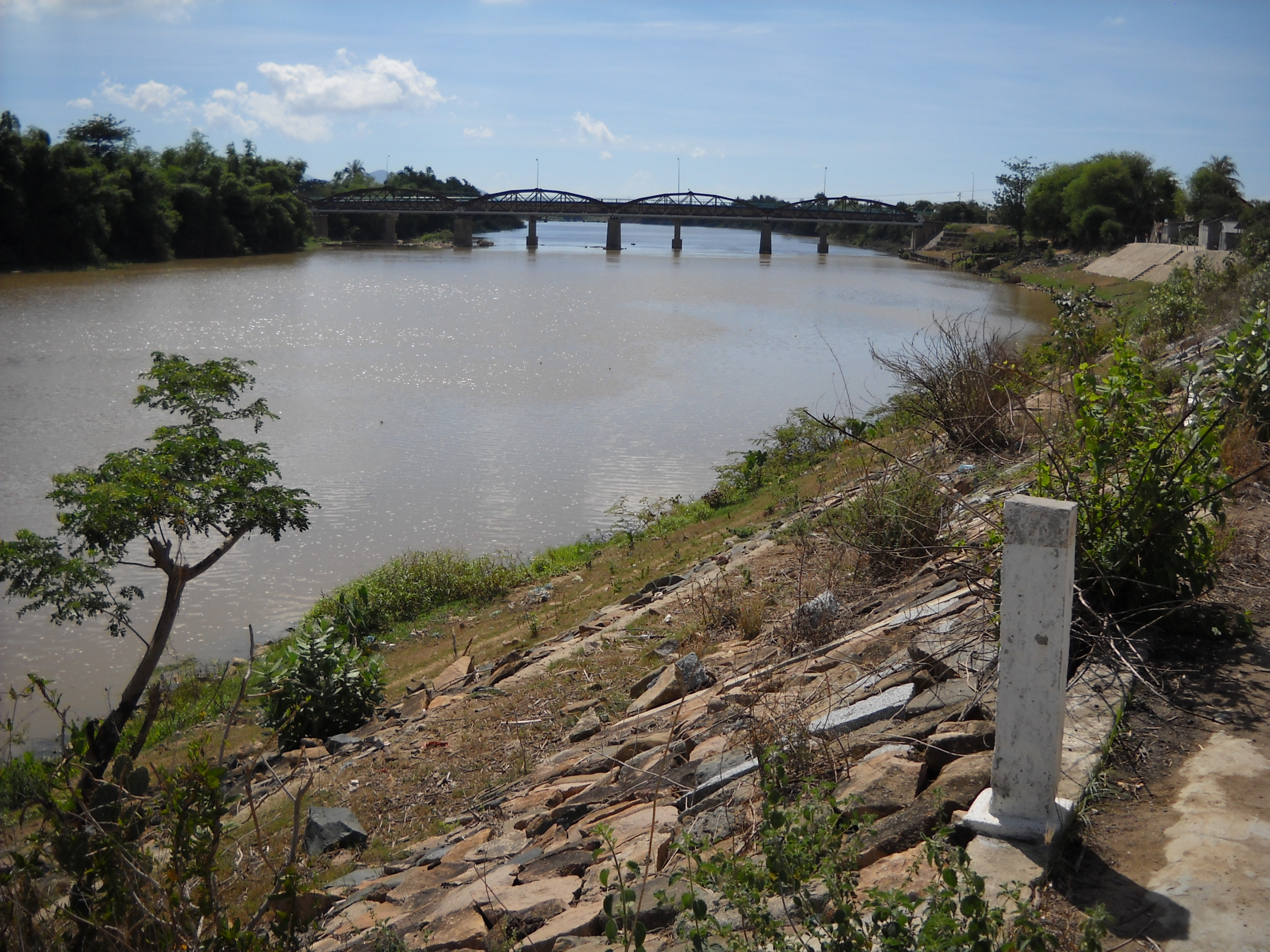
Sông Dinh đoạn chảy qua phường Đô Vinh và phường Bảo An

Ninh Thuận là vùng đất cuối của dãy Trường Sơn với nhiều dãy núi đâm ra biển Đông, có địa hình thấp dần từ Tây Bắc xuống Đông Nam. Lãnh thổ tỉnh được bao bọc bởi 3 mặt núi với 3 dạng địa hình gồm núi, đồi gò bán sơn địa và đồng ven biển. Trong đó, đồi núi chiếm 63,2% diện tích của tỉnh, chủ yếu là núi thấp, cao trung bình từ 200 – 1.000 mét. Vùng đồi gò bán sơn địa chiếm 14,4% và vùng đồng bằng ven biển chiếm 22,4% diện tích đất tự nhiên. Vì những lý do trên mà Ninh Thuận ít chịu ảnh hưởng bởi bão hơn so với các tỉnh miền Trung khác với tần suất chỉ 0,3-0,4 cơn bão/năm.
Nằm ở vùng cực Nam Trung Bộ, Ninh Thuận có từ khí hậu nhiệt đới Xavan đến cận hoang mạc với đặc trưng khô nóng, gió nhiều, bốc hơi mạnh. Chính vì vậy thời tiết Ninh Thuận phân hóa thành 2 mùa rõ rệt gồm mùa mưa và mùa khô. Trong đó, mùa mưa bắt đầu từ tháng 9 đến tháng 11, mùa khô từ tháng 12 đến tháng 8 năm sau. Nhiệt độ trung bình hàng năm từ 26-270C, lượng mưa trung bình ít nhất cả nước với chỉ từ 700–800 mm. Nguồn nước phân bổ không đều, tập trung chủ yếu ở khu vực phía Bắc và trung tâm tỉnh. Nguồn nước ngầm trong địa bàn tỉnh chỉ bằng 1/3 mức bình quân cả nước. Nên Ninh Thuận mệnh danh là vùng đất của nắng và gió.
Ninh Thuận có 3 cửa khẩu ra biển là Đông Hải, Cà Ná, Khánh Hải, có đường bờ biển dài 105 km với vùng lãnh hải rộng trên 18.000 km2, có trên 500 loài cá, tôm. Do thuộc vùng có nhiệt độ cao, cường độ bức xạ lớn nên Ninh Thuận có điều kiện lý tưởng để sản xuất muối công nghiệp. Khoáng sản nơi đây tương đối phong phú về chủng loại bao gồm nhóm khoáng sản kim loại có wolfram, molipđen, thiếc gốc. Nhóm khoáng sản phi kim loại có thạch anh tinh thể, cát thủy tinh, muối khoáng thạch anh. Nguyên liệu sản xuất vật liệu xây dựng có cát kết vôi, sét phụ gia, đá xây dựng...

## Lịch sử

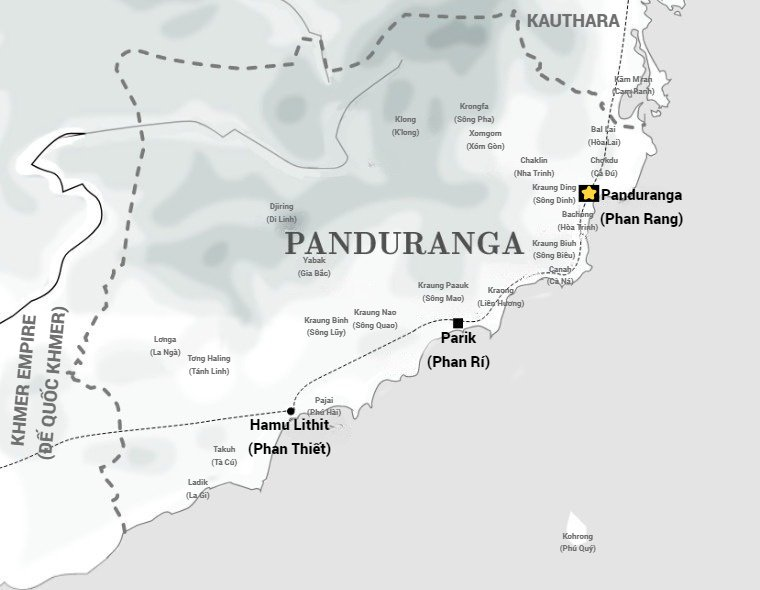
Lãnh thổ của tiểu quốc Panduranga với thủ phủ là Phan Rang

Đến nửa đầu thế kỷ XVII, phần lãnh thổ tỉnh Ninh Thuận hiện nay vẫn nằm dưới quyền cai trị của các vua người Chăm và vùng đất này được gọi là Panduranga, địa giới của nó bao trùm 2 tỉnh Ninh Thuận và Bình Thuận ngày nay. Panduranga là một tiểu quốc/địa khu tồn tại trong giai đoạn từ 757–1832, nó cùng với các địa khu khác như Kauthara, Vijaya, Amaravati và Indrapura cấu thành nên Nhà nước Champa thống nhất, và cũng là phần lãnh thổ cuối cùng mất vào tay người Việt trong quá trình Nam tiến.

### Nền văn hóa Sa Huỳnh
Các nhà khảo cổ đã phát hiện được ở Nhơn Hải của Ninh Thuận các mộ cổ chôn cùng với đồ đá, đồ sắt thuộc nền văn hóa Sa Huỳnh cách đây khoảng 2500 năm. Văn hóa Sa Huỳnh có hai bộ lạc chính đó là bộ lạc Cau và bộ lạc Dừa. Trong đó Ninh Thuận là nơi cư trú chủ yếu ở của bộ lạc Cau. Người Sa Huỳnh cổ theo tín ngưỡng thờ mẫu (mẹ, bà) và còn tồn tại cho đến ngày nay ở các dân tộc Chăm, các cư dân bản địa Tây Nguyên và Nam Trung Bộ. Người Chăm ăn Tết đầu năm vào ngày 19 tháng 4 Dương lịch. Hai lễ hội lớn hàng năm là Lễ hội Katê (tháng 7 lịch Chăm Pa) để nhớ ơn trời đất, tổ tiên phù hộ độ trì cho con cháu và tưởng nhớ các vị vua tài đức của họ; và Lễ hội Chabur (tháng 9 âm lịch) để dâng cúng các nữ Thần như nữ thần Pô Inư Nagar, còn gọi là Thiên Y A Na, là bà chúa xứ của đồng bào Chăm. Ngoài ra, Hòn Đỏ là nơi mà đồng bào Chăm Ninh Thuận chọn để lập miếu thờ Hoàng hậu Bia Sôi (tương truyền vợ Vua Chế Mân), mộ Nhà vua Chế Mân... Hằng năm, vào khoảng tháng 4 dương lịch, người Chăm thường đến Lăng ông Đỏ (Vua Chế Mân) làm lễ, sau đó làm lễ cầu đảo tại Hòn Đỏ. Trong Cụm Di tích Hòn Đỏ còn có giếng cổ Chăm và những di vật bồn đá, mộ chum, mảnh gốm Sa Huỳnh và những tô, chén, bình... tráng men Trung Quốc đã bị vỡ vụn mà niên đại phổ biến là vào thế kỷ X - XIII.

### Nhà nước Lâm Ấp
Năm 192, Khu Liên đã lãnh đạo nhân dân huyện Tượng Lâm nổi dậy chống lại nhà Đông Hán thành công, ông cắt một phần lãnh thổ cực nam của quận Nhật Nam - huyện Tượng Lâm (tương ứng Quảng Bình đến Quảng Nam) để thành lập vương quốc Lâm Ấp - tiền thân của Champa. Vào năm 433, dưới thời vua Phạm Dương Mại II, Lâm Ấp tiếp tục mở rộng đất đai về phía nam và cuối cùng sát nhập vùng đất Ninh Thuận (cùng với Bình Thuận) vào lãnh thổ của mình.

### Nhà nước Hoàn Vương (757–859)

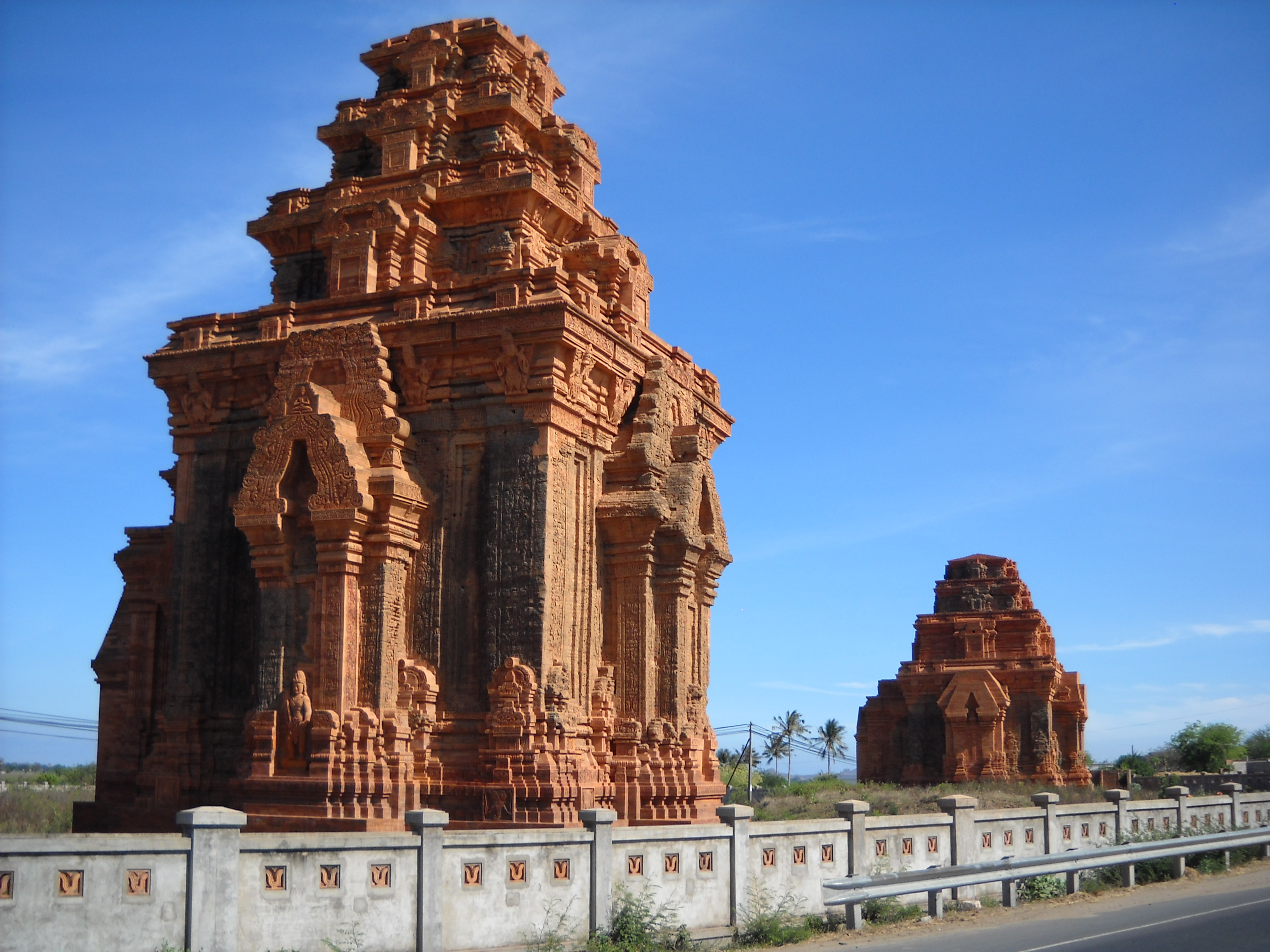
Tháp Hòa Lai, được xây dựng vào thế kỷ IX, dưới thời Nhà nước Hoàn Vương

Sau khi nhà nước Lâm Ấp phân rã, năm 757, tiểu vương Panduranga đã lật đổ vị vua cuối cùng của Lâm Ấp là Bhadravarman II, lên ngôi vua tự xưng là Prithi Indravarman và chấm dứt sự cai trị của triều đại Gangaraja ở phía Bắc. Theo bia ký đọc được, Prithi Indravarman là người đã thống nhất lãnh thổ Chăm Pa một cách chính danh nhất, vì được triều thần công nhận là "người thống lãnh toàn bộ đất nước như Indra, thần của các vị thần". Tên của vương quốc thống nhất này được đặt là Hoàn Vương (tức vương quyền trở về quê cũ), kinh đô được dời từ Thành phố Sư tử (Trà Kiệu, Quảng Nam ngày nay) về Hùng Tráng thành, địa điểm đó ngày nay là xã Phước Nam, huyện Thuận Nam, tỉnh Ninh Thuận. Đây là lần đầu tiên trong lịch sử lập quốc, người Chăm đặt kinh đô trên lãnh thổ tỉnh Ninh Thuận. Hoàn Vương được lịch sử ghi nhận là một nhà nước giàu có và phát triển thịnh trị, nhưng nó lại trở thành nạn nhân của chính sự giàu có này. Các vương quốc xứ Nam Đảo và cả Đế quốc Khmer đã liên tục xua quân xâm lược và cướp phá. Sau cái chết của vua Vikrantavarman III vào năm 854, không để lại người kế vị, nội bộ triều đình xảy ra tranh chấp. Một vị tướng có nhiều chiến công người Chăm được đưa lên ngôi vua vào năm 859, lấy vương hiệu là Jaya Indravarman II, quốc hiệu từ Hoàn Vương đổi thành Chiêm Thành (theo tiếng Phạn cổ có nghĩa là: Đất nước của người Chăm), cho dời đô từ Hùng Tráng thành về Lôi Điện thành, ngày nay là Đồng Dương, Thăng Bình, Quảng Nam.

### Nhà nước Chiêm Thành – Panduranga (859–1693)
Tiểu quốc Panduranga sau khi kết thúc thời kỳ Hoàn Vương đã đặt thủ phủ tại thành phố Phan Rang - Tháp Chàm hiện nay. Năm 1190, vương quốc Chiêm Thành bị chia thành 2 tiểu quốc riêng: Vương quốc Vijaya và Vương quốc Panduranga, nhưng đến năm 1192 thì lại hợp nhất.
Năm 1471, sau khi vua Lê Thánh Tông của Đại Việt thân chinh đi đánh Chiêm Thành, hạ thành Đồ Bàn, bắt vua Trà Toàn, cho sáp nhập lãnh thổ phía Bắc Chiêm Thành từ Phú Yên đến Quảng Nam vào Đế chế Đại Việt. Tướng Chiêm là Bồ Trì Trì ở Phan Rang tự xưng vương vào năm 1472, giữ được 1/5 lãnh thổ cũ của Chiêm Thành từ đèo Cù Mông đến hết xứ Panduranga và kinh đô được đặt ở Băl Cau, được xác định là Thành phố Phan Rang-Tháp Chàm ngày nay. Vương triều Chiêm Thành-Panduranga định đô ở đây trong gần 1,5 thế kỷ (từ năm 1471–1613).
Năm 1611, do quân Chiêm Thành liên tục quấy nhiễu vùng biên giới Hoa Anh thuộc Bắc tỉnh Phú Yên ngày nay. Chúa Nguyễn Hoàng sai tướng người Chăm là Văn Phong đi dẹp. Quân Chăm nhanh chóng bị đánh bại, Vua Po Nit đã cho rút quân xuống phía Nam đèo Cả, bỏ lại đất Phú Yên cho Chúa Nguyễn.. Sau sự kiện này, đúng 2 năm sau, triều đình Chiêm Thành cho dời đô từ Phan Rang/Băl Cau về Băl Canar thuộc Phan Rí Cửa, Tuy Phong, tỉnh Bình Thuận ngày nay, và đây cũng là kinh đô cuối cùng của người Chiêm, trước khi bị người Việt sáp nhập toàn bộ. Phan Rang/Băl Cau thuộc Ninh Thuận trở thành kinh đô áp chót của một nhà nước độc lập do người Chăm dựng lên ở miền Trung (Việt Nam).
Năm Qúy Tỵ (1653), Chúa Hiền Vương Nguyễn Phúc Tần sai cai cơ Hùng Lộc dẫn theo 3000 quân đánh sang đất Chiêm Thành. Quân đến đất Phú Yên, tiếp tục vượt Núi Đá Bia đánh thẳng vào thành, vua Chiêm Po Nraup sai con là Xác Bà Ân dâng thư xin hàng. Chúa Hiền Vương ưng thuận, cho lấy bờ Bắc sông Phan Rang (phía Bắc tỉnh Ninh Thuận ngày nay) làm ranh giới giữa 2 nước. Để cai quản vùng đất mới này, Chúa cho lập Dinh Thái Khang, gồm hai phủ: phủ Thái Khang và phủ Diên Ninh, đồng thời khuyến khích di dân vào vùng đất mới này. Tất cả đất ấy được giao cho tướng Hùng Lộc làm Thái thú. Lãnh thổ phía Bắc tỉnh Ninh Thuận cùng với Diên Khánh, Cam Lâm, Khánh Sơn, Thành phố. Cam Ranh, Thành phố Nha Trang (tỉnh Khánh Hoà ngày nay) thuộc quyền quản hạt của Phủ Diên Ninh. Phía Nam sông Phan Rang cho đến hết tỉnh Bình Thuận ngày nay vẫn thuộc quyền cai quản của các chúa Chiêm Thành.

### Trấn Thuận Thành (1697 - 1832)
Tháng 8 năm Nhâm Thân (1692), vua Chiêm là Po Saot (Bà Tranh), hợp quân cướp giết lưu dân ở phủ Diên Ninh. Chúa Nguyễn Phúc Chu đã sai cai cơ Nguyễn Hữu Cảnh mang quân chinh phạt. Năm 1693, Nguyễn Hữu Cảnh bắt được vua Chiêm và nhiều thân thuộc của hoàng gia Chiêm đưa về Phú Xuân. Chúa Nguyễn cho đổi đất Chiêm Thành thành trấn Thuận Thành và lập ra phủ Bình Thuận, có nghĩa là phần phía Nam của tỉnh Ninh Thuận hiện nay thuộc về trấn Thuận Thành, trong khi đó phần phía Bắc thì thuộc phủ Diên Ninh. Năm 1742, phủ Diên Ninh được đổi tên thành Diên Khánh. Trấn Thuận Thành về cơ bản vẫn là tiểu quốc Panduranga nhưng dưới sự bảo hộ của các chúa Nguyễn.

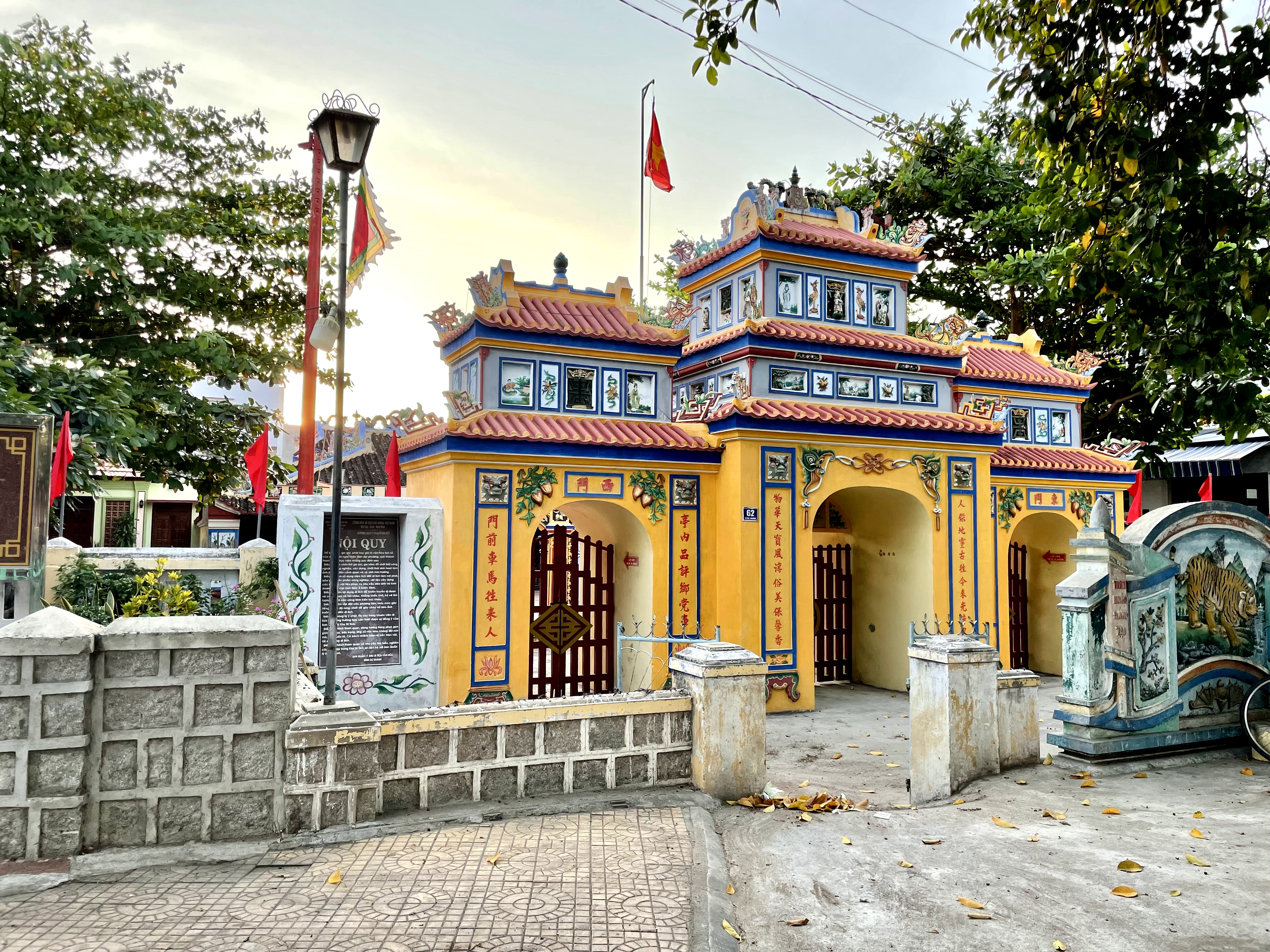
Đình làng Dư Khánh được xây dựng vào năm 1819, dưới thời vua Gia Long, tại thị trấn Khánh Hải, Ninh Hải. Được công nhận Di tích Văn hóa Lịch sử cấp Quốc gia năm 1999

Năm 1802, Nguyễn Ánh thống nhất sơn hà, lên ngôi lấy hiệu là Gia Long, chính thức lập ra Nhà Nguyễn. Để đền đáp công lao cho một số người Chăm dấn thân vào phong trào chống Tây Sơn, Gia Long quyết định tái lập lại vương hiệu Panduranga và phong cho Po Saong Nyung Ceng, một chiến sĩ gốc người Chăm (tức là tổ tiên của Bà Thềm ở Phan Rí) đã từng theo ông trong buổi ban đầu chống quân Tây Sơn, lên làm vua của tiểu vương quốc này. Bên cạnh đó, vua Gia Long còn ban cho Lê Văn Duyệt chức Tổng Trấn Gia Định Thành và giao cho ông quyền bảo trợ vương quốc Champa ở phía nam của triều đình Huế. Kể từ đó, nền hòa bình và thịnh vượng trở lại trên vương quốc Champa, một quốc gia đặt dưới quyền bảo hộ của triều đình Huế qua trung gian của Lê Văn Duyệt. Nhưng tình hình dần thay đổi khi Minh Mạng lên ngôi, vị vua trẻ xung đột với Lê Văn Duyệt trong việc đưa ai lên kế vị sau cái chết của Po Saong Nyung Ceng, đặc biệt là sau cái chết của Tổng trấn Gia Định thành Lê Văn Duyệt, Vua Minh Mạng đã xoá bỏ tiểu quốc của người Chăm, biến lãnh thổ này thành đất được cai trị trực tiếp của Nhà Nguyễn.

### Thời Nhà Nguyễn
Năm 1832, niên hiệu Minh Mạng thứ 12 của Nhà Nguyễn, trấn Thuận Thành đổi thành tỉnh Bình Thuận, gồm 2 phủ: Ninh Thuận và Hàm Thuận. Cột mốc này cũng đánh dấu sự ra đời của địa danh "Ninh Thuận" như hiện nay. Địa giới phủ Ninh Thuận lúc bấy giờ bao gồm 2 huyện là An Phước và Tuy Phong, tức phần lãnh thổ phía Nam của sông Phan Rang cho đến phía Bắc tỉnh Bình Thuận hiện nay. Phần lãnh thổ phía Bắc Ninh Thuận vào thời điểm đó vẫn thuộc phủ Diên Khánh của tỉnh Khánh Hoà.
Năm 1883, Hiệp ước Quý Mùi (25 tháng 8) sáp nhập tỉnh Bình Thuận (khi đó bao gồm cả phủ Ninh Thuận) vào Nam Kỳ. Năm 1884, Hòa ước Patenôtre (ngày 6 tháng 6) lại đưa Bình Thuận về Trung Kỳ. Năm 1886, niên hiệu Đồng Khánh thứ nhất thì triều đình Huế lấy các tổng thượng du (miền núi) của huyện An Phước đặt thành 2 huyện gọi là Huyện Man (huyện người dân tộc thiểu số miền núi) và Huyện Thổ An Phước (huyện người Chăm), có nghĩa là Phủ Ninh Thuận từ 2 huyện ban đầu được nâng lên thành 4 huyện. Năm 1888, niên hiệu Đồng Khánh thứ 3, Nhà Nguyễn cho cắt huyện An Phước, 7 xã của huyện Tuy Phong (thuộc phủ Ninh Thuận, tỉnh Bình Thuận) và 2 tổng của huyện Hòa Đa (phủ Hàm Thuận, tỉnh Bình Thuận) nhập vào tỉnh Khánh Hòa.

### Thời Pháp thuộc

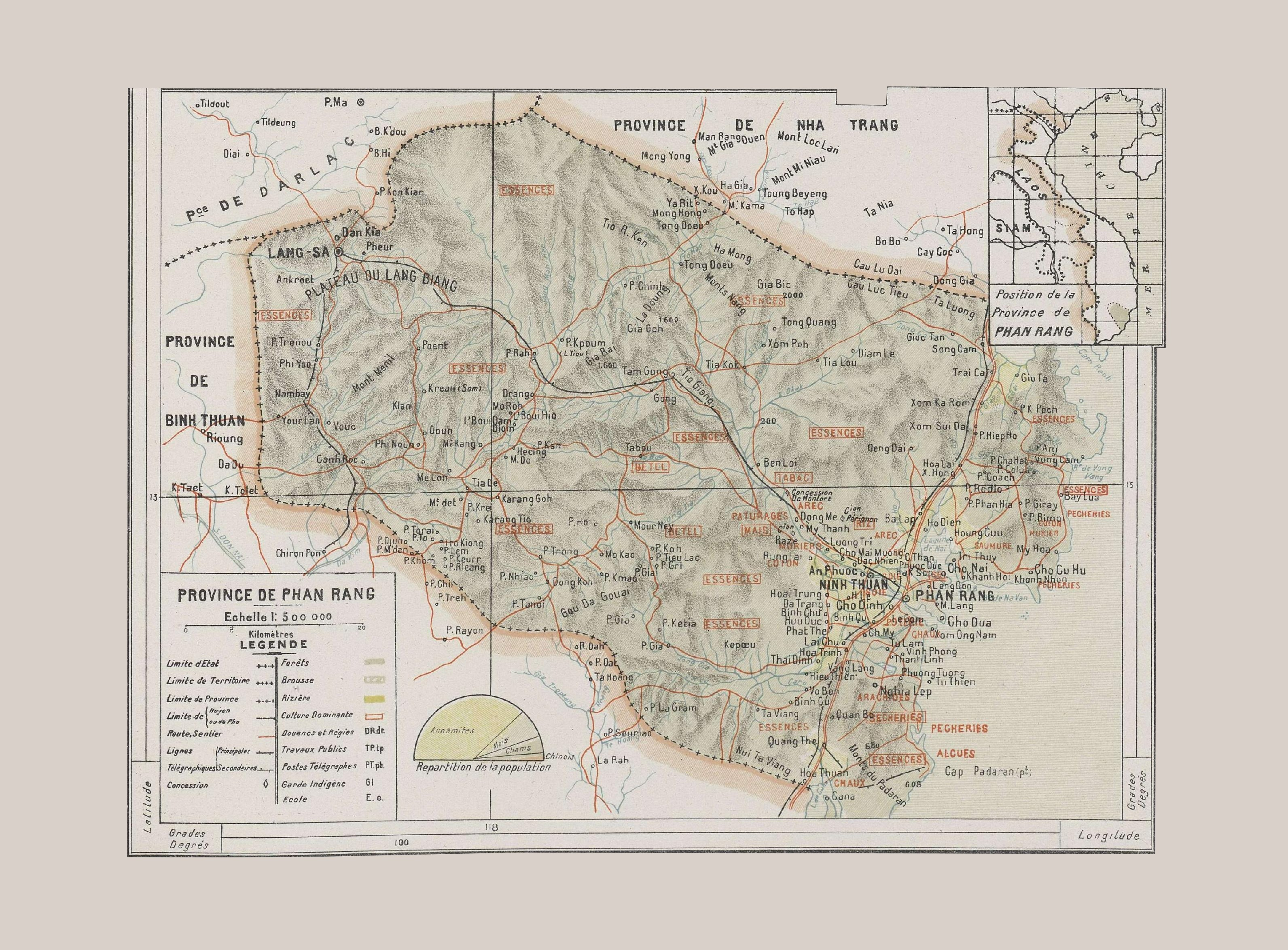
Bản đồ tỉnh Phan Rang năm 1909 (bấy giờ địa bàn bao gồm cả một phần tỉnh Lâm Đồng ngày nay)

Ngày 20 tháng 5 năm 1901, Toàn quyền Đông Dương ra Nghị định thành lập tỉnh Phan Rang. Địa giới tỉnh Phan Rang gần giống với tiểu quốc Panduranga trước đây, tỉnh lị cũng có tên là Phan Rang. Công sứ đầu tiên là Odend'hal. Năm 1913, thời viên Công sứ Paul Giran, tỉnh Phan Rang bị xóa bỏ, phần phía bắc nhập vào tỉnh Khánh Hòa, còn phần phía nam gọi là đại lý hành chính Phan Rang, thuộc tỉnh Bình Thuận.
Ngày 5 tháng 7 năm 1922, tỉnh Phan Rang, còn gọi là tỉnh Ninh Thuận, được tái lập. Tỉnh gồm phủ Ninh Thuận và huyện An Phước (nơi người Chăm cư trú), do một Công sứ Pháp cai trị. Dưới Công sứ còn có một Quản đạo. Năm 1945, Pháp và chính quyền Trần Trọng Kim thay lần lượt các công sứ: De Maystre (1942? - 1945), Ưng Phố và Phan Văn Phúc. Tháng 11/1948 Pháp cho sáp nhập Ninh Thuận gồm 4 quận: Tháp Chàm, Ninh Chử, Đồng Mé, Phan Rang vào Chi khu Nha Trang.

### Thời Việt Nam Cộng hòa
| Dân số tỉnh Ninh Thuận 1967 | Dân số tỉnh Ninh Thuận 1967 |
| Quận                        | Dân số                      |
| --------------------------- | --------------------------- |
| An Phước                    | 25.760                      |
| Bửu Sơn                     | 31.367                      |
| Du Long                     | 6.053                       |
| Thanh Hải                   | 72.893                      |
| Tổng số                     | 136.073                     |

Năm 1958, dưới thời Việt Nam Cộng hoà, tỉnh Ninh Thuận được thành lập với địa giới tương đương với tỉnh Ninh Thuận hiện nay. Khi đó, tỉnh Ninh Thuận gồm có 3 quận (24 xã): Thanh Hải (quận lỵ Khánh Hải), An Phước (quận lỵ Hậu Phước), Bửu Sơn (quận lỵ An Sơn). Ngày 6 tháng 4 năm 1960, thành lập quận Du Long, do tách một phần đất quận Bửu Sơn và một phần đất của quận Cam Lâm, tỉnh Khánh Hòa, quận lị đặt tại Karom, xã Cam Ly (nay thuộc xã Công Hải, huyện Thuận Bắc).
Trước ngày 16 tháng 4 năm 1975, Ninh Thuận gồm có 5 quận là Thanh Hải, An Phước, Bửu Sơn, Du Long và Sông Pha.
- Quận An Phước gồm các xã: Diêm Hải, Đại Phước, Định Hải, Hậu Phước, Hữu Phước, Phước Hải, Tà Dương, Thái Sơn.
- Quận Bửu Sơn gồm các xã: An Sơn, Mỹ Sơn, Phú Sơn, Phước Sơn, Tân Sơn, Tri Phước.
- Quận Du Long gồm các xã: Cam Ly, Cam Thọ, Cát Hải, É Lâm hạ.
- Quận Sông Pha gồm các xã: Bửu Lâm, É Lâm thượng.
- Quận Thanh Hải gồm các xã: An Hải, Đông Hải, Hộ Hải, Khánh Hải, Mỹ Hải, Phan Rang, Tân Hải, Vĩnh Hải.

Tỉnh lỵ đặt tại Phan Rang, về mặt hành chính thuộc xã Phan Rang, quận Thanh Hải.

### Sau giải phóng (1975 - nay)

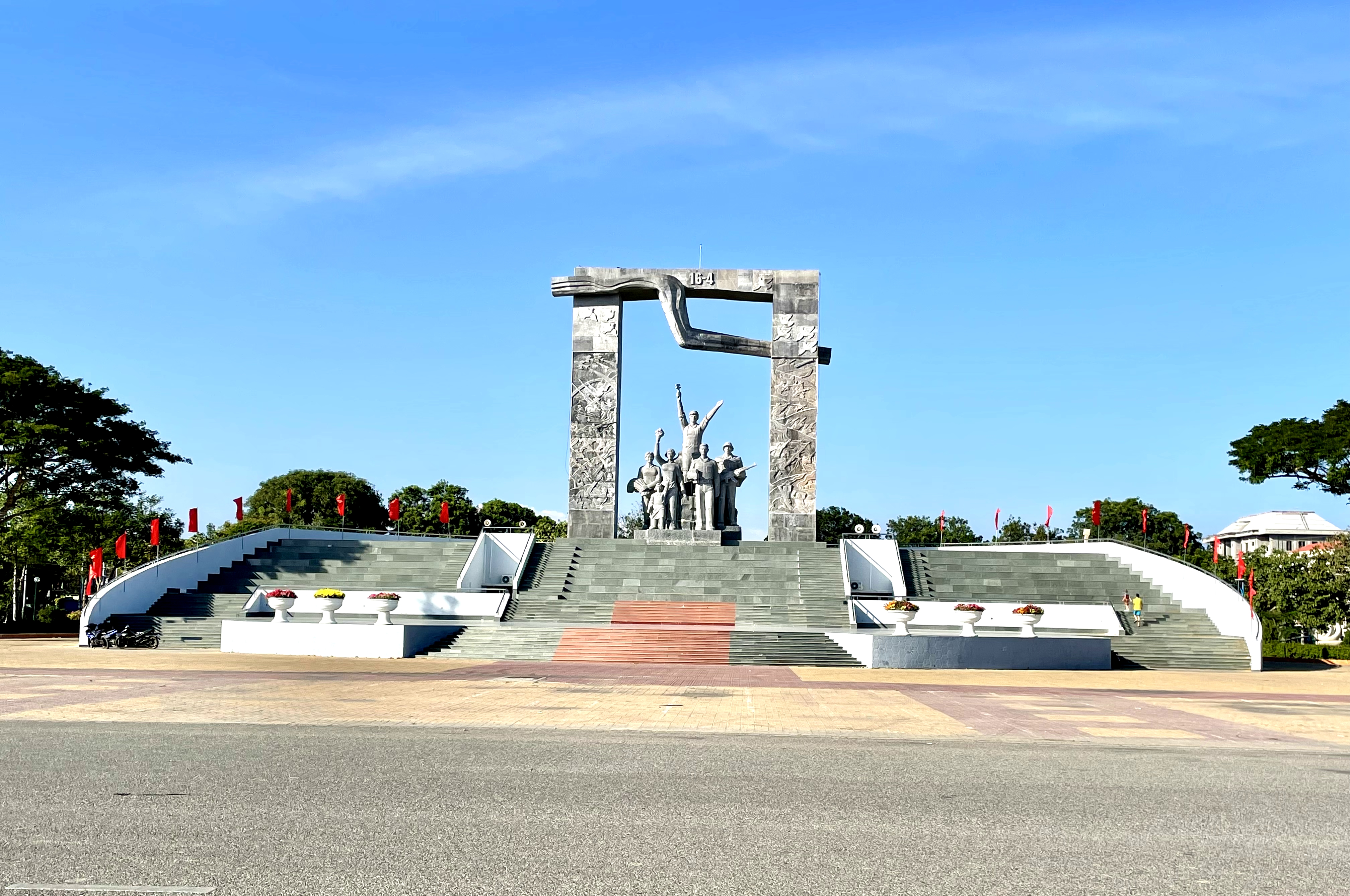
Tượng đài Chiến thắng nằm bên hông Quảng trường 16/4, thành phố Phan Rang-Tháp Chàm

Sau ngày 30 tháng 4 năm 1975, tỉnh Ninh Thuận dự kiến sáp nhập với các tỉnh Bình Thuận, Tuyên Đức và Lâm Đồng để thành lập tỉnh mới Thuận Lâm. Nhưng đến tháng 2 năm 1976, do có sự điều chỉnh từ trung ương cho sát với thực tế, các tỉnh Ninh Thuận, Bình Thuận và Bình Tuy hợp nhất thành tỉnh Thuận Hải. Địa bàn tỉnh Ninh Thuận cũ bao gồm thị xã Phan Rang và 3 huyện: Ninh Sơn, Ninh Hải, An Phước.
Ngày 27 tháng 4 năm 1977, Hội đồng Chính phủ ban hành Quyết định 124-CP về việc giải thể thị xã Phan Rang và 3 huyện: An Phước, Ninh Hải, Ninh Sơn để thành lập 2 huyện: An Sơn (huyện lỵ là thị trấn Tháp Chàm, được thành lập từ một phần thị xã Phan Rang cũ) và Ninh Hải mới (huyện lỵ là thị trấn Phan Rang, được thành lập từ phần còn lại của thị xã Phan Rang cũ).
Ngày 1 tháng 9 năm 1981, Hội đồng Bộ trưởng ban hành Quyết định số 45-HĐBT, chia lại huyện An Sơn và huyện Ninh Hải thành 4 đơn vị hành chính: thị xã Phan Rang – Tháp Chàm và 3 huyện: Ninh Hải, Ninh Phước và Ninh Sơn.
Ngày 26 tháng 12 năm 1991, Quốc hội thông qua nghị quyết chia lại tỉnh Thuận Hải thành hai tỉnh Bình Thuận và Ninh Thuận.
Khi tách ra, tỉnh Ninh Thuận có thị xã Phan Rang – Tháp Chàm (tỉnh lỵ) và 3 huyện: Ninh Hải, Ninh Phước, Ninh Sơn.
Ngày 6 tháng 11 năm 2000, chia huyện Ninh Sơn thành 2 huyện: Ninh Sơn và Bác Ái. Ngày 7 tháng 7 năm 2005, chia huyện Ninh Hải thành 2 huyện: Ninh Hải và Thuận Bắc.
Ngày 8 tháng 2 năm 2007, Chính phủ ban hành Nghị định 21/2007/NĐ-CP chuyển thị xã Phan Rang – Tháp Chàm thành thành phố trực thuộc tỉnh Ninh Thuận. Ngày 10 tháng 6 năm 2009, chia huyện Ninh Phước thành 2 huyện: Ninh Phước và Thuận Nam.
Ngày 26 tháng 2 năm 2015, thành phố Phan Rang – Tháp Chàm được công nhận là đô thị loại II trực thuộc tỉnh Ninh Thuận.
Tỉnh Ninh Thuận có 1 thành phố và 6 huyện như ngày nay.
Ngày 12 tháng 6 năm 2025, Quốc hội ban hành Nghị quyết số 202/2025/QH15 về việc sắp xếp đơn vị hành chính cấp tỉnh (nghị quyết có hiệu lực từ ngày 12 tháng 6 năm 2025). Theo đó, sáp nhập tỉnh Ninh Thuận vào tỉnh Khánh Hòa.

## Hành chính

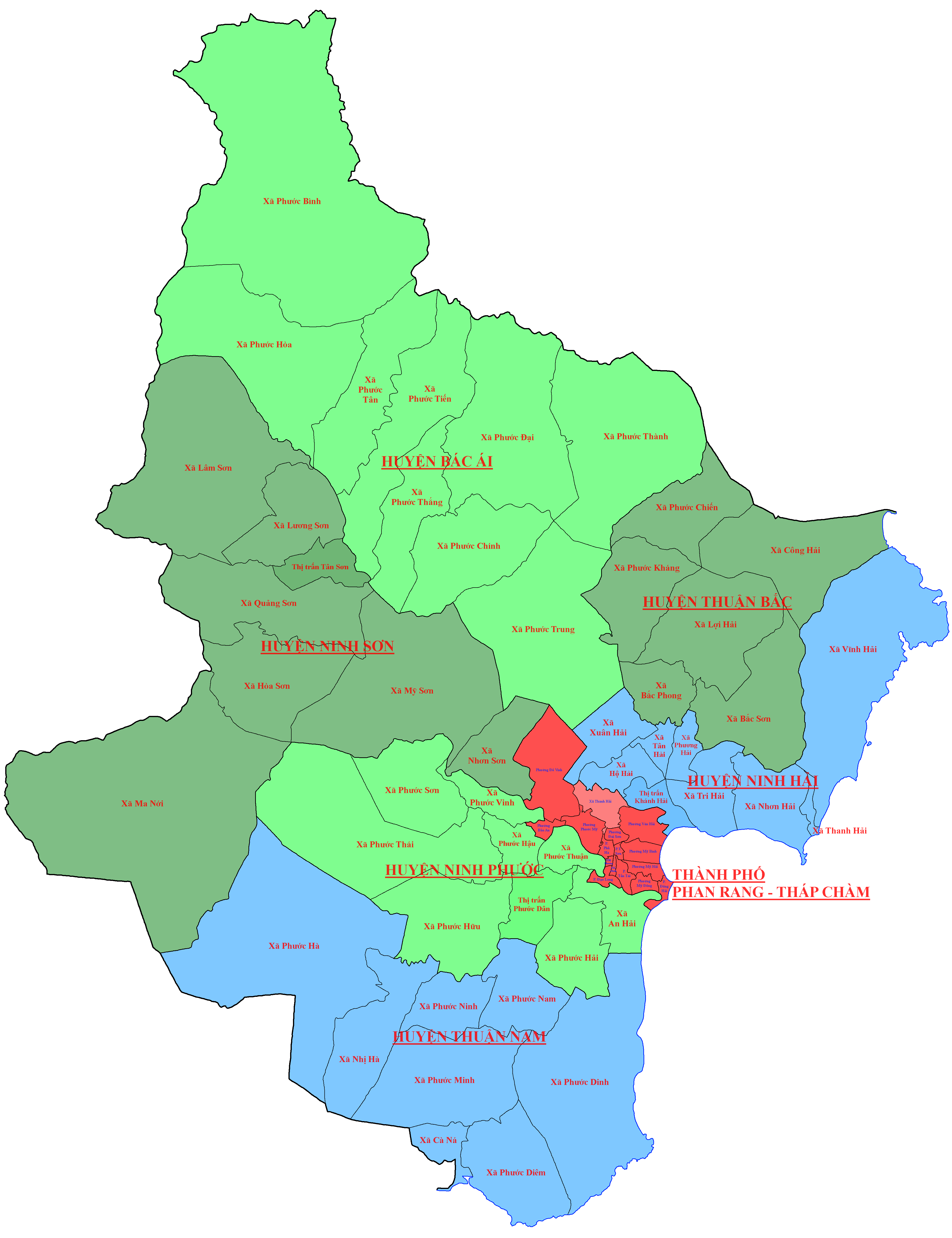
Bản đồ tỉnh Ninh Thuận

Tỉnh Ninh Thuận có 7 đơn vị hành chính cấp huyện trực thuộc, bao gồm 1 thành phố và 6 huyện; 62 đơn vị hành chính cấp xã, bao gồm 47 xã, 12 phường và 3 thị trấn.
| Diện tích (km²)                | 79,19           | 1.027  | 253,58           | 341,95           | 771,81           | 318,26 | 563,33 |
| Dân số(người)                  | 167.394         | 27.204 | 93.715           | 132.399          | 76.664           | 42.039 | 59.644 |
| Mật độ dân số (người/km²)      | 2.214           | 27     | 370              | 387              | 99               | 132    | 106    |
| Số đơn vị hành chính           | 12 phường, 1 xã | 9 xã   | 1 thị trấn, 8 xã | 1 thị trấn, 8 xã | 1 thị trấn, 7 xã | 6 xã   | 8 xã   |
| Năm được công nhận             | 2019            | 2000   | 1992             | 1992             | 1992             | 2005   | 2009   |
| Nguồn: Website tỉnh Ninh Thuận |                 |        |                  |                  |                  |        |        |

## Kinh tế

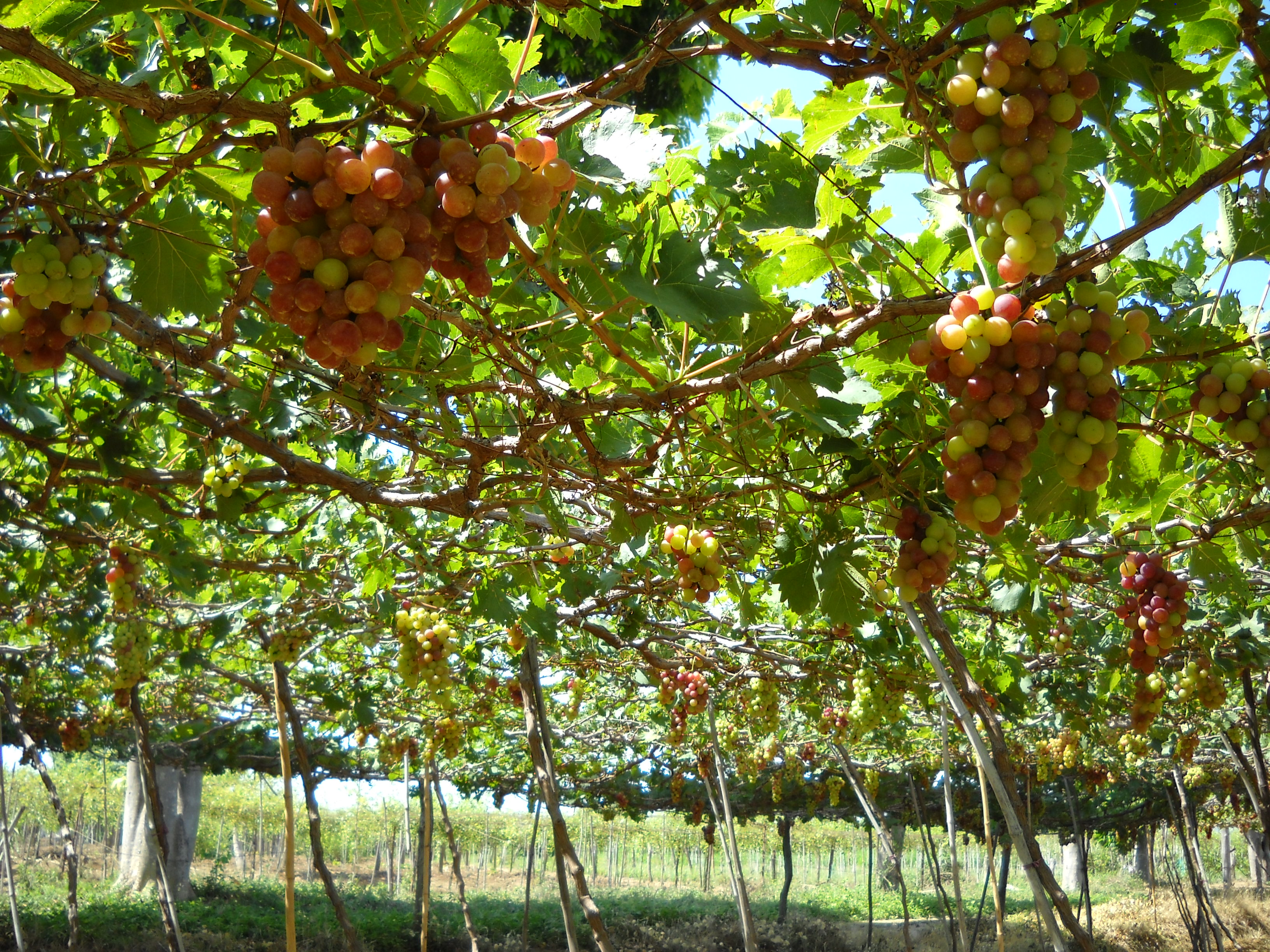
Vườn nho tại Ninh Phước

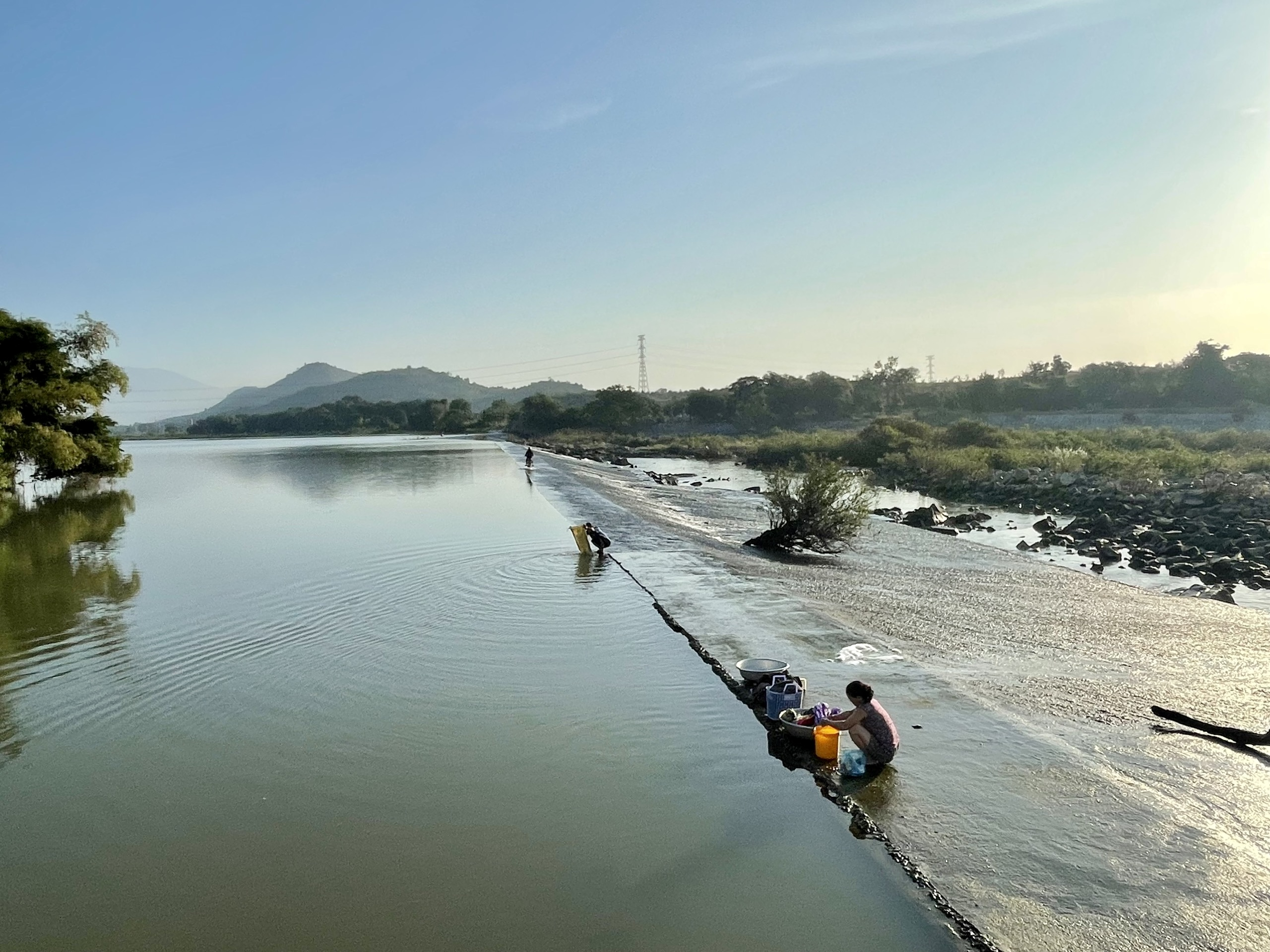
Đập Nha Trinh, một trong những công trình thủy lợi quan trọng nhất của tỉnh Ninh Thuận, được xây dựng dưới thời vua Po Klong Garai, từ thế kỷ XII.

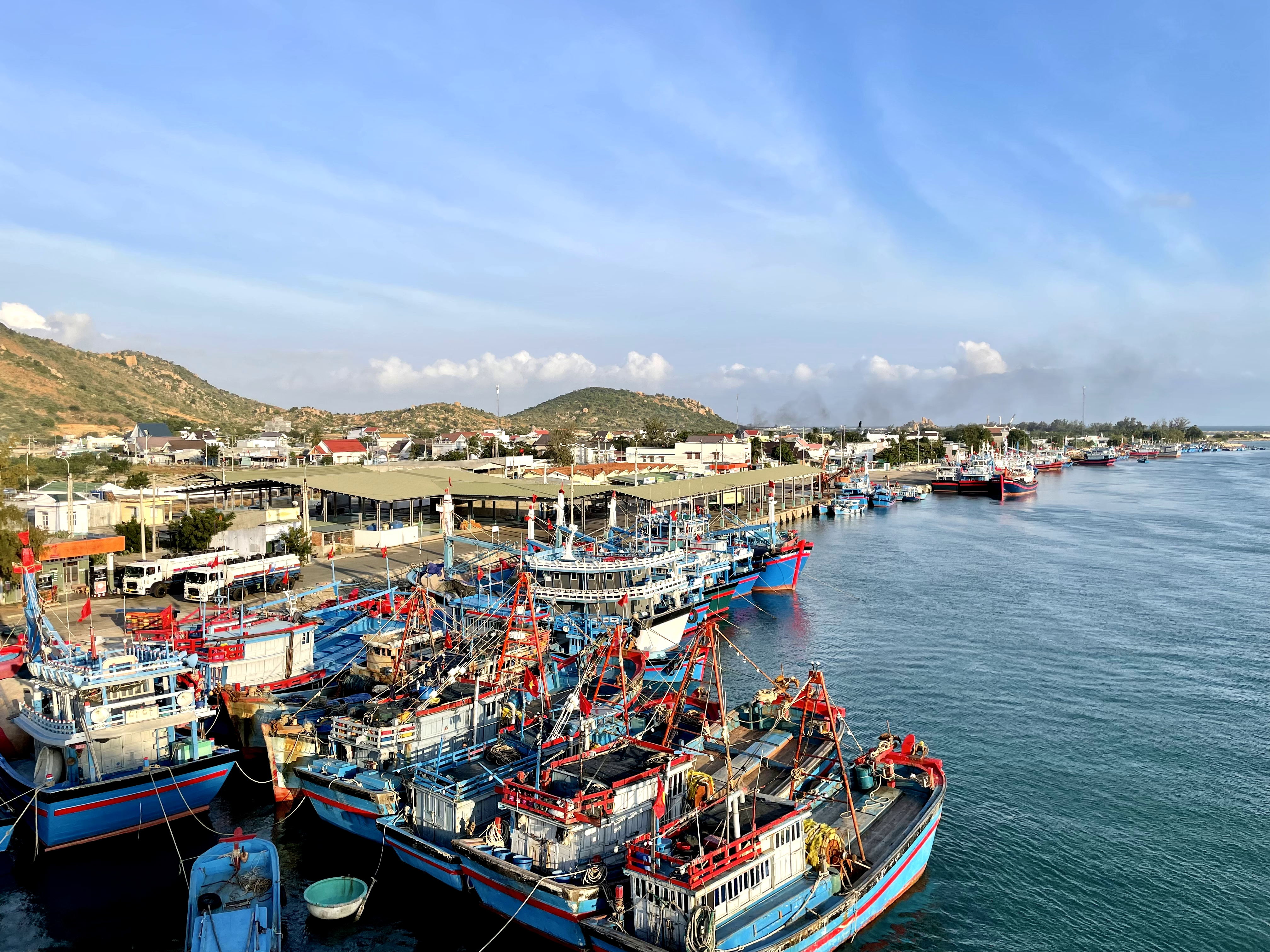
Cảng cá Ninh Chữ bên hong Đầm Nại, Ninh Hải

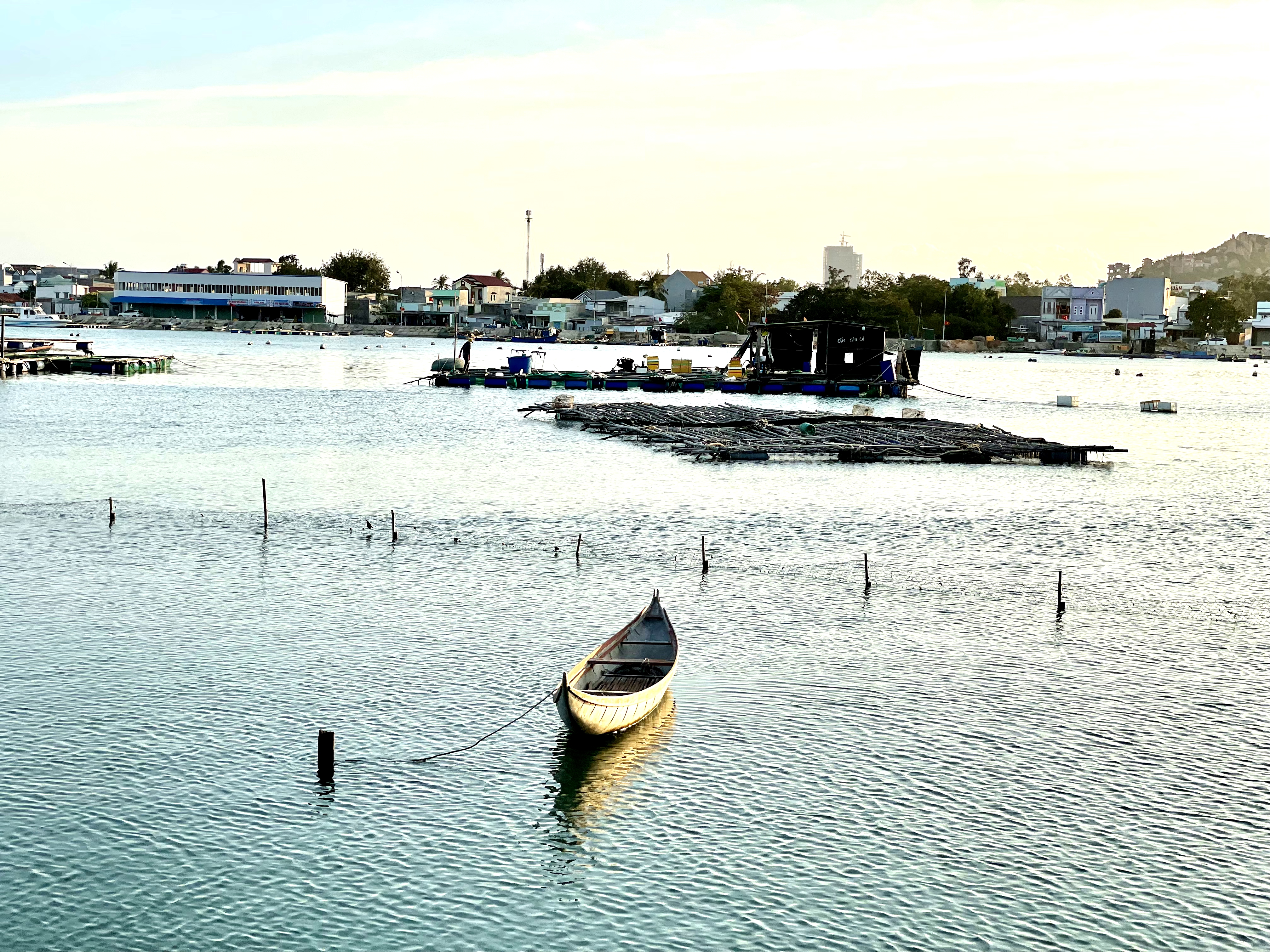
Bè nuôi hải sản trên Đầm Nại, Ninh Hải

### Nông nghiệp
Ninh Thuận nổi tiếng với những sản phẩm như: Nho, táo, hành, tỏi, tôm giống, muối,... đây là địa phương có quy mô trồng nho nhiều nhất nước, được trồng chủ yếu tại huyện Ninh Phước và huyện Thuận Nam. Hành và tỏi cũng là một trong những thế mạnh của Ninh Thuận, được trồng nhiều tại thành phố Phan Rang – Tháp Chàm và huyện Ninh Hải. Ngoài ra, địa phương này còn là trung tâm tôm giống lớn của cả nước với quy mô sản xuất trong năm 2019 ước đạt 33,9 tỷ con tôm giống.

### Công nghiệp
Ninh Thuận hiện có cụm công nghiệp Thành Hải (đang hoạt động). Khu công nghiệp Du Long đang được đầu tư xây dựng. Ngoài ra còn có quy hoạch khu công nghiệp Phước Nam và Cà Ná.
Trong năm 2012, GDP tăng 10,3%, thu nhập bình quân đầu người đạt 19,1 triệu đồng/người/năm, thu ngân sách đạt 1.320 tỷ đồng, đạt 100,2% dự toán...
Năm 2014, tốc độ tăng trưởng GDP ước đạt 12,4%;Tổng thu ngân sách nhà nước trên địa bàn ước đạt 1.700 tỷ đồng (đạt 113,3% kế hoạch); GDP bình quân đầu người 26,8 triệu đồng; về cơ cấu kinh tế: Nông, lâm nghiệp và thủy sản chiếm 38,5%, công nghiệp và xây dựng chiếm 23,8%, dịch vụ chiếm 37,7%; tổng vốn đầu tư toàn xã hội ước đạt 7.615 tỷ đồng; giá trị kim ngạch xuất khẩu ước đạt 55 triệu USD (đạt 78,6% kế hoạch).
Tổng sản phẩm trong Tỉnh (GRDP) năm 2019 ước tăng 13,18% so với năm 2018; trong đó: khu vực nông, lâm nghiệp và thủy sản tăng 6%, đóng góp 2,14 điểm phần trăm vào mức tăng trưởng chung; khu vực công nghiệp và xây dựng tăng 39,7%, đóng góp 7,29 điểm phần trăm; khu vực dịch vụ tăng 6,87%, đóng góp 2,67 điểm phần trăm; thuế sản phẩm tăng 14,95%, đóng góp 1,08 điểm phần trăm.

### Nông, lâm nghiệp và thủy sản
Ngành nông nghiệp tăng 6,22% so với cùng kỳ năm trước, đóng góp 1,05 điểm phần trăm vào mức tăng trưởng chung; ngành lâm nghiệp giảm 19,26%, đóng góp giảm 0,06 điểm phần trăm; ngành thủy sản tăng 6,2%, đóng góp 1,14 điểm phần trăm.

### Công nghiệp và xây dựng
Ngành công nghiệp tăng 34,92% so với cùng kỳ năm trước, trong đó ngành khai khoáng giảm 0,5%, đóng góp giảm 0,01 điểm phần trăm mức tăng trưởng chung; ngành công nghiệp chế biến, chế tạo giảm 0,7%, đóng góp giảm 0,04 điểm phần trăm; ngành công nghiệp sản xuất và phân phối điện,khí đốt... tăng 217,6%, đóng góp 3,2 điểm phần trăm. Ngành xây dựng tăng 44,61%, đóng góp 4,04 điểm phần trăm.

### Dịch vụ
Đóng góp của một số ngành có tỷ trọng lớn vào mức tăng trưởng chung như sau: Bán buôn và bán lẻ tăng 8,47% so với cùng kỳ năm trước, đóng góp 0,51 điểm phần trăm vào mức tăng trưởng chung; vận tải kho bãi tăng 9,38%, đóng góp 0,22 điểm phần trăm; dịch vụ lưu trú và ăn uống tăng 6,56%, đóng góp 0,29 điểm phần trăm; hoạt động thông tin và truyền thông tăng 7,73%, đóng góp 0,52 điểm phần trăm; hoạt động tài chính, ngân hàng và bảo hiểm tăng 8,36%, đóng góp 0,27 điểm phần trăm; hoạt động giáo dục và đào tạo, đạt mức tăng 5,01%, đóng góp 0,22 điểm phần trăm...

### Cơ cấu kinh tế
Về cơ cấu kinh tế (VA) năm 2019, khu vực nông, lâm nghiệp và thủy sản chiếm tỷ trọng 36,96%; khu vực công nghiệp và xây dựng chiếm 24,7%; khu vực dịch vụ chiếm 38,34%; (Cơ cấu tương ứng của cùng kỳ năm 2018 là: 39,72%; 19,37% và 40,91%).
+ Kim ngạch xuất khẩu đạt 100 triệu USD, tăng 17,65% so cùng kỳ 2018.
+ Chỉ số giá hàng hóa và dịch vụ tiêu dùng (CPI) bình quân năm 2019 tăng 2,66% so với cùng kỳ năm 2018.
+ Dân số trung bình là 591nghìn người, tăng 0,37% so với năm 2018.
+ Tỉ lệ tăng tự nhiên 11,25%o, giảm 0,05% so cùng kỳ năm 2018.

## Xã hội

### Dân cư

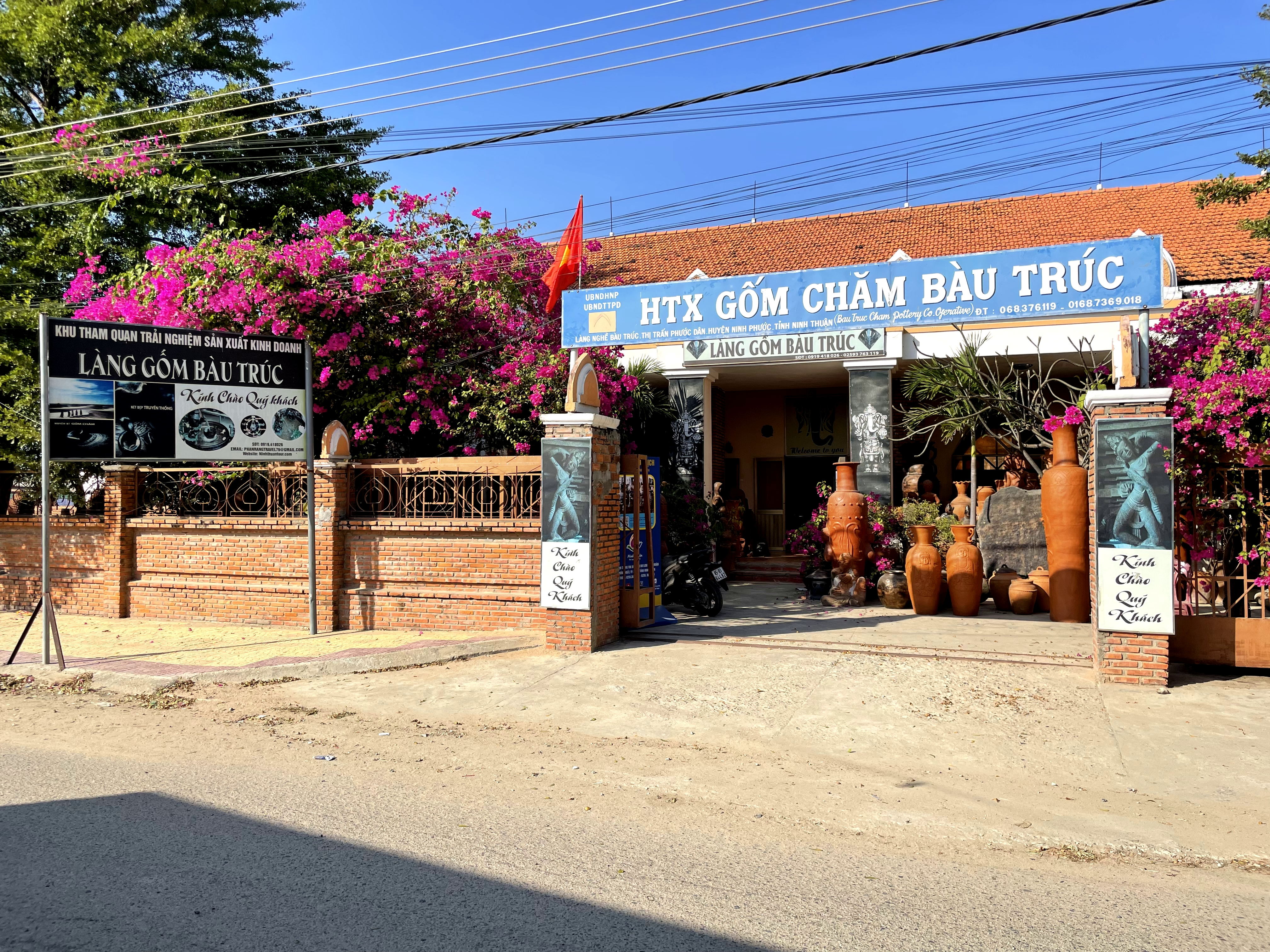
Gốm Bàu Trúc – Làng nghề cổ nhất Đông Nam Á còn tồn tại ở Ninh Thuận

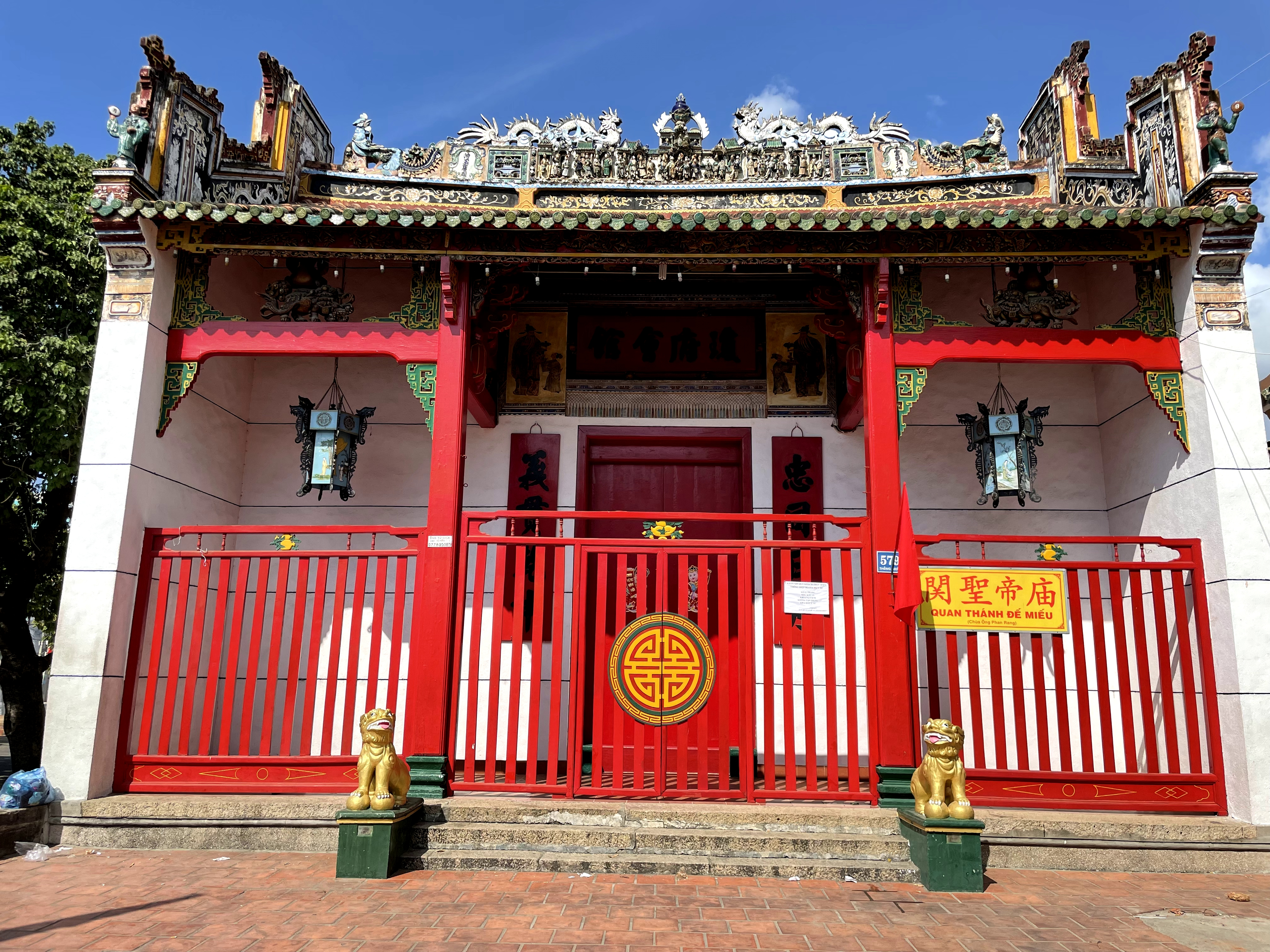
Hội quán Hải Nam của người Hoa ở Ninh Thuận, toạ lạc bên hong chợ Phan Rang ngày nay, người dân quen gọi là Chùa Ông

Tính đến ngày 1 tháng 4 năm 2019, dân số toàn tỉnh đạt 590.467 người, mật độ dân số đạt 181 người/km². Trong đó dân số sống tại thành thị đạt 211.109 người, chiếm 35,8% dân số toàn tỉnh, dân số sống tại nông thôn đạt 379.358 người, chiếm 64,2%. Dân số nam đạt 296.026 người, trong khi đó nữ đạt 294.441 người. Tỷ lệ tăng tự nhiên dân số phân theo địa phương tăng 0,44 ‰. Đây cũng là tỉnh ít dân nhất vùng duyên hải Nam Trung Bộ với gần 600.000 dân. Tỷ lệ đô thị hóa tính đến năm 2022 đạt 44%.
Theo thống kê của tổng cục thống kê Việt Nam, tính đến ngày 1 tháng 4 năm 2009, Trên địa bàn toàn tỉnh có 34 dân tộc và 3 người nước ngoài cùng sinh sống. Trong đó, người Kinh đông nhất với 432.399 người, tiếp sau đó là người Chăm với 67.274 người, xếp ở vị trí thứ ba là Raglay với 58.911 người, người Cơ Ho có 2.860 người, 1.847 người Hoa, cùng một số dân tộc ít người khác như Chu Ru, Nùng, Tày....
Tính đến ngày 1 tháng 4 năm 2019, Toàn tỉnh Ninh Thuận có 10 Tôn giáo khác nhau chiếm 251.292 người. Trong đó, nhiều nhất là Công giáo với 97.560 người, tiếp theo đó là Phật giáo với 44.226 người, thứ 3 là Bà La Môn 62.699 người, Hồi Giáo có 44.990 người, Tin Lành có 11.220 người, cùng các tôn giáo ít người khác như Cao Đài 1.784 người, Bahá'í có 26 người, Minh Sư Đạo có năm người, Phật giáo Hòa Hảo và Tịnh độ cư sĩ Phật hội Việt Nam mỗi đạo có một người.

#### Các làng Chăm trên địa bàn tỉnh Ninh Thuận
Hiện nay, ở Ninh Thuận còn 22 làng Chăm, phân bố ở 12 xã và 6 huyện thị: Thuận Bắc, Ninh Hải, Ninh Sơn, thành phố Phan Rang – Tháp Chàm, Ninh Phước, Thuận Nam. Trong đó, hai huyện có người Chăm cư trú đông nhất là huyện Ninh Phước và huyện Thuận Nam (tách lập từ huyện Ninh Phước năm 2009), với dân số là 51.527 người (1/4/2009).
Phần lớn các làng Chăm đều theo đạo Bà-la-môn, số còn lại là Hồi giáo với 2 nhánh Bàni và Islam.
| STT | Tên làng (tiếng Chăm) | Tên làng (tiếng Việt) | Tôn giáo/tín ngưỡng chủ đạo | thuộc đơn vị hành chính             | Chú thích |
| --- | --------------------- | --------------------- | --------------------------- | ----------------------------------- | --- |
| 1   | Palei Bhar RiYa       | Nghĩa Bình            | Chăm Bà-la-môn              | xã Bắc Sơn, Thuận Bắc               | Đây là làng Chăm có khoảng cách xa nhất so với các làng Chăm khác trong tỉnh Ninh Thuận |
| 2   | Palei Pamblap A Lhak  | An Nhơn               | Chăm Bàni                   | xã Xuân Hải, Ninh Hải               | Palei Pamblap A Lhak và Palei Pamblap Biraw là 2 làng Chăm Bàni trước đây có tên gọi chung là Palei Pamblap |
| 3   | Palei Pamblap Biraw   | Phước Nhơn            | Chăm Bàni                   | xã Xuân Hải, Ninh Hải               | Palei Pamblap A Lhak và Palei Pamblap Biraw là 2 làng Chăm Bàni trước đây có tên gọi chung là Palei Pamblap |
| 4   | Palei TaBhơng         | Thành Ý               | Chăm Bà-la-môn              | xã Thành Hải, Phan Rang – Tháp Chàm | Đây là palei duy nhất của Ninh Thuận đóng trên địa bàn thành phố tỉnh lỵ của Ninh Thuận |
| 5   | Palei Cang            | Lương Tri             | Chăm Bàni                   | xã Nhơn Sơn, Ninh Sơn               | |
| 6   | Palei Bhauh Thơng     | Phú Nhuận             | Chăm Bàni và Bà-la-môn      | xã Phước Thuận, Ninh Phước          | Palei Bhauh Thơng là palei duy nhất có hai tôn giáo cùng sinh sống xen kẽ lẫn nhau đó là Hồi giáo Bàni và tôn giáo Bàlamôn. |
| 7   | Palei Blang KaCak     | Phước Đồng            | Chăm Bà-la-môn              | xã Phước Hậu, Ninh Phước            | Đây là nơi cất giữ y phục của vua Po Klong Garai. Hàng năm cứ vào mùng 1 tháng 7 Chăm lịch là người dân ở đây lại long trọng tổ chức Lễ hội Katé để múa, hát rước kiệu vua về Tháp Po Klong Garai ở phường Đô Vinh, Thành phố. Phan Rang-Tháp Chàm. |
| 8   | Palei Cauk            | Hiếu Lễ               | Chăm Bà-la-môn              | xã Phước Hậu, Ninh Phước            | |
| 9   | Palei Bhauh DàNà      | Chất Thường           | Chăm Bà-la-môn              | xã Phước Hậu, Ninh Phước            | |
| 10  | Palei Bhauh BìNì      | Hoài Trung            | Chăm Bà-la-môn              | xã Phước Thái, Ninh Phước           | Hiện nay làng Chăm Hoài Trung đã chia ra làm hai thôn, nhưng các phong tục tập quán vẫn còn giữ nguyên không thay đổi gì. |
| 11  | Palei Jà              | Như Ngọc/Như Bình     | Chăm Bà-la-môn              | xã Phước Thái, Ninh Phước           | Ở đây có nhiều di tích và truyền thuyết như truyền thuyết về núi Đá Trắng, PoNai, có đền thờ Nai Mưh Ghang em của Po Nai. Palei Jà thuộc HaLaw Po NưGar ở palei Hamutaran nên khi người dân tổ chức cúng vào dịp lễ hội Katê thì sang bên làng Hamutaran để hành lễ ... |
| 12  | Palei Hamutaran       | Hữu Đức               | Chăm Bà-la-môn              | xã Phước Hữu, Ninh Phước            | Đây là palei đươc biết đến với nhiều lễ hội diễn ra quanh năm đặc biệt là Lễ hội Katé với lễ nghi rước y phục của Po Nagar được trao lại bởi người Raglai trao cho người Chăm được tổ chức rất long trọng |
| 13  | Palei Thun            | Hậu Sanh              | Chăm Bà-la-môn              | xã Phước Hữu, Ninh Phước            | Nơi có Tháp Po Rome, lễ hội Katé hàng năm, người làng sẽ rước y trang của vua Po Rome lên tháp. Hậu Sanh là làng có nhiều truyền thuyết liên quan đến vua Po Rome như: truyền thuyết về cây Rạk. |
| 14  | Palei PaBhar          | Vụ Bổn                | Chăm Bà-la-môn              | xã Phước Nam, Thuận Nam             | Làng Chăm Vụ Bổn thường tổ chức lễ hội Katé trễ hơn các làng chăm khác một tuần. |
| 15  | Palei PaBlao          | Hiếu Thiện            | Chăm Bà-la-môn              | xã Phước Nam, Thuận Nam             | Palei PaBlap, palei PaBhar, palei PaBlao cũng thuộc Halaw Po Rome (khu vực Po Rome) |
| 16  | Palei Ram             | Văn Lâm               | Chăm Bàni và Islam          | xã Phước Nam, Thuận Nam             | Đây được xem là một trong những làng Chăm giàu có nhất Ninh Thuận |
| 17  | Palei Ia Li U         | Phước Lập             | Chăm Bà-la-môn              | xã Phước Nam, Thuận Nam             | Đây được xem là một trong những làng Chăm nghèo nhất Ninh Thuận. Theo phong tục đám ma của người Chăm theo đạo Balamôn đối với người chết thì có 2 loại đám, đó là đám thiêu (đam cuh) và đám chôn (đam dhar). Thì tất cả các làng Chăm khác theo đạo Balamôn thì đề thực hiện đam cuh, ngược lại thì chỉ có palei IaLi U thì thực hiện đam dhar, đó là đặc điểm riêng của palei. |
| 18  | Palei Bhơng Con       | Chung Mỹ              | Chăm Bà-la-môn              | thị trấn Phước Dân, Ninh Phước      | Palei Bhơng Con được tách ra từ palei Caklaing nên ở đây cũng có một số hộ gia đình còn giữ nghể tuyền thống của người Chăm đó chính là nghề dệt thổ cẩm |
| 19  | Palei CaKlaing        | Mỹ Nghiệp             | Chăm Bà-la-môn              | thị trấn Phước Dân, Ninh Phước      | Palei CaKlaing là palei nổi tiếng về nghề dệt truyền thống của người Chăm và còn là vùng đất của những truyền thuyết về vua Po Klong Garai, Po Klong Cal là người dạy cho dân làm nghề dệt. Đây là vùng đất cò nền văn hoá lâu đời và palei được nhiều người biết đến nhất. |
| 20  | Palei Hamu Craok      | Bầu Trúc/Vĩnh Thuận   | Chăm Bà-la-môn              | thị trấn Phước Dân, Ninh Phước      | Palei Hamu Craok ngoài nổi tiếng về nghề gốm truyền thống, ngoài ra còn có truyền thuyết về về Po Nai. |
| 21  | Palei Cwak PaTih      | Thành Tín             | Chăm Bàni                   | xã Phước Hải, Ninh Phước            | Palei Cwah PaTih với những bờ cát dài nổi tiếng với bài hát "Bhum adhei" do nhạc sĩ Amư Nhân sang tác đã nói lên những sản vật nổi tiếng ở đây như: bei bhong bauh libbung (khoai hồng), tam kai yamưn (trái dưa ngọt, có những giếng nước ngọt). Ở nơi đây có những giếng nước ngọt gắn liền với nghề biển của những người Chăm di biển xưa kia.                                 |
| 22  | Palei PaTuh           | Tuấn Tú               | Chăm Bàni                   | xã An Hải, Ninh Phước               | Palei PaTuh nổi tiếng có đồi cát Nam Cương, là đồi cát đẹp nhất Ninh Thuận. |

### Giáo dục

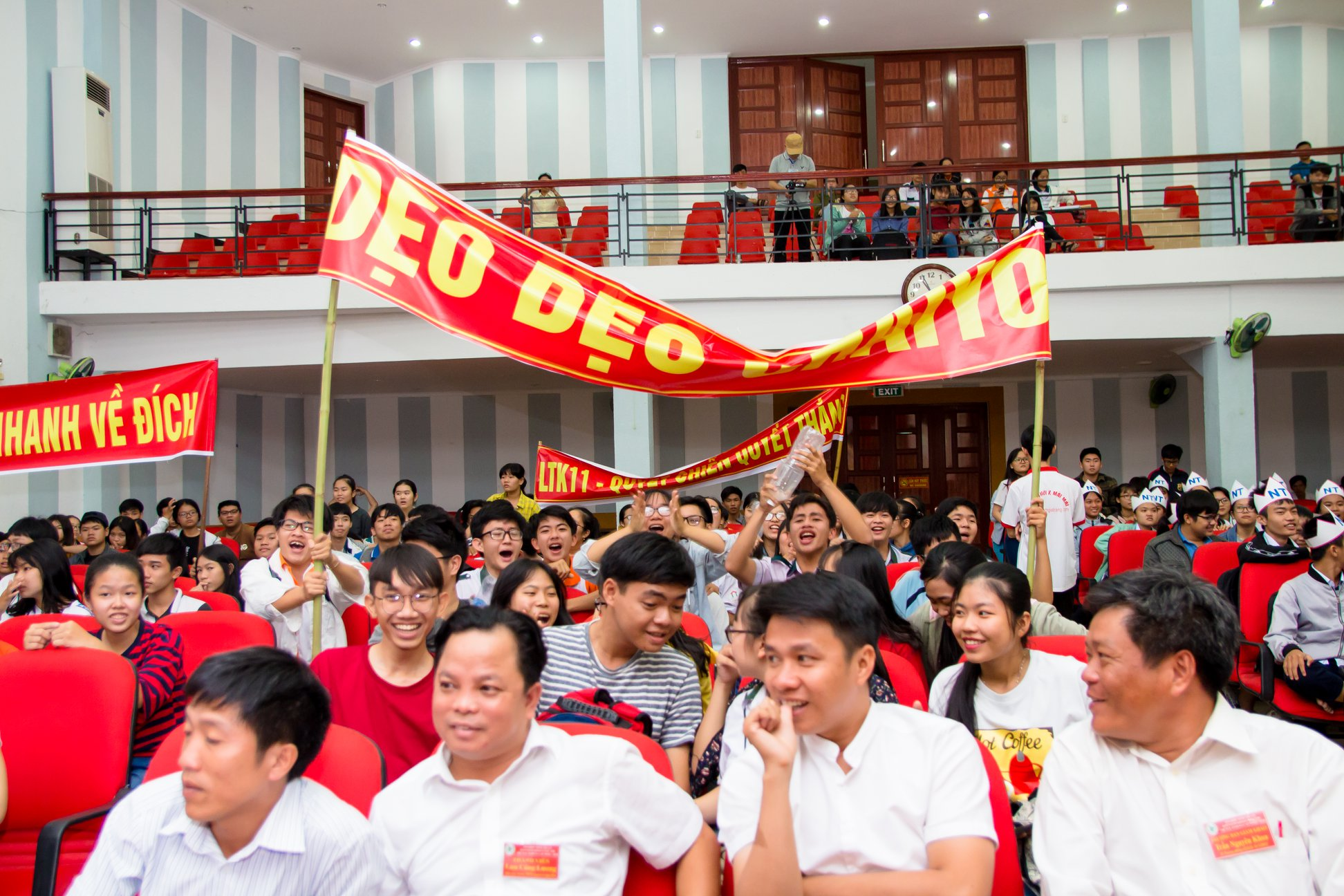
Cuộc thi Trí tuệ Athena được tổ chức bởi Sở Giáo dục và Đào tạo tỉnh Ninh Thuận, dành cho khối học sinh THPT trên toàn tỉnh, thí sinh đoạt giải nhất sẽ được cử đi thi Đường lên đỉnh Olympia

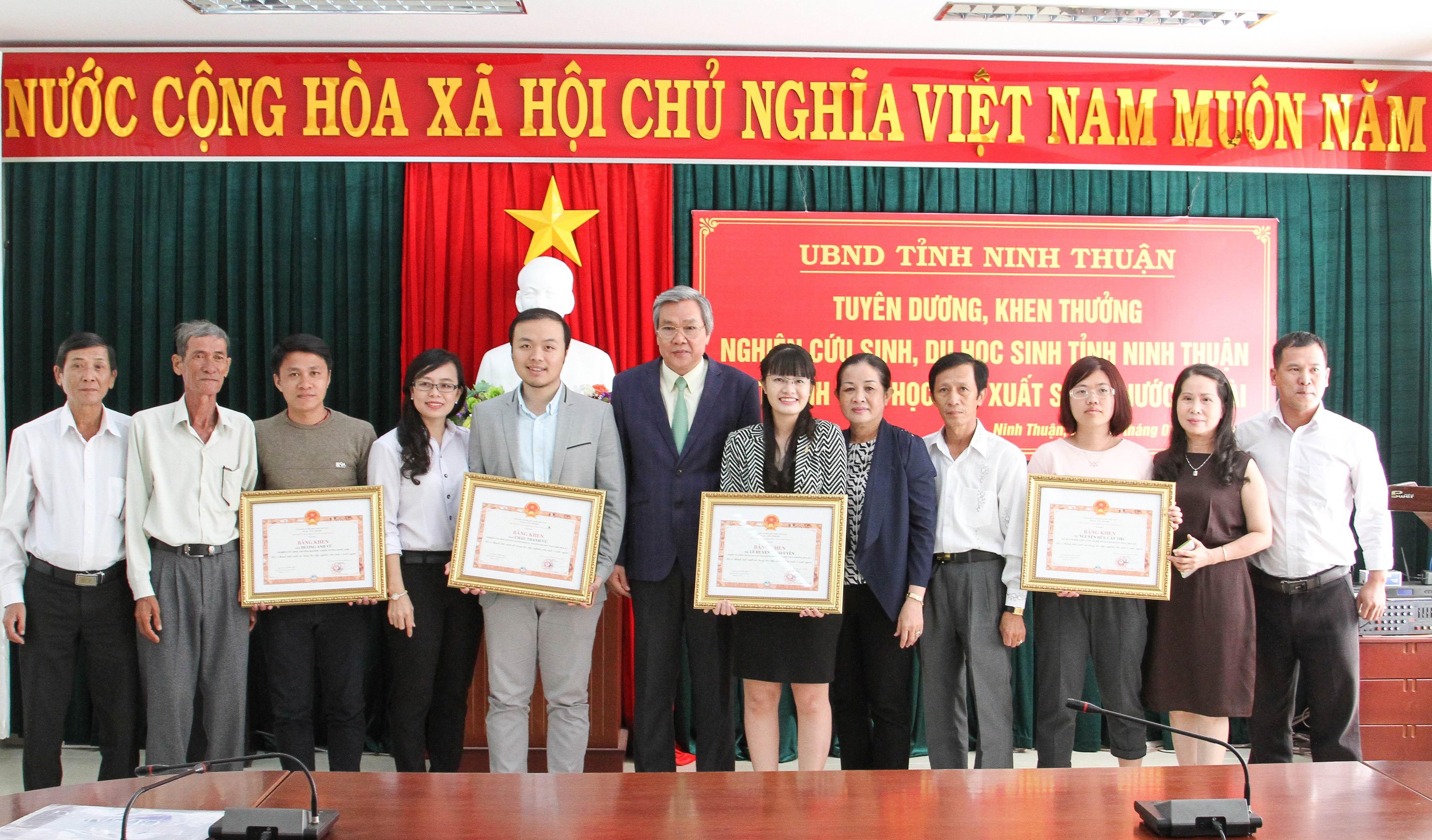
Lễ khen thưởng cho Du học sinh người Ninh Thuận có thành tích học tập và nghiên cứu xuất sắc, tổ chức bởi UBND tỉnh Ninh Thuận, 2016

Trên địa bàn toàn tỉnh có 288 trường học ở cấp phổ thông, trong đó Trung học phổ thông có 18 trường, Trung học cơ sở có 63 trường, Tiểu học có 147 trường, bên cạnh đó còn có 110 trường mẫu giáo.
Bậc đào tạo cao sau cấp phổ thông gồm có:
- Trường Trung cấp Y tế Ninh Thuận Lưu trữ ngày 22 tháng 10 năm 2014 tại Wayback Machine
- Trường Cao đẳng Nghề Ninh Thuận
- Trường Cao đẳng Sư phạm Ninh Thuận
- Trường Đại học Nông Lâm Thành phốHCM – Phân hiệu Ninh Thuận
- Viện Đào tạo và Khoa học ứng dụng Miền Trung – Trường Đại học Thủy Lợi Lưu trữ ngày 28 tháng 3 năm 2022 tại Wayback Machine

Bậc đào tạo sau đại học gồm có:
- Viện Đào tạo và Khoa học ứng dụng Miền Trung – Đại học Thủy Lợi
- Đại học Nông Lâm – Phân hiệu Ninh Thuận

Với hệ thống trường học như thế, nền giáo dục trong địa bàn Tỉnh Ninh Thuận cũng đang dần tương đối hoàn chỉnh, góp phần giảm thiểu nạn mù chữ trong địa bàn tỉnh. Xây dựng nguồn nhân lực bản địa có trình độ khoa học cao, cho mục tiêu phát triển của tỉnh Ninh Thuận.

### Y tế

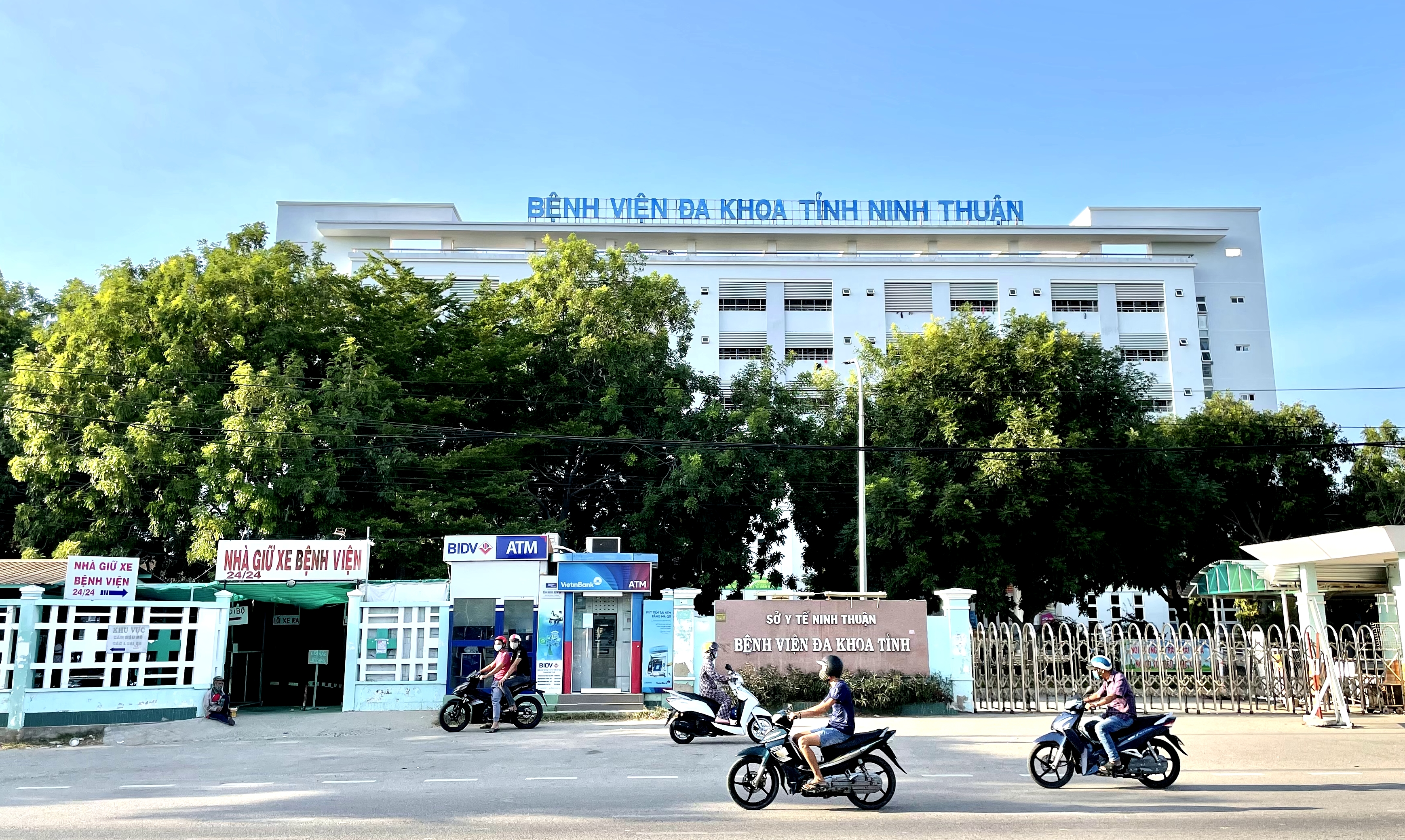
Bệnh viện Đa khoa tỉnh Ninh Thuận

Theo thống kê về y tế năm 2011, trên địa bàn toàn tỉnh Ninh Thuận có 80 cơ sở khám chữa bệnh trực thuộc Sở Y tế. Trong đó có 6 Bệnh viện, 7 phòng khám đa khoa khu vực và 65 Trạm y tế phường xã, 1 Bệnh viện điều dưỡng và phục hồi chức năng, với 1.565 giường bệnh và 298 bác sĩ, 454 y sĩ, 482 y tá và khoảng 209 nữ hộ sinh.

## Du lịch
Bờ biển Ninh Thuận có nhiều bãi tắm đẹp nổi tiếng và nhiều sông suối phục vụ du lịch như suối Vàng, thác Tiên,... Các bãi biển tại Ninh Thuận như Bãi biển Bình Tiên, Bãi biển Ninh Chử, Bãi biển Bình Sơn, Bãi biển Cà Ná.
Nơi đây còn lưu giữ, bảo tồn nhiều công trình văn hóa kiến trúc cổ Chămpa gắn với các lễ hội văn hóa dân tộc Chăm. Ninh Thuận có gần như còn nguyên vẹn hệ thống tháp Chăm xây dựng trong nhiều thế kỷ trước, tiêu biểu là cụm tháp Hòa Lai (Ba Tháp) xây dựng thế kỷ thứ 9, cụm tháp Po Klong Garai xây dựng thế kỷ 13 và cụm tháp Po Rome xây dựng thế kỷ 17. Các làng nghề Chăm cổ gồm Làng gốm Bàu Trúc và Làng thổ cẩm Mỹ Nghiệp.

Ngoài ra trên địa bàn tỉnh còn có 2 khu du lịch sinh thái gồm Vườn quốc gia Núi Chúa và Vườn quốc gia Phước Bình.

## Văn hoá

### Văn hóa Chăm
Là tỉnh có nhiều người Chăm sinh sống nhất tại Việt Nam và là nơi gìn giữ được nhiều di sản quý báu của nền văn hoá Chămpa, bao gồm chữ viết, dân ca và nghệ thuật múa, trang phục và nghề dệt thổ cẩm, nghệ thuật kiến trúc và điêu khắc. Vì vậy mà Ninh Thuận được coi là trung tâm của nền văn hóa Chăm trên cả nước.

#### Bảo vật quốc gia
Tính đến tháng 1 năm 2024, Ninh Thuận có 4 hiện vật được công nhận Bảo vật quốc gia, tất cả hiện vật đều thuộc về văn hoá Champa của người Chăm, gồm có:
1. Bia Phước Thiện có niên đại từ thế kỷ thứ VIII, được phát hiện vào năm 1992 tại một cánh đồng thuộc thôn Phước Thiện, xã Phước Sơn, huyện Ninh Phước, tỉnh Ninh Thuận, cách thành phố Phan Rang - Tháp Chàm 10 km về phía Tây.
2. Tượng Pô Klong Garai có niên đại từ thế kỷ XVI, hiện được thờ trong Tháp Po Klong Garai, phường Đô Vinh, thành phố Phan Rang - Tháp Chàm.
3. Bia Hòa Lai
4. Phù điêu Pô Rôme

### Lễ hội
1. Lễ hội Katê
2. Lễ hội Ramưwan
3. Lễ hội Nho Vang
4. Lễ hội đua thuyền rồng[47]
5. Lễ hội Cầu Ngư

### Thể thao
Sân vận động tỉnh Ninh Thuận là một sân vận động đa năng nằm ở phường Phước Mỹ, thành phố Phan Rang-Tháp Chàm. Sân thuộc Trung Tâm Huấn Luyện Và Thi Đấu Thể Thao Tỉnh Ninh Thuận. Sân có sức chứa 16.000 khán giả. Đây là sân nhà của Câu lạc bộ bóng đá Ninh Thuận vào năm 2012. Sân từng được chọn để làm nơi tổ chức Giải bóng đá Vô địch U-21 Quốc gia 2012 và Giải Bóng đá U-21 Quốc tế báo Thanh niên 2013. Câu lạc bộ bóng đá Bình Thuận cũng đã mượn sân vận động Ninh Thuận để thi đấu tại Giải bóng đá Hạng Nhất Quốc gia 2023.

## Giao thông

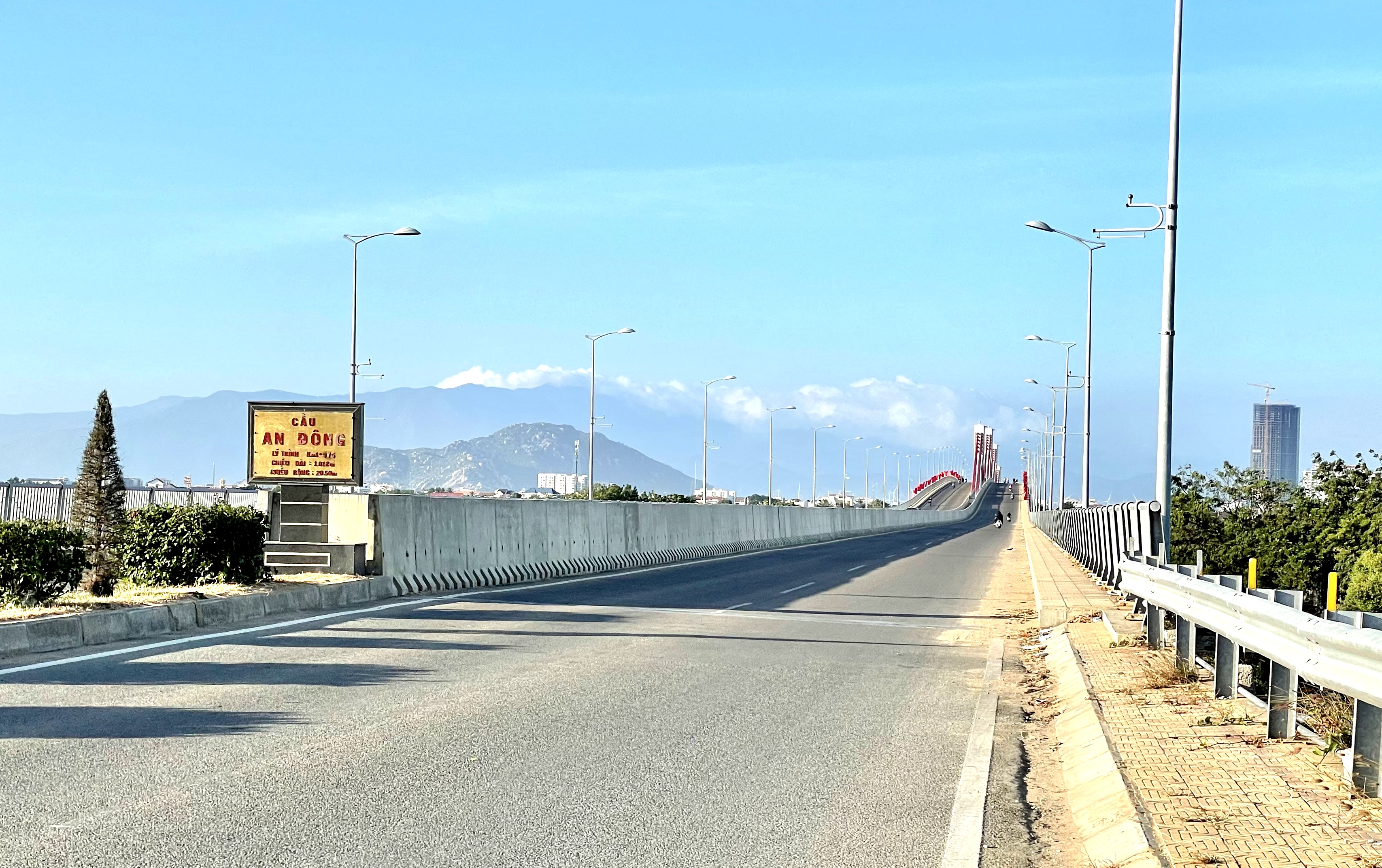
Cầu An Đông bắt qua hạ nguồn Sông Dinh, cách cửa biển chỉ khoảng 1km. Đây là cây cầu dài nhất tỉnh Ninh Thuận với 16 nhịp, rộng 20,5m và dài 1.018m

### Đường bộ
Ninh Thuận có vị trí nằm trên giao điểm nối liền 3 vùng Đông Nam Bộ, Nam Trung Bộ và Tây Nguyên, trong đó Thành phố Phan Rang – Tháp Chàm là nơi giao nhau của 3 trục giao thông chiến lược là Quốc lộ 1, đường sắt Bắc Nam và Quốc lộ 27.
Tỉnh Ninh Thuận có Quốc lộ 1, Quốc lộ 27, Đường cao tốc Bắc – Nam phía Đông và các tuyến đường khác như tỉnh lộ 702, tỉnh lộ 703 đều đạt tiêu chuẩn cấp IV, các tuyến đường huyện và liên xã được nâng cấp và đảm bảo giao thông cơ giới thuận tiện quanh năm.
Quốc lộ 1A được mở rộng đạt quy mô 4 làn xe cơ giới + 2 làn xe hỗn hợp, bề rộng nền đường 20,5m. Đoạn qua đô thị có hệ thống thoát nước dọc. Đoạn ngoài đô thị theo tiêu chuẩn đường cấp III – đồng bằng; tốc độ thiết kế 80 km/h; đoạn qua khu đô thị theo tiêu chuẩn đường phố chính đô thị thứ yếu, tốc độ thiết kế 60 km/h.
Ở phường Đài Sơn có bến xe Phan Rang nằm ở đường Thống Nhất và bến xe trung tâm tỉnh Ninh Thuận nằm ở số 52 Quốc Lộ 1A.

### Đường sắt

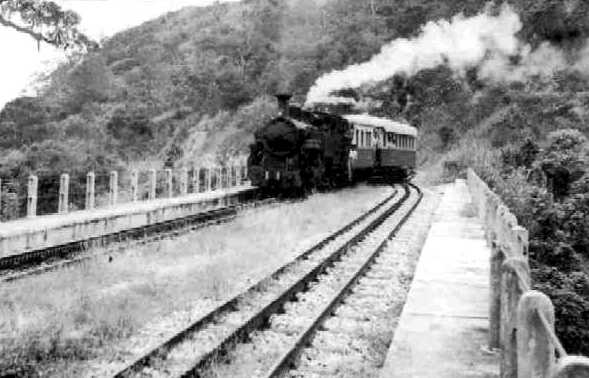
Xe lửa chạy trên tuyến đường sắt Tháp Chàm-Đà Lạt thời Pháp thuộc.

Ga Tháp Chàm tọa lạc tại phường Đô Vinh, cách trung tâm thành phố Phan Rang 5 km về phía Tây.

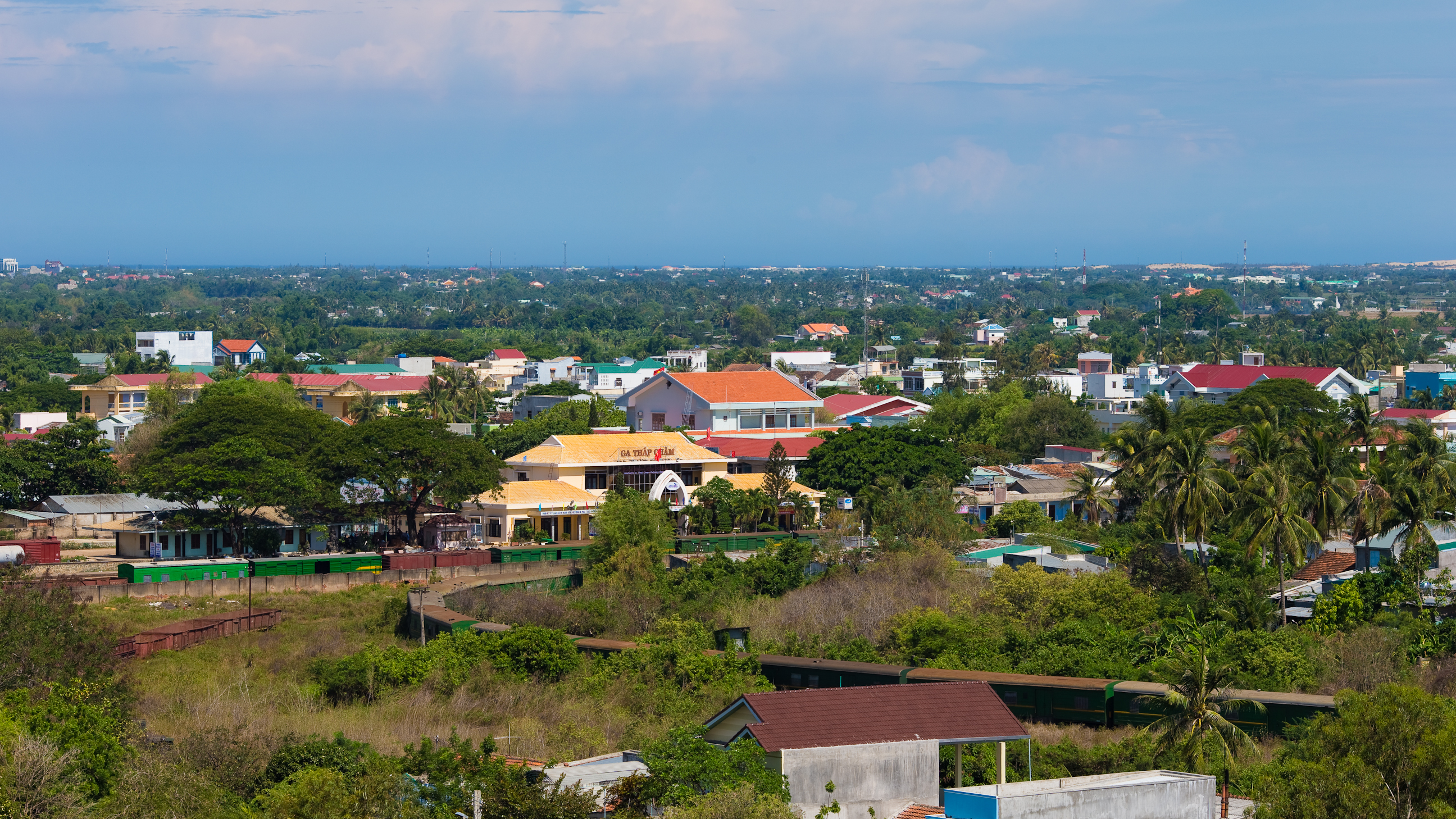
Ga Tháp Chàm

Trước đây trên địa bàn tỉnh còn có tuyến đường sắt Tháp Chàm – Đà Lạt được người Pháp thiết kế và xây dựng từ năm 1908 đến năm 1932, trong toàn tuyến có 16 km đường ray trên đèo Ngoạn Mục với hệ thống răng cưa rất độc đáo, giúp tàu không bị tuột phanh khi vượt độ cao 1.600m với độ dốc thường xuyên là 12%. Năm 1986, Liên hiệp Đường sắt Việt Nam đã cho công nhân tháo ray và tà vẹt để phục vụ sửa chữa đường sắt Thống Nhất. Hiện nay, một phần của tuyến đường sắt đoạn Đà Lạt – Trại Mát dài 7 km vẫn còn hoạt động để phục vụ khách du lịch. 

### Đường thủy
Theo Quy hoạch tỉnh Ninh Thuận thời kỳ 2021 – 2030, tầm nhìn đến 2050, cảng biển Ninh Thuận trong đó có khu bến Cà Ná, là cảng tổng hợp quốc gia, cho phép tàu tải trọng lớn. Ngoài ra, 3 tuyến đường thủy nội địa mới sẽ được phát triển bao gồm: Luồng Ninh Chữ - Mũi Dinh - Cà Ná; luồng Bình Sơn - Hòn Đỏ - Thái An - Vĩnh Hy; luồng Bình Tiên - Bãi Kinh - Vĩnh Hy kết nối các bến, cụm bến du lịch được quy hoạch trên địa bàn tỉnh.

### Đường hàng không
Về hàng không thì tỉnh có sân bay Thành Sơn là sân bay quân sự cấp 1. Hiện sân bay đã được Chính phủ chấp thuận đưa vào Quy hoạch cảng hàng không toàn quốc giai đoạn 2021-2030.

## Cơ sở hạ tầng

### Cấp nước
Hiện tại có 04 hệ thống công trình cấp nước tập trung có quy mô lớn tổng quy mô trên 120 ngàn m3/ngày - đêm gồm Nhà máy nước Phan Rang - Tháp Chàm quy mô 52.000 m3/ngày - đêm, nhà máy nước Cà Ná - Phước Nam quy mô 30.000 m3/ngày - đêm, Nhà máy nước Tân Sơn quy mô 8.000 m3/ngày - đêm, Nhà máy nước Phước Dân quy mô 30.000 m3/ngày - đêm, cung cấp cho thị trấn Phước Dân, huyện Ninh Phước. Hơn 60 hệ thống cấp nước từ nguồn nước mặt hoặc nước ngầm với quy mô từ 50 - 500 m3/ngày - đêm và các công trình nước tự chảy phục vụ cho khoảng 148 ngàn người.
Hiện nay tỷ lệ dân cư thành thị được dùng nước sạch khoảng 98,5% và nông thôn đạt trên 96%.

### Cấp điện và truyền tải điện
Ninh Thuận đang được phát triển thành Trung tâm năng lượng tái tạo lớn nhất nước. Năm 2022 trên địa bàn tỉnh Ninh Thuận có 3.055,6 MW (Điện gió trên đất liền: 666,75 MW; Thủy điện vừa và nhỏ: 131,95 MW; Điện mặt trời: 2.256,85 MW) đưa vào vận hành, sản lượng điện phát lên lưới trên 6.900 triệu kWh.

Đến nay 100% xã được phủ lưới điện quốc gia và hầu hết các hộ dân đều được dùng điện lưới. Nhiều công trình hạ tầng truyển tải, trạm biến áp được đầu tư hoàn thành; trong đó đặc biệt là lần đầu tiên của cả nước tư nhân đầu tư đường dân 500 Kv, góp phần giải tỏa hết công suất các dự án năng lượng tái tạo trên địa bàn.  

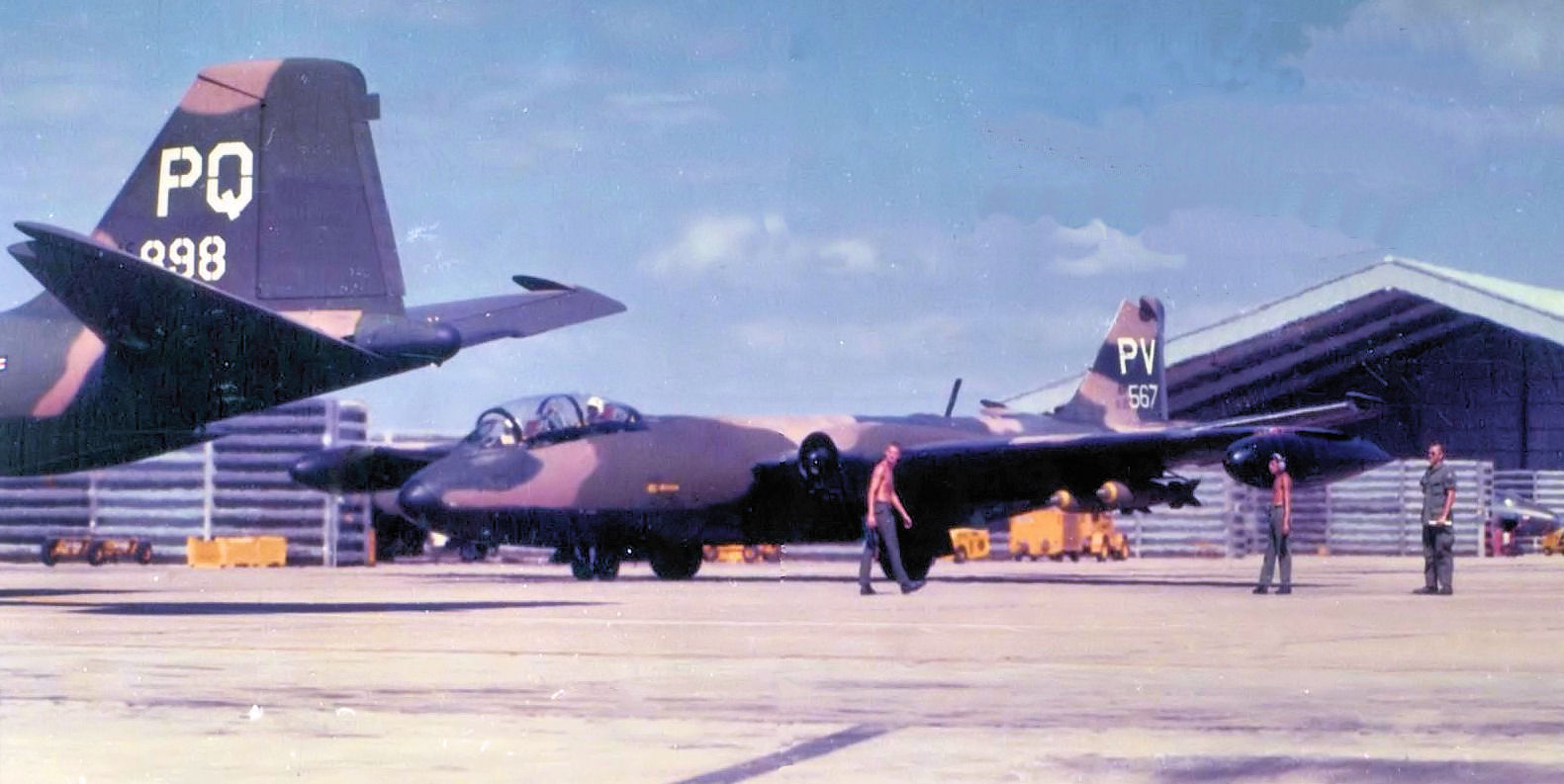
Sân bay Thành Sơn năm 1968

## Người Ninh Thuận nổi tiếng
1. Jaya Prithindravarman (?–?), là tiểu vương của vùng Panduranga, người đã lật đổ Lâm Ấp để lập ra nhà nước Hoàn Vương vào năm 757, đây là vương quốc thống nhất đầu tiên tồn tại liên tục và lâu dài của người Chăm ở miền Trung Việt Nam. Ông đặt kinh đô tại Virapura (Hùng Tráng thành), vị trí ngày nay thuộc huyện Thuận Nam, tỉnh Ninh Thuận. Vương triều này tồn tại hơn 1 thế kỷ và phát triển thịnh trị với trung tâm là vùng Phan Rang và Nha Trang ngày nay.
2. Po Klong Garai (1151–1205), là vua của tiểu quốc Panduranga trong 38 năm, ông đã lãnh đạo người Chăm đánh đuổi ách đô hộ của Đế quốc Khmer, chiến tích này đã được lưu lại bằng các bức điêu khắc trên đá ở Đền Bayon, trung tâm của quần thể Angkor Thom, (Campuchia ngày nay). Người Chăm đã suy tôn Po Klong Garai làm thần thủy lợi, vì ông đã có công trị thủy, những công trình do ông xây dựng vẫn còn được sử dụng cho đến tận ngày nay, điển hình như Đập Nha Trinh trên sông Cái Phan Rang.
3. Nguyễn Nhược Thị Bích (1830–1909), là con gái của quan đại thần Nguyễn Nhược Sơn, bà được tuyển vào cung làm phi tần của vua Tự Đức và được phong đến Tam giai Lễ tần (三階禮嬪), đứng thứ ba trong hậu cung. Bà nổi tiếng tài sắc và giỏi thơ phú nên rất được vua Tự Đức yêu mến giao cho coi sóc và dạy học cho các hoàng tử (tương lai là các vua Dục Đức, Đồng Khánh, Kiến Phúc), cung nhân kính trọng gọi bà là Tiệp dư phu tử(婕妤夫子). Bà là tác giả của Hạnh Thục ca trong Văn học Việt Nam.[54]
4. Phan Cư Chánh (1814–1885), là một chí sĩ yêu nước, chiêu mô quân tham gia cùng Phó lãnh binh Trương Định kháng Pháp sau khi Đại đồn Chí Hòa thất thủ. Ông cũng là một nhà khoa bảng, đỗ Cử nhân ra làm quan Nhà Nguyễn, thăng đến chức Thị giảng Học sĩ, rồi Thị lang Bộ Hộ.[55].[56]
5. Nguyễn Văn Thiệu (1923–2001), là Trung tướng bộ binh của Quân lực Việt Nam Cộng hoà, được Hội đồng tướng lĩnh bầu làm Chủ tịch Uỷ ban Lãnh đạo Quốc gia năm 1965. Sau cuộc bầu cử dân sự năm 1967, ông trở thành Tổng thống đầu tiên của Đệ Nhị Việt Nam Cộng hòa và giữ chức này cho đến ngày 21/04/1975, trước khi Miền Nam được giải phóng đúng 9 ngày.[57][58][59]
6. Pinăng Tắc (1910–1977), người Raglai là một chiến sĩ cách mạng, đã được nhà nước phong tặng danh hiệu Anh hùng Lực lượng Vũ trang Nhân dân và là cha đẻ của Bẫy đá Pinăng Tắc.[60]
7. Nguyễn Ánh 9 (1940–2016), là một nhạc sĩ và nhạc công dương cầm nổi tiếng Việt Nam. Ông là tác giả của những nhạc phẩm trứ danh như: Không, Buồn ơi chào mi, Tình khúc chiều mưa, Ai đưa em về... Sau khi qua đời, Trung tâm Thuý Nga đã tổ chức đại nhạc hội Paris By Night 83 – Những Khúc Hát Ân Tình để vinh danh ông cùng 2 nhạc sĩ Xuân Tiến và Thanh Sơn.[61]
8. Chế Linh (1942), người Chăm, là một ca sĩ hải ngoại nổi tiếng với dòng nhạc trữ tình lãng mạn, được xem là một trong bốn giọng ca nam đình đám nhất của nhạc vàng thời kỳ đầu, cùng với Duy Khánh, Nhật Trường và Hùng Cường.[62]
9. Từ Công Phụng (1942), người Chăm, là một nhạc sĩ tiêu biểu của tân nhạc Việt Nam trong thập niên 1960, 1970. Ông nổi tiếng với các ca khúc "Bây giờ tháng mấy", "Mắt lệ cho người"... Trung tâm Thúy Nga tổ chức đại nhạc hội Paris By Night 64 – Đêm Văn Nghệ Thính Phòng nhằm vinh danh ông, cùng với hai nhạc sĩ Tuấn Khanh và Vũ Thành An.[63]
10. Đỗ Quang Em (1942–2021), là một hoạ sĩ theo phong cách siêu thực. Ông nổi tiếng với bức tranh Ấm và tách trà được bán đấu giá vào năm 1995 với giá 50.000 USD, là hoạ sĩ Việt Nam có tác phẩm bán được giá cao nhất thời bấy giờ. Trong chuyến thăm chính thức Việt Nam năm 2000, Tổng thống Hoa Kỳ Bill Clinton, có nhắc tới việc tranh của Đỗ Quang Em bán được giá cao, như một thí dụ về ảnh hưởng của sự toàn cầu hóa tới Việt Nam[64].
11. Po Dharma – Nguyễn Văn Đủ (1945–2019), người Chăm, là một nhà nghiên cứu văn hoá sử Champa. Ông từng là sĩ quan của Quân đội FULRO, được Hoa Kỳ ở Miền Nam Việt Nam đào tạo tình báo quân sự, sau được Thống tướng Lon Nol, lúc này là Tổng thống của Cộng hòa Khmer cử đi Pháp du học tại Đại học Sorbonne chuyên ngành Lịch sử và Văn tự học, tốt nghiệp Tiến sĩ năm 1986.[65][66]
12. Thương Tín (1956), là một diễn viên điện ảnh Việt Nam, ông là người tham gia nhiều phim truyện nhựa và video nhất Việt Nam với vai trò là diễn viên, bao gồm cả vai chính và vai phụ (tính đến năm 2015) với hơn 200 phim,[67] ngoài ra ông còn diễn tổng cộng trên 100 vai kịch, 2/3 số đó là vai chính, vai kép độc.[68] Ông nỗi tiếng qua các bộ phim Ván bài lật ngửa, Biệt động Sài Gòn, Chiến trường chia nửa vầng trăng...[68]
13. Inrasara (1957), người Chăm, là một nhà nghiên cứu văn hoá Chăm và nhà thơ nổi tiếng gốc Chăm.[69]
14. Hoàng Duy Hùng (1962), là một luật sư và chính trị gia người Việt tại Mỹ, từng đắc cử nghị viên hội đồng thành phố Houston, thuộc tiểu bang Texas năm 2009. Ông từng là một người chống Cộng sản cực đoan, nhưng sau này thì lại tiên phong trong việc ủng hộ chính sách Hòa giải và hòa hợp dân tộc ở Việt Nam.[70][71]
15. Nguyễn Thời Trung (1976), là một nhà khoa học Việt Nam có uy tín trên thế giới, hiện là Giáo sư và Viện trưởng Viện Khoa học tính toán thuộc Trường Đại học Tôn Đức Thắng. Ông đã công bố hơn 250 công trình trên các tạp chí uy tín của quốc tế, có hơn 10.000 trích dẫn khoa học liên quan đến các nghiên cứu và báo cáo khoa học của ông.[72][73]
16. Dương Anh Vũ (1988), nắm giữ 4 kỷ lục thế giới về trí nhớ học thuật và 1 kỷ lục quốc gia,[74] là chuyên gia tham vấn dự án cho các tổ chức như Google châu Á, IIEP-UNESCO...[75][76] Được mời giữ các vị trí Trưởng ban cố vấn khoa học và giám khảo của một số chương trình truyền hình thực tế tại Việt Nam như Siêu trí tuệ Việt Nam (mùa 1 và 2), Siêu thử thách (mùa 1),[77][78] Trạng nguyên tuổi 13 (mùa 9).[79]
17. Huỳnh Minh Kiên (2004), là Á hậu 2 của Miss World Vietnam 2023 (Hoa hậu Thế giới Việt Nam).[80]

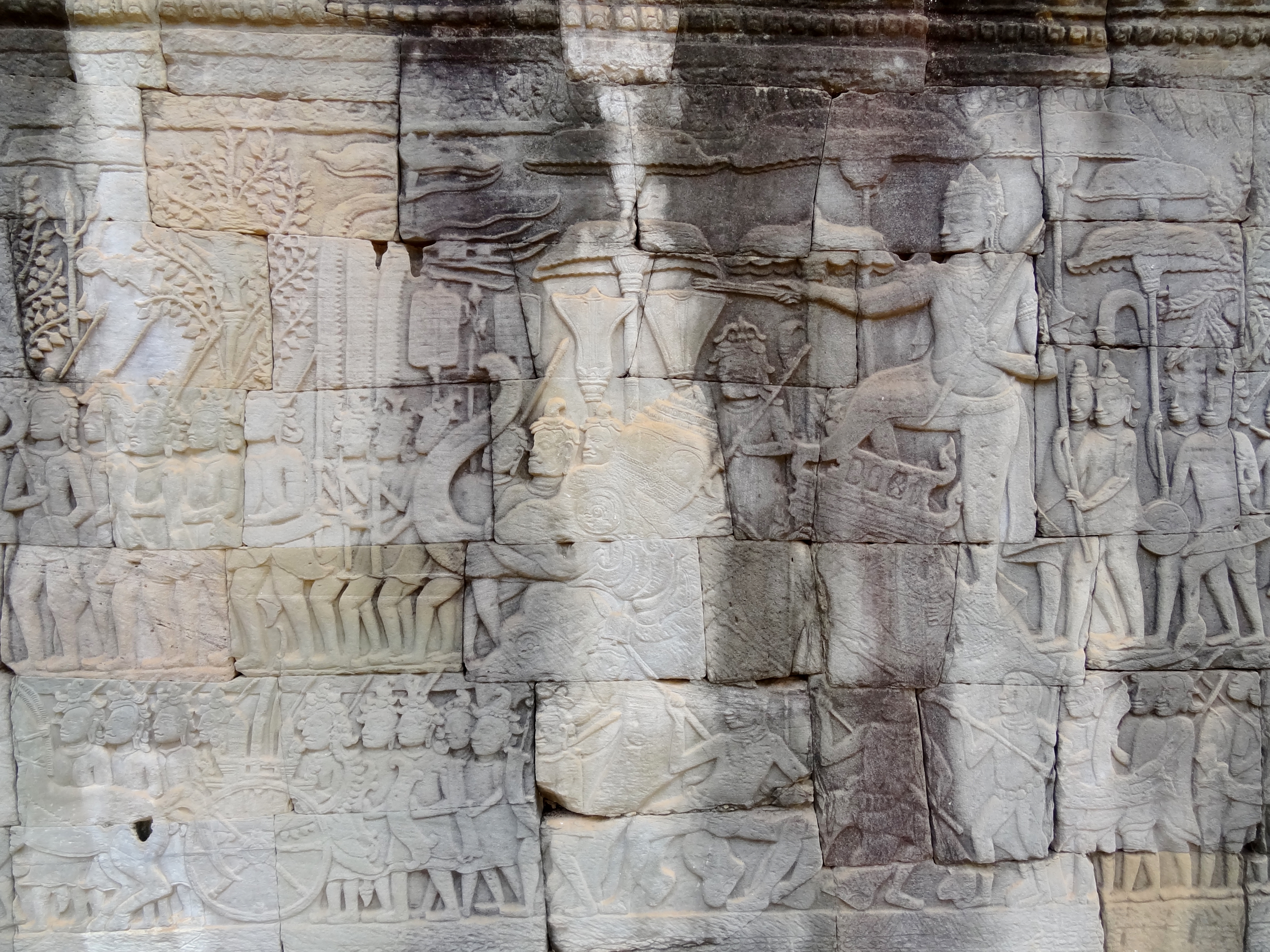
Bích hoạ vua Po Klong Garai tại Bayon, Campuchia
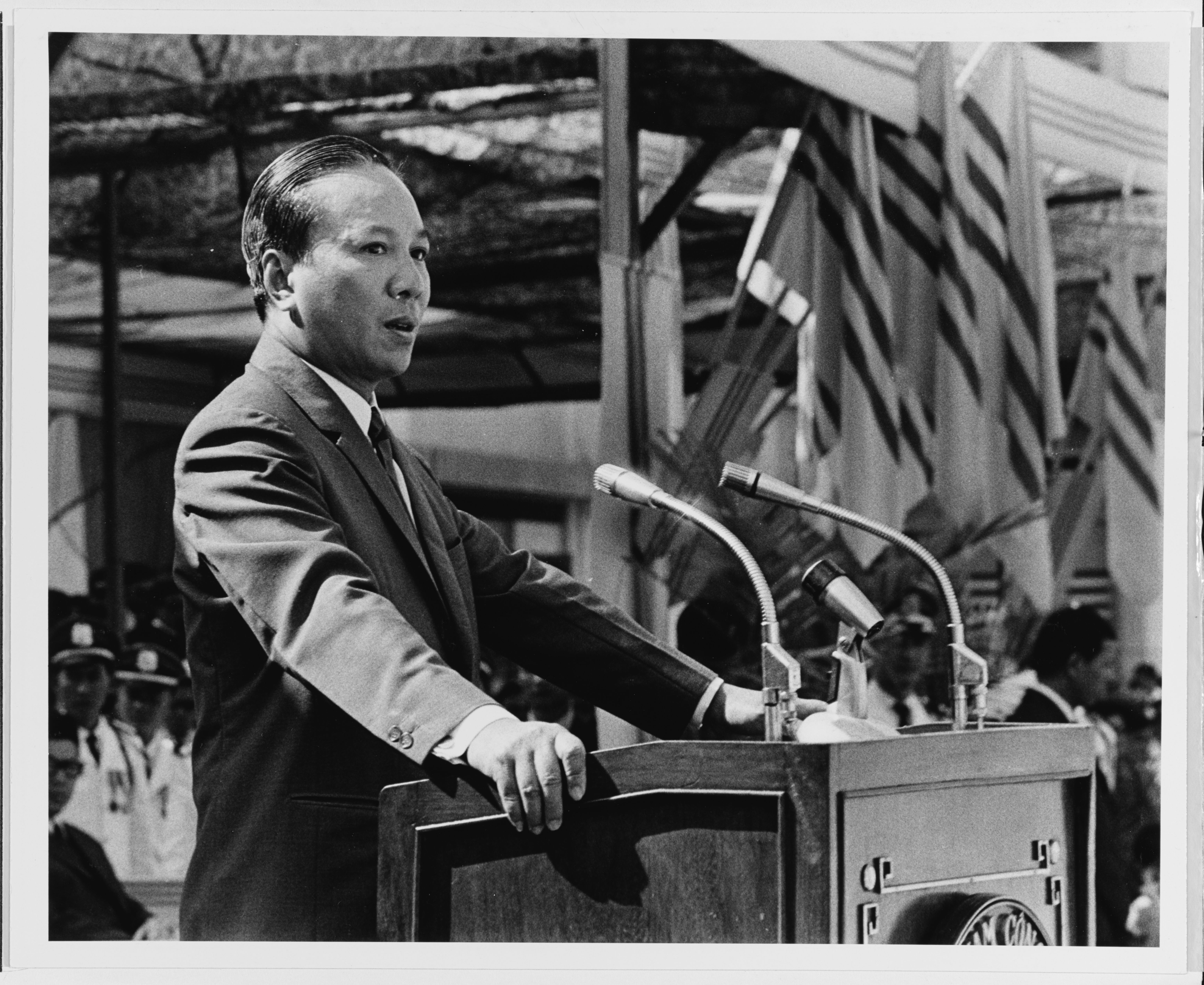
Tổng thống Việt Nam Cộng hòa Nguyễn Văn Thiệu
Nhạc sĩ Nguyễn Ánh 9
Ca sĩ Chế Linh
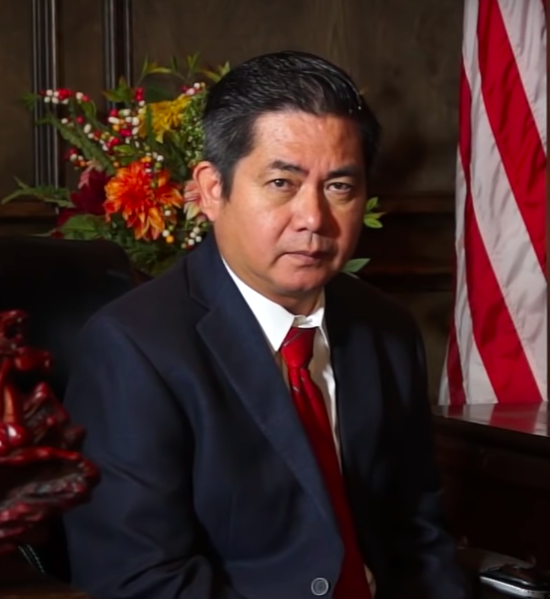
Luật sư Hoàng Duy Hùng
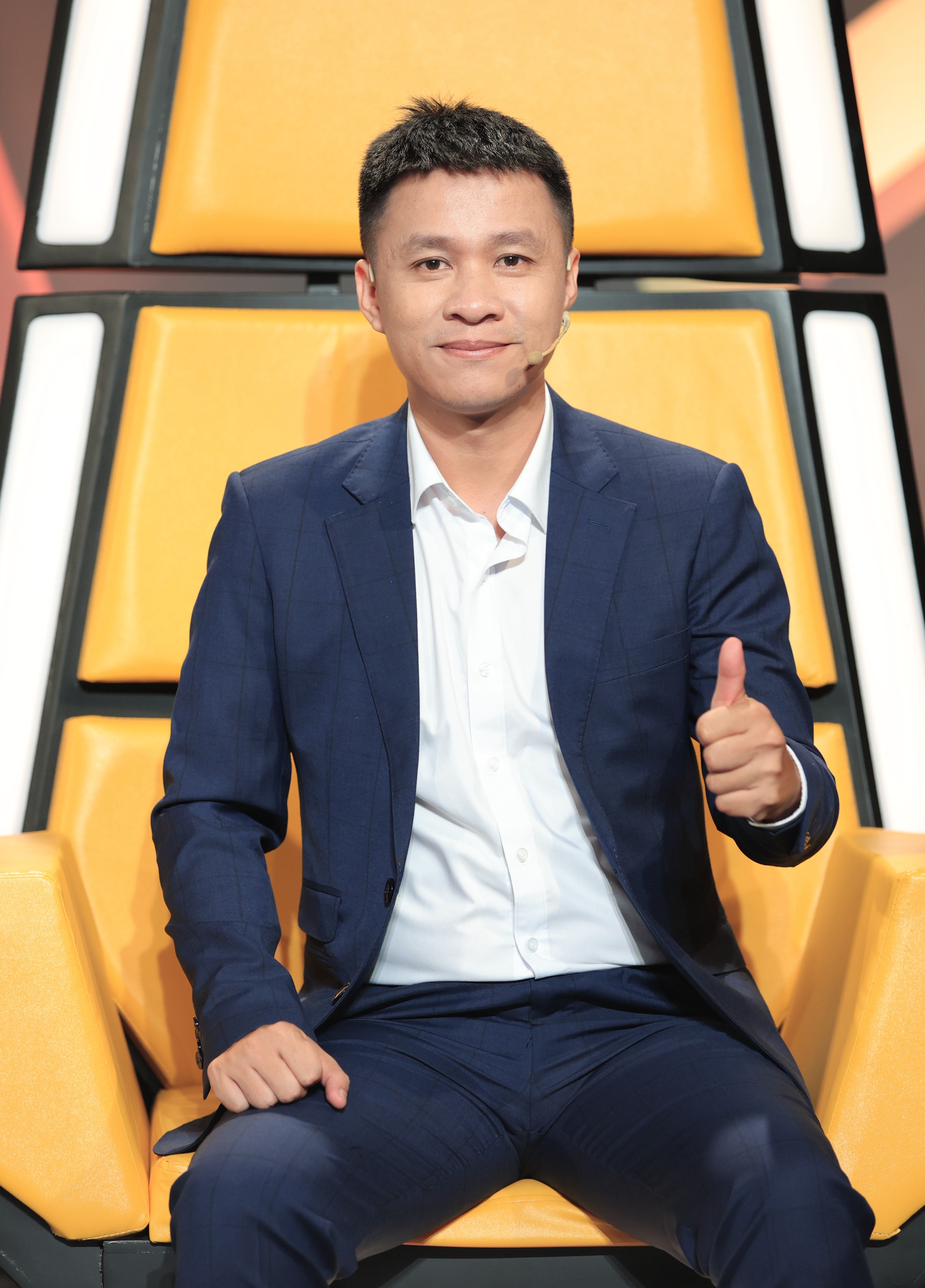
Giám khảo khoa học Dương Anh Vũ tại Siêu thử thách năm 2021.

## Đặc sản Ninh Thuận

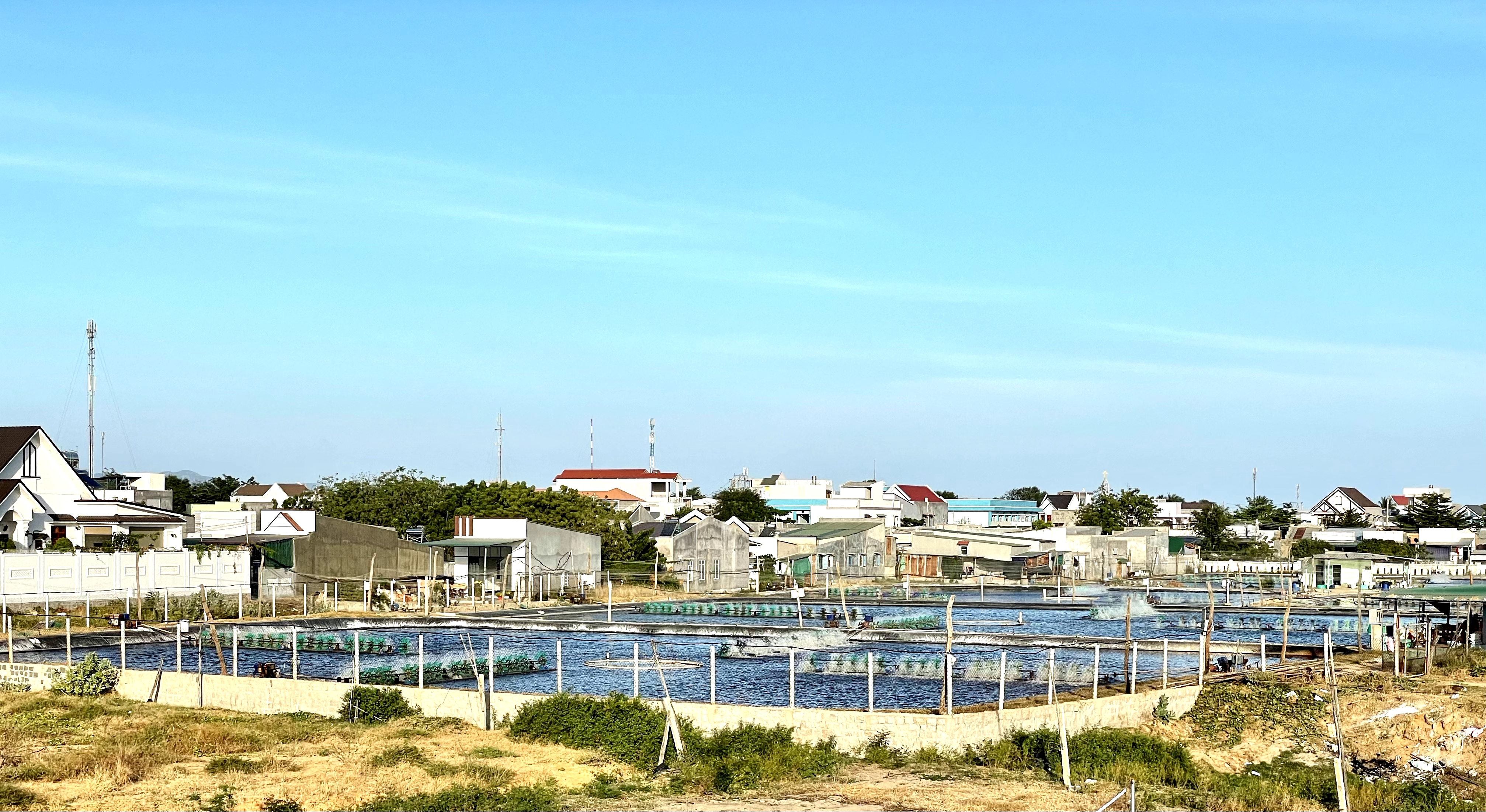
Nuôi tôm thẻ chân trắng ở phường Mỹ Đông, Phan Rang-Tháp Chàm

Theo Quyết định số 1493/QĐ-UBND ngày 10 tháng 9 năm 2018 của Ủy ban nhân dân tỉnh Ninh Thuận:
12 sản phẩm đặc thù:
- Nho Ninh Thuận (Có chỉ dẫn địa lý)
- Rượu nho (Nhãn hiệu chứng nhận)
- Măng tây Ninh Thuận (Nhãn hiệu chứng nhận)
- Nha đam Ninh Thuận (Nhãn hiệu Chứng nhận)
- Tỏi Phan Rang (Nhãn hiệu tập thể), trồng tập trung tại Nhơn Hải, Thanh Hải, Vĩnh Hải, huyện Ninh Hải và phường Văn Hải thành phố Phan Rang – Tháp Chàm.
- Táo Ninh Thuận (Nhãn hiệu tập thể)
- Rong sụn Ninh Thuận (Nhãn hiệu chứng nhận), hiện có hơn 10 sản phẩm được chế biến Agar-Agar (Nhà máy tại huyện Thuận Bắc), mứt rong,... (chế biến tại Phan Rang).
- Tôm giống Ninh Thuận (Nhãn hiệu chứng nhận). Có 2 vùng sản xuất tôm giống tập trung tại xã An Hải, Ninh Phước và xã Nhơn Hải, Ninh Hải; là trung tâm sản xuất tôm giống của cả nước; là nơi duy nhất trên cả nước sản xuất được tôm sú giống bố mẹ (Công ty MOANA) và tôm thẻ giống bố mẹ (Công ty Việt Úc – Ninh Thuận)
- Cừu Ninh Thuận (Chỉ dẫn địa lý)
- Dê Ninh Thuận (Nhãn hiệu chứng nhận)
- Nước mắm: Nước mắm nhĩ, mắm ruốc, mắm nêm. Đặc biệt nước mắm Cà Ná có nhãn hiệu chứng nhận.
- Thổ cẩm Mỹ Nghiệp (Nhãn hiệu tập thể)
- Gốm Bàu Trúc (Nhãn hiệu tập thể)

Các đặc sản:
- Bánh canh Phan Rang
- Chả cá
- Bánh căn
- Bánh tráng nướng Phan Rang
- Nem nướng
- Chả lụa Phan Rang

4 sản phẩm tiềm năng đặc thù:
- Heo đen Thuận Bắc, Bác Ái
- Bò vàng Ninh Thuận
- Trái cây Ninh Sơn – kết hợp tham quan

Ngoài ra, Ninh Thuận còn có những đặc sản đặc trưng nổi tiếng khác như: 
- Gà Sông Pha (Krongpha), gà Thuận Bắc
- Heo đen Thuận Bắc
- Mực khô, mực một nắng, Dông, cá bè cu
- Bưởi da xanh và chuối hột mồ côi Phước Bình (trồng khu vực Vườn Quốc gia Phước Bình)
- Muối – sản lượng lớn nhất cả nước. Đặc biệt đồng muối Cà Ná, Thuận Nam tại nơi nước biển có độ mặn lớn nhất Đông Dương; đồng muối Đầm Vua; đồng muối Phương Cựu.

## Hình ảnh

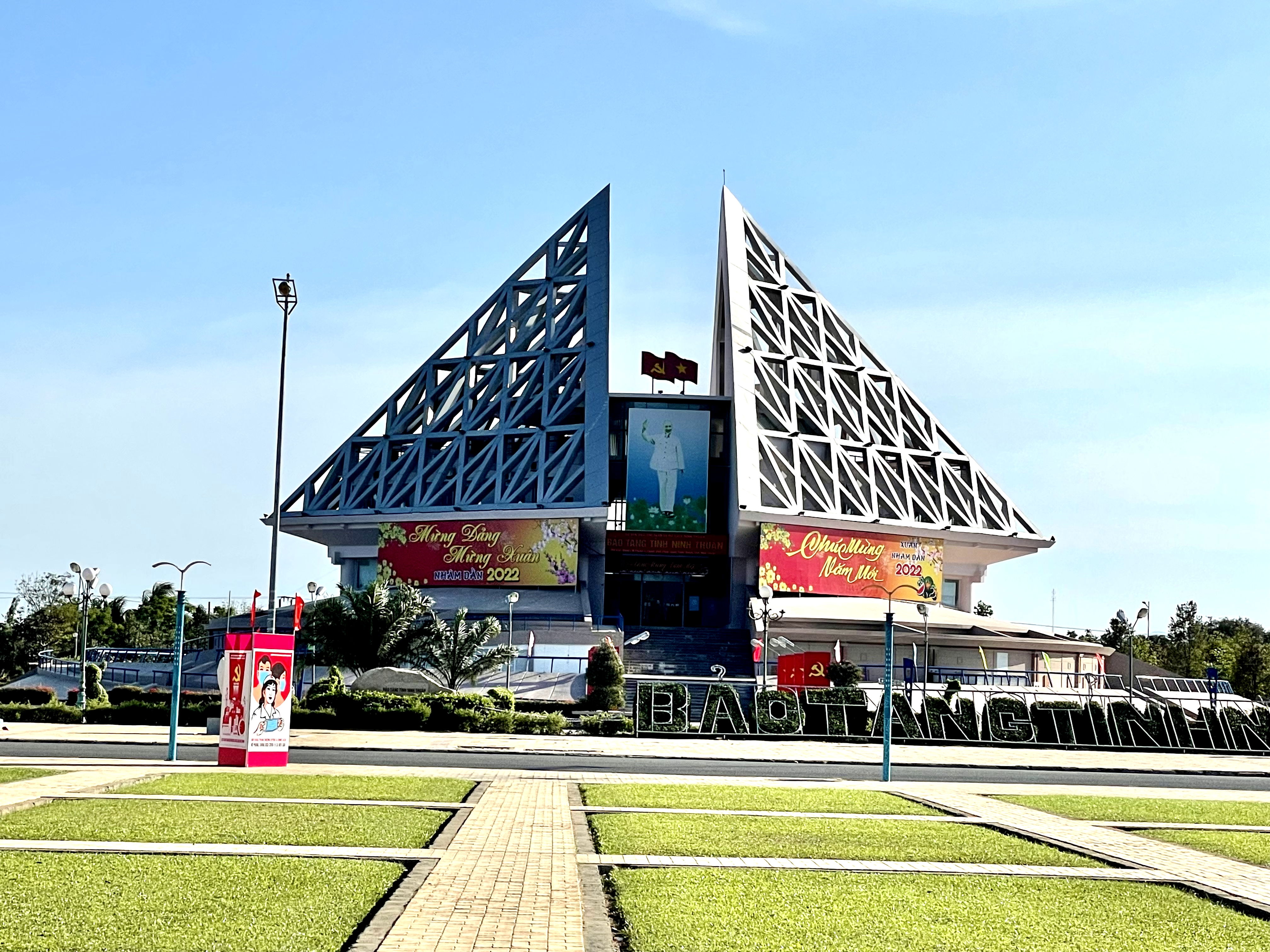
Bảo tàng Ninh thuận nằm bên hong Quảng trường 16/4, thành phố Phan Rang-Tháp Chàm
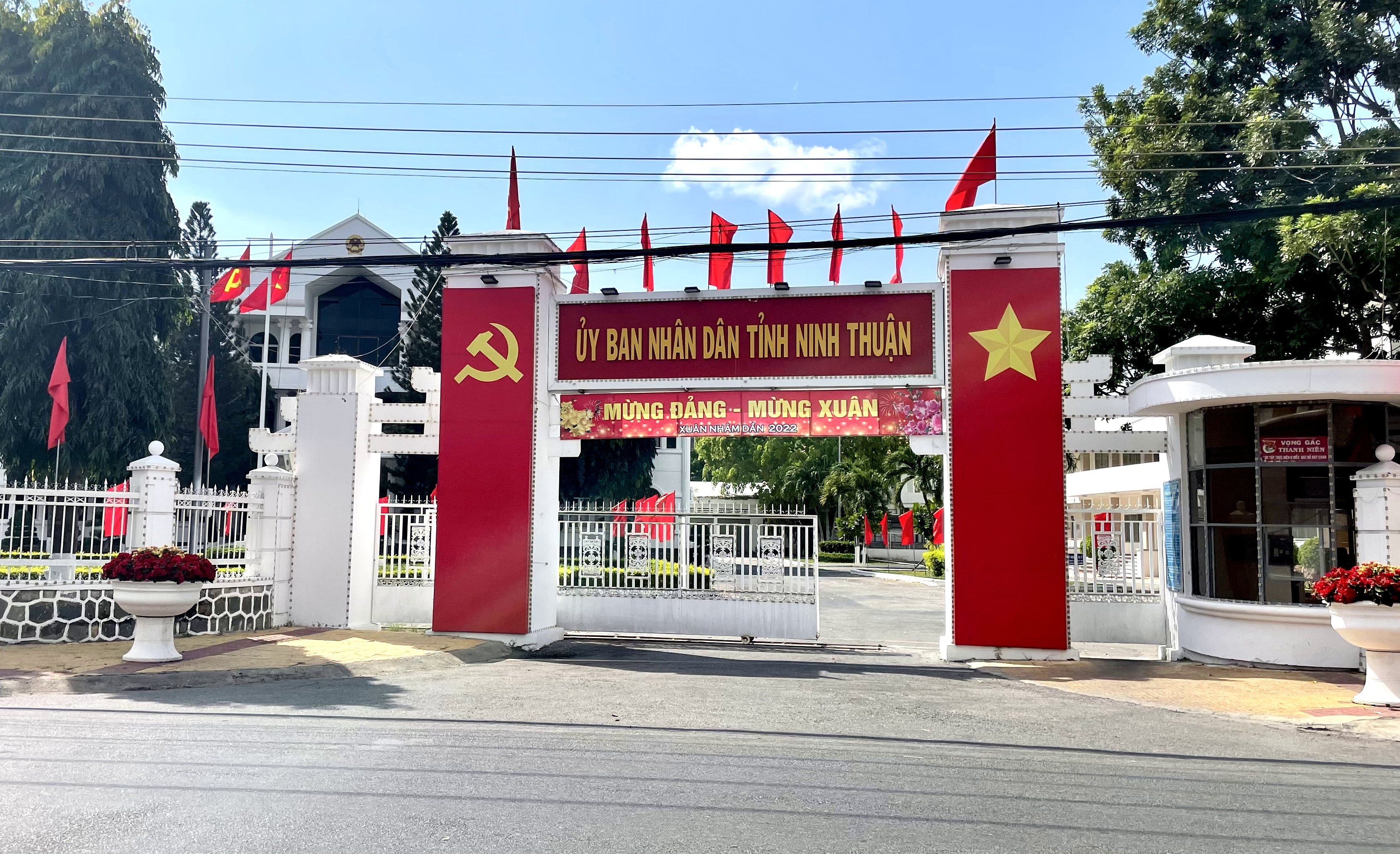
Trụ sở UBND tỉnh Ninh Thuận, trên đường Thống nhất, Phường Mỹ Hương
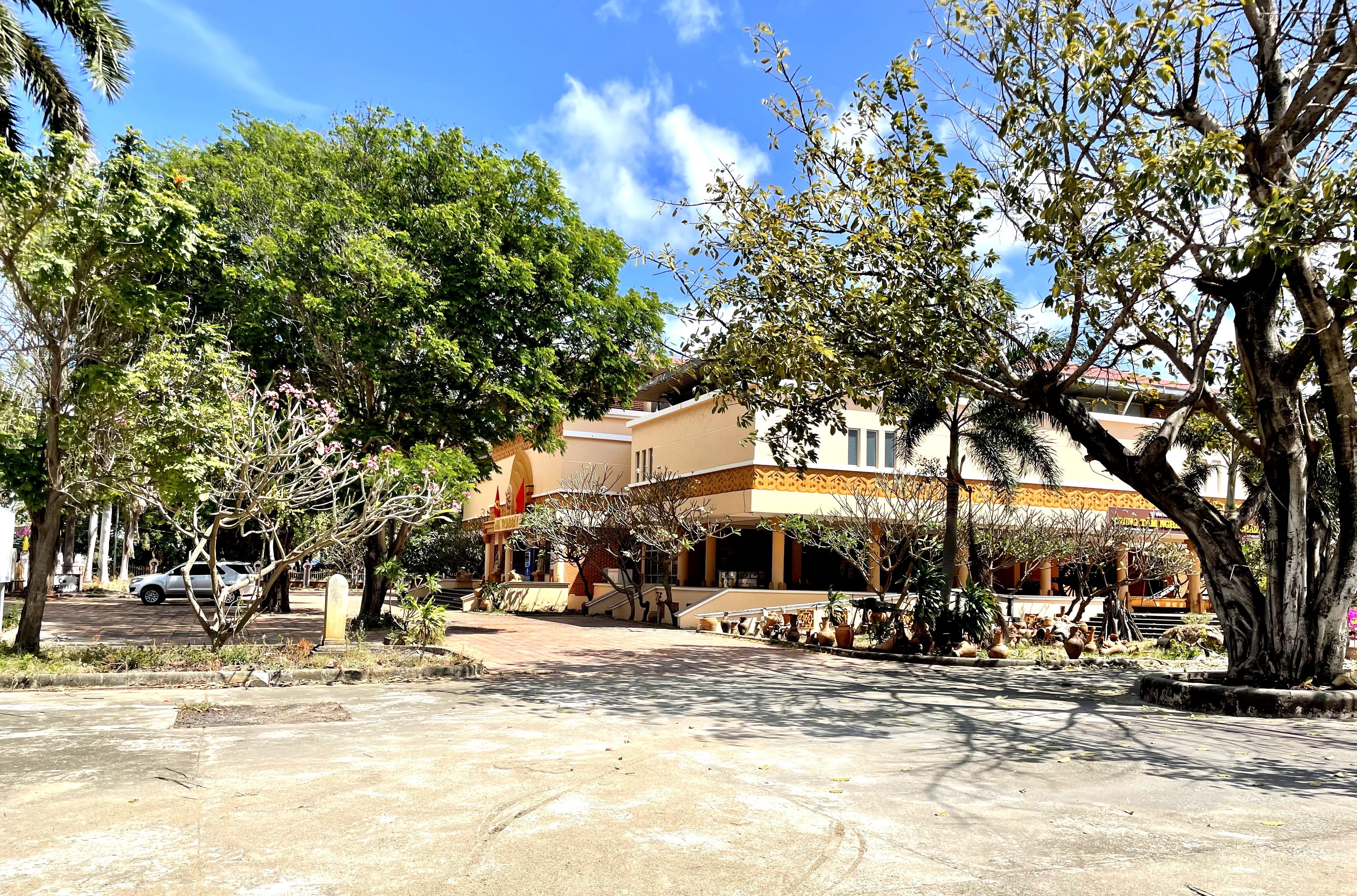
Trung tâm Nghiên cứu Văn hoá Chăm Ninh Thuận, thành phố Phan Rang-Tháp Chàm
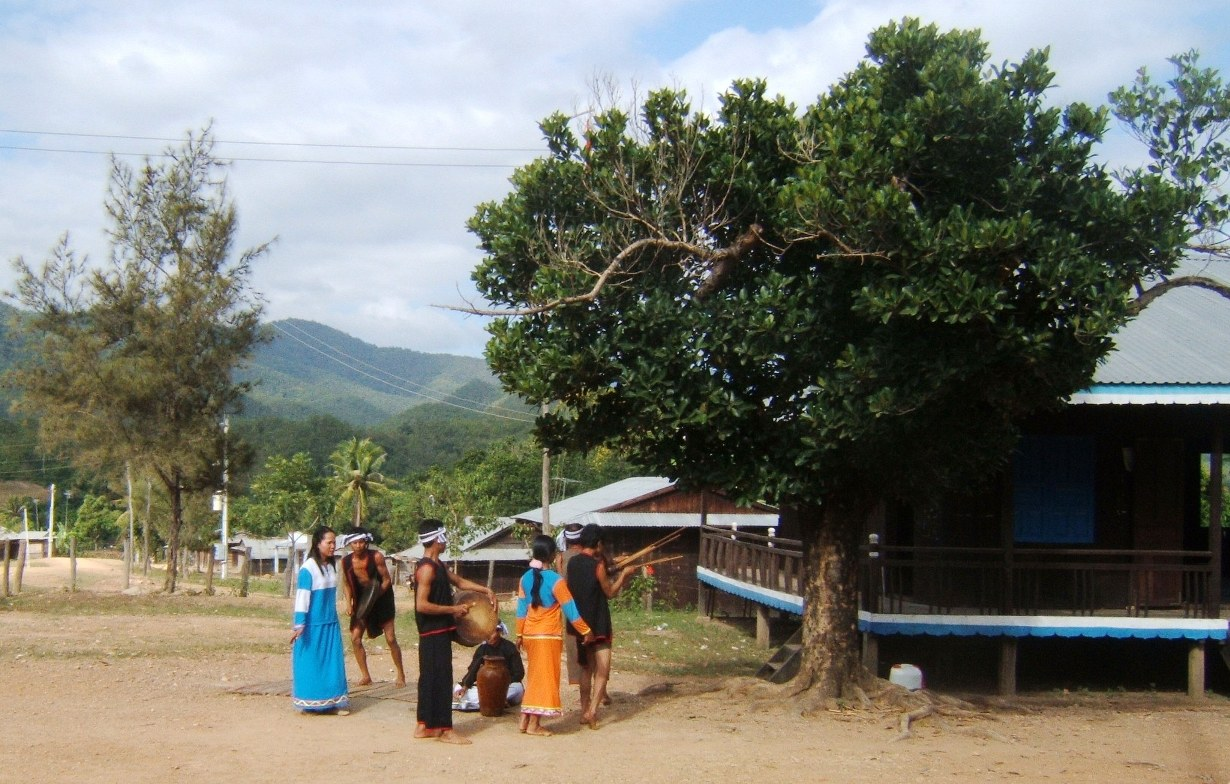
Điệu múa Raglai, tại Nhà Văn hóa xã Ma Nới, Ninh Sơn.
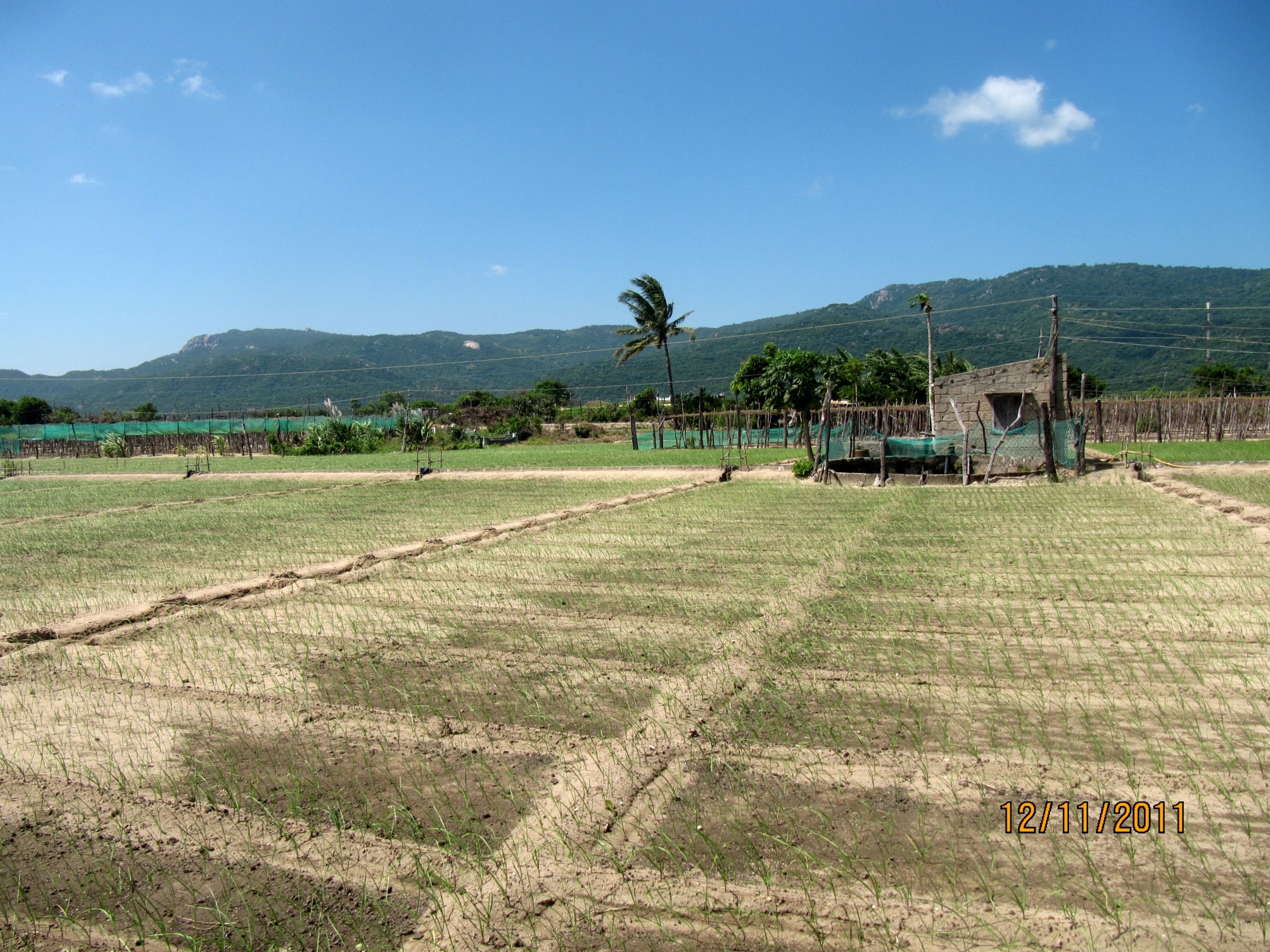
Ruộng trồng tỏi ở Vĩnh Hải
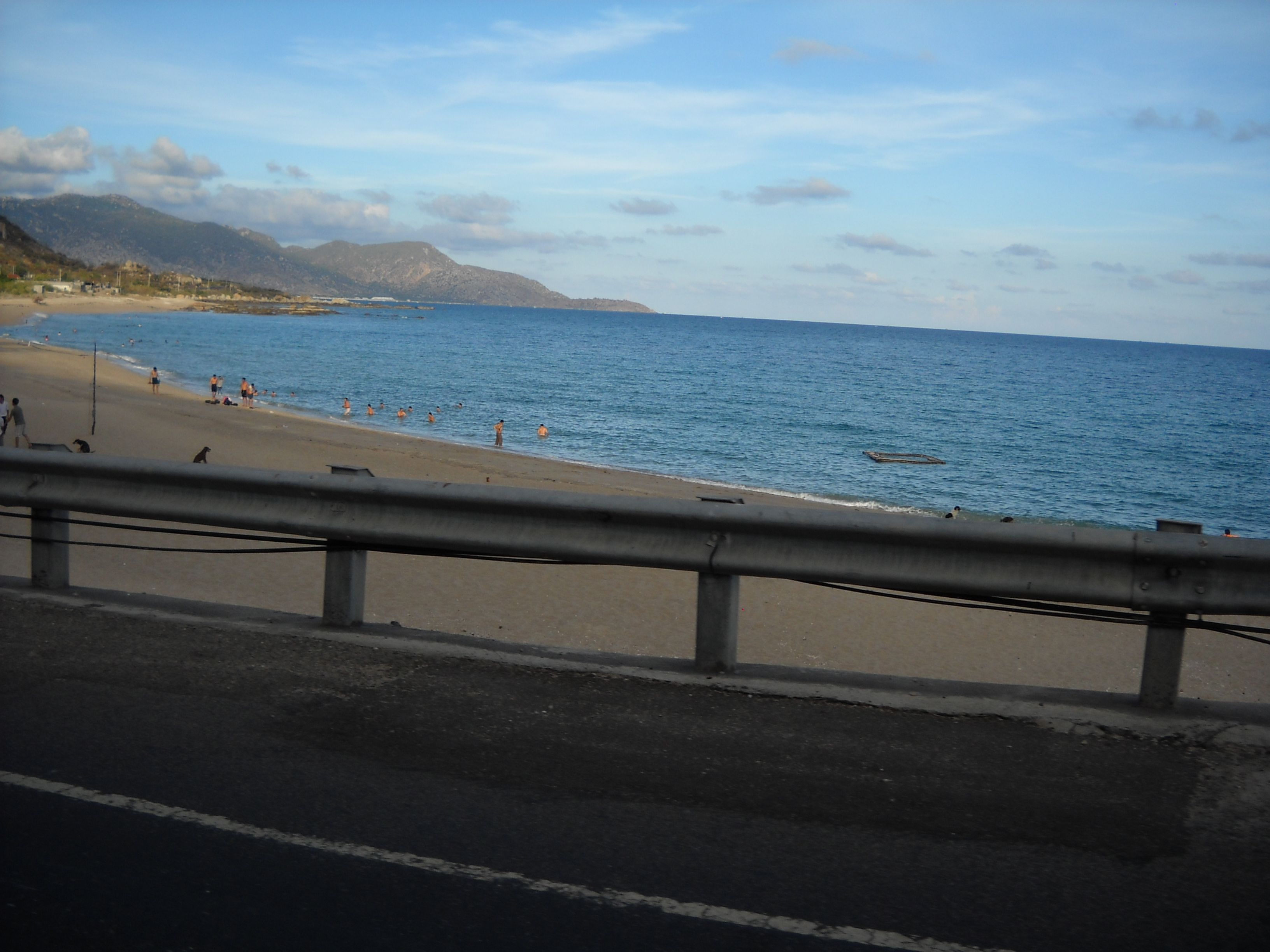
Bãi biển Cà Ná bên Quốc lộ 1
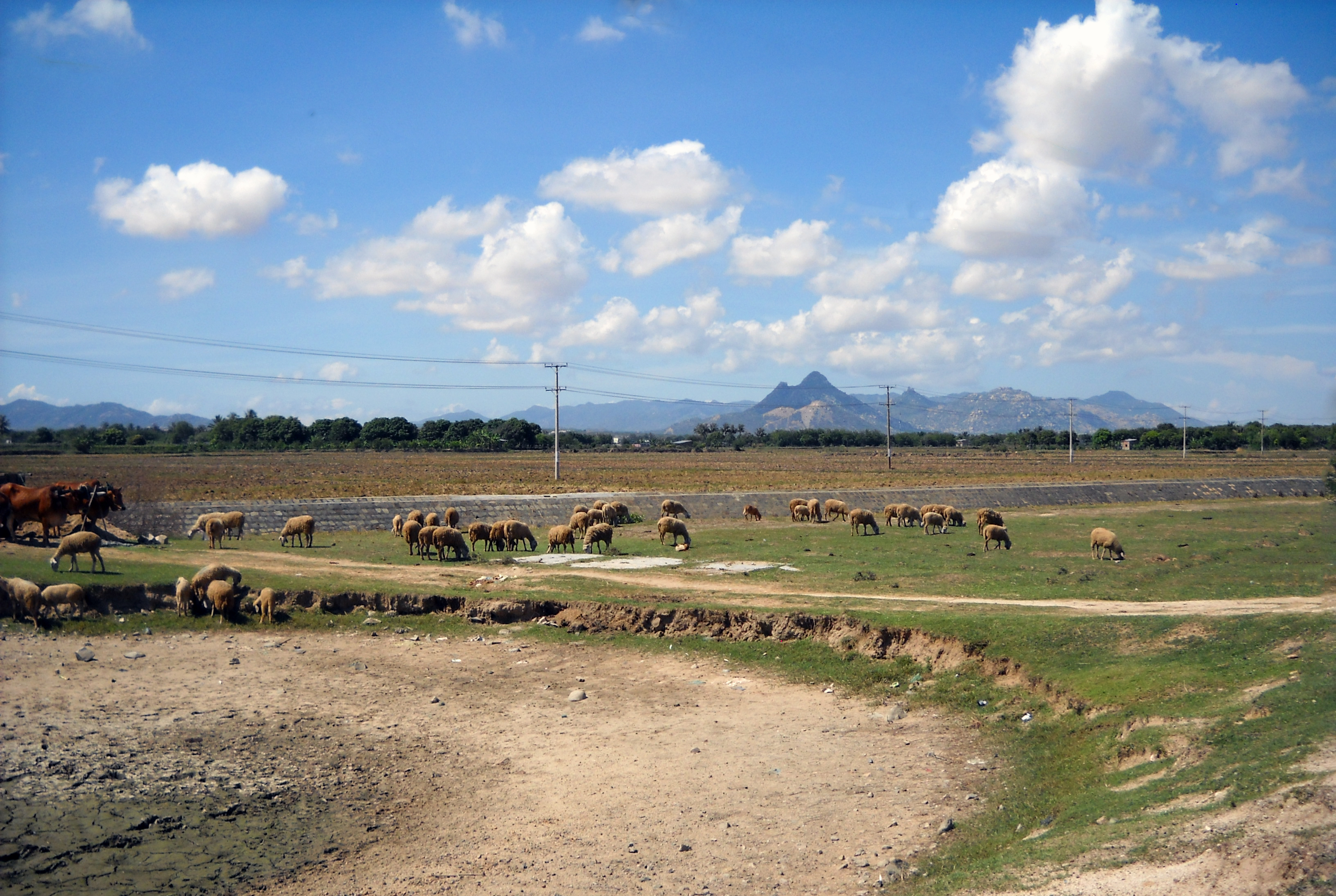
Chăn nuôi cừu ở Ninh Thuận
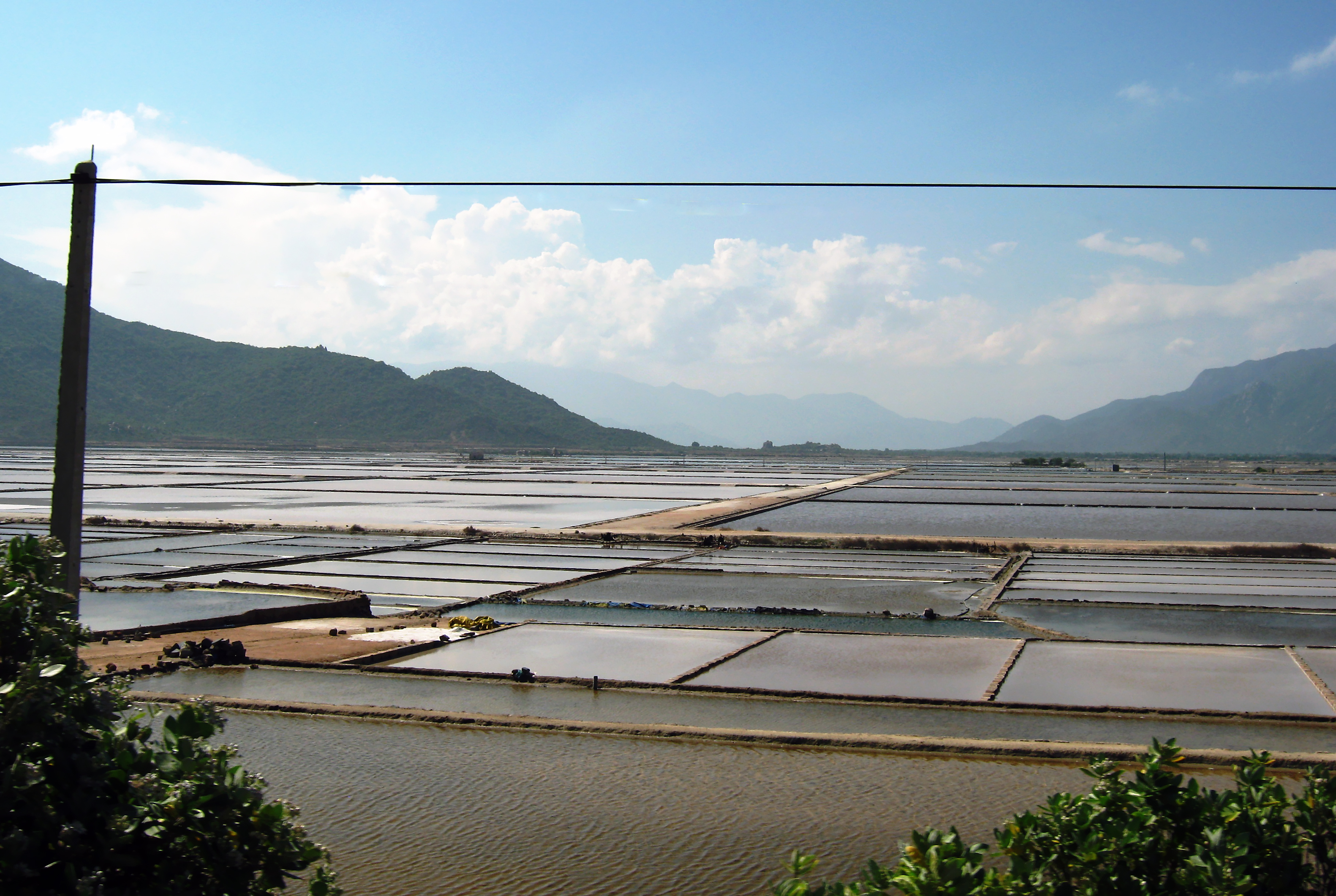
Ruộng muối ở Ninh Hải
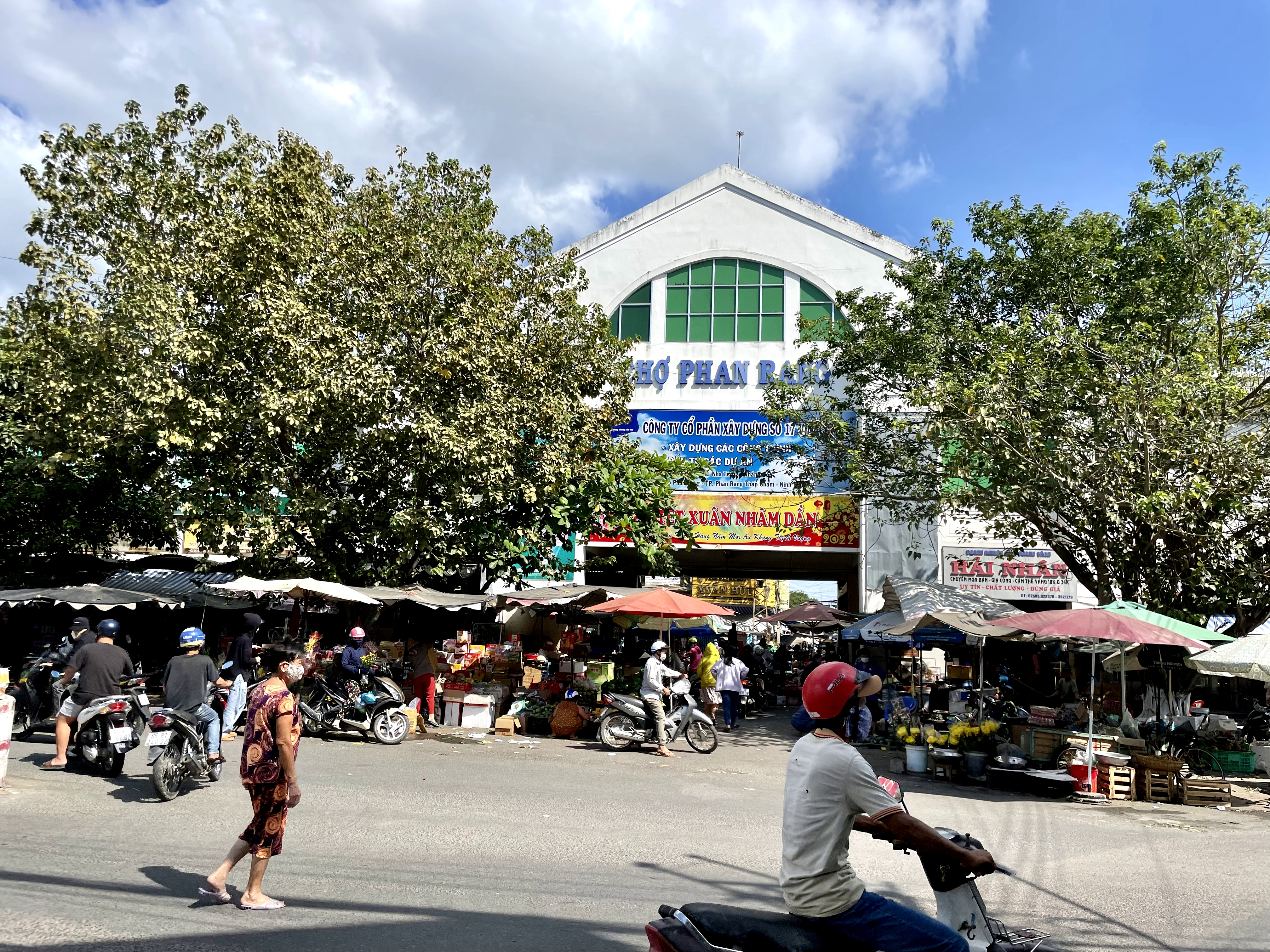
Chợ Phan Rang, trên địa bàn phường Kinh Dinh
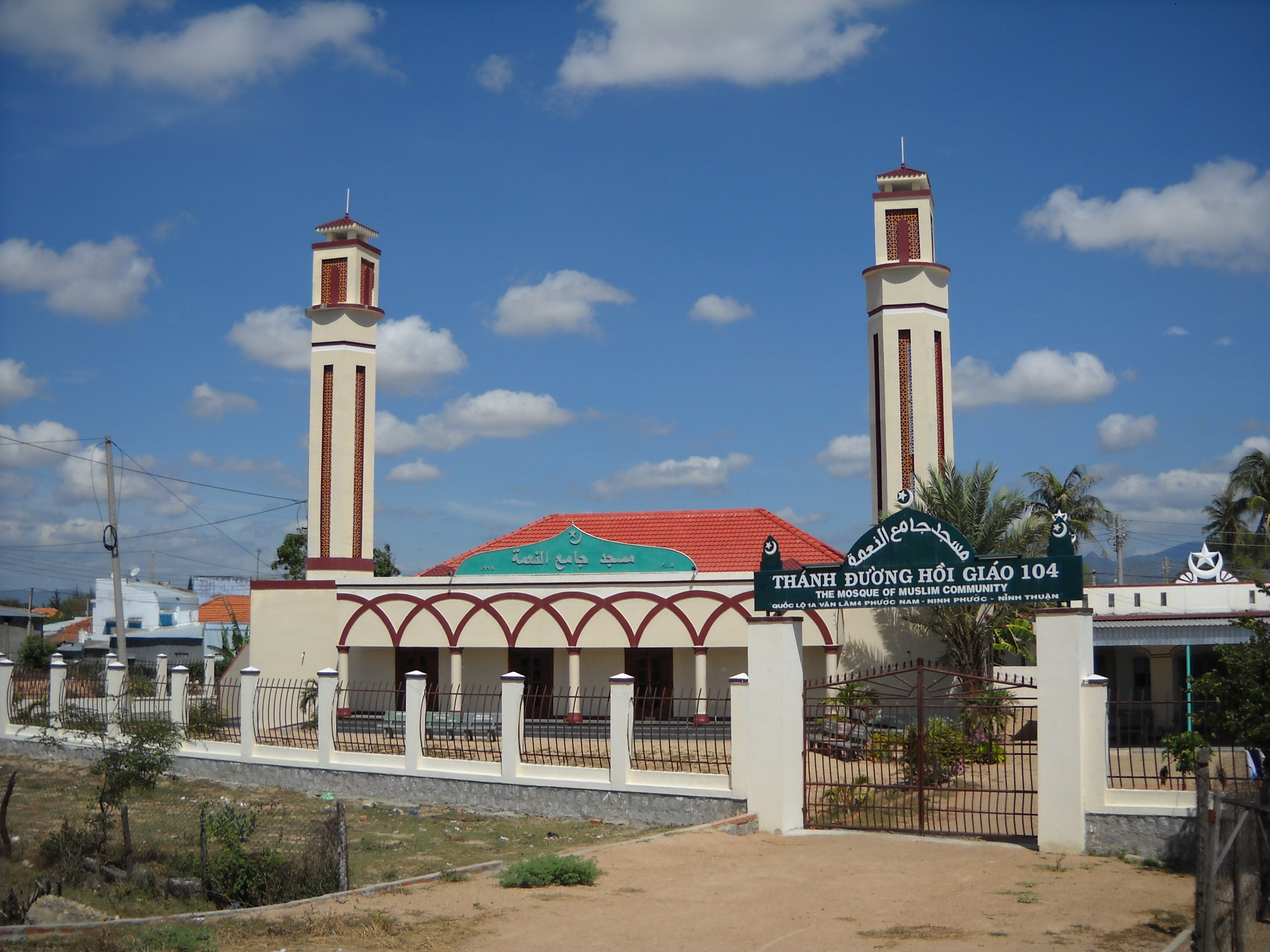
Nhà thờ Hồi giáo của người Chăm tại Ninh Phước - Ninh Thuận
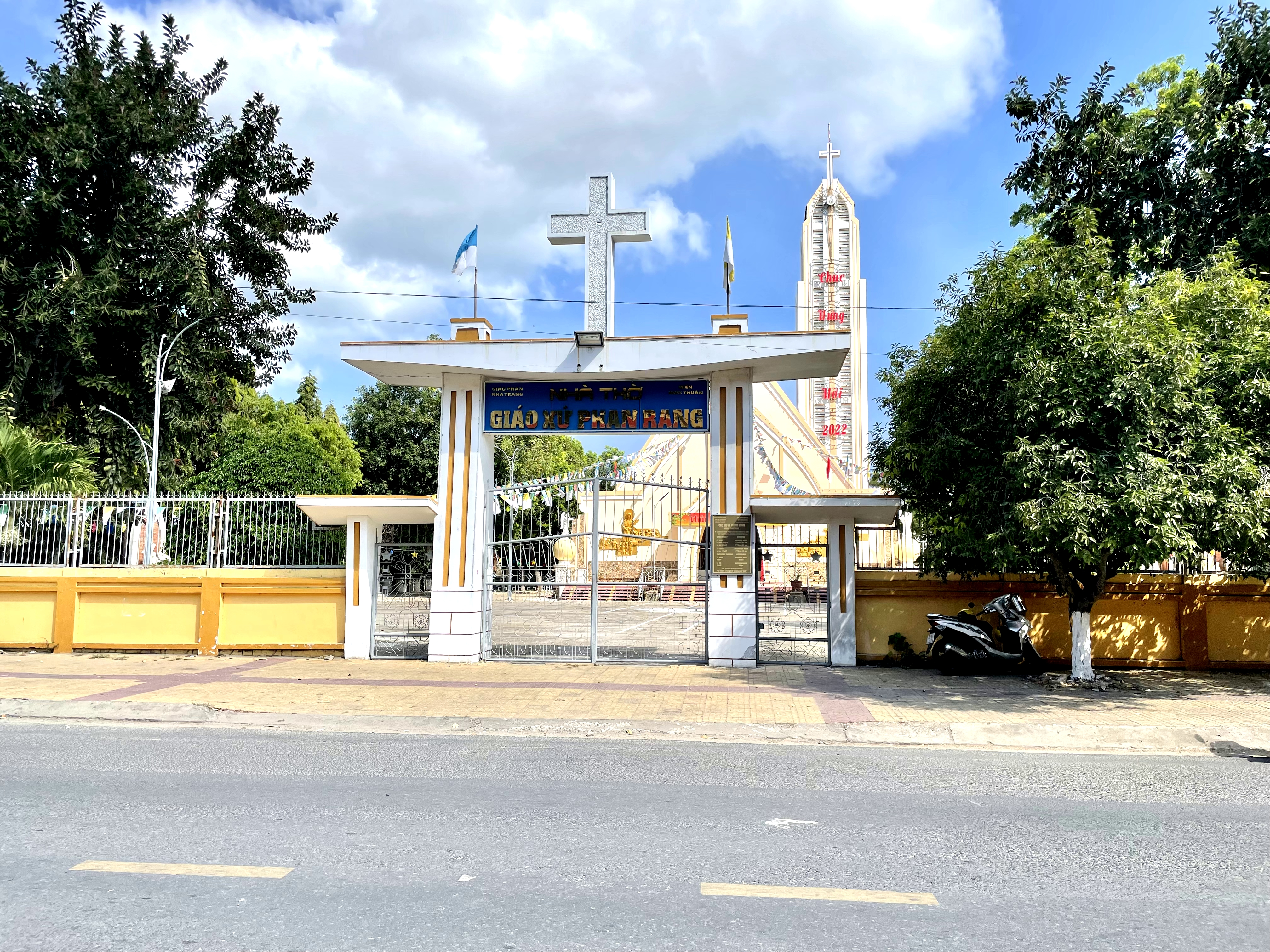
Nhà thờ Giáo xứ Phan Rang
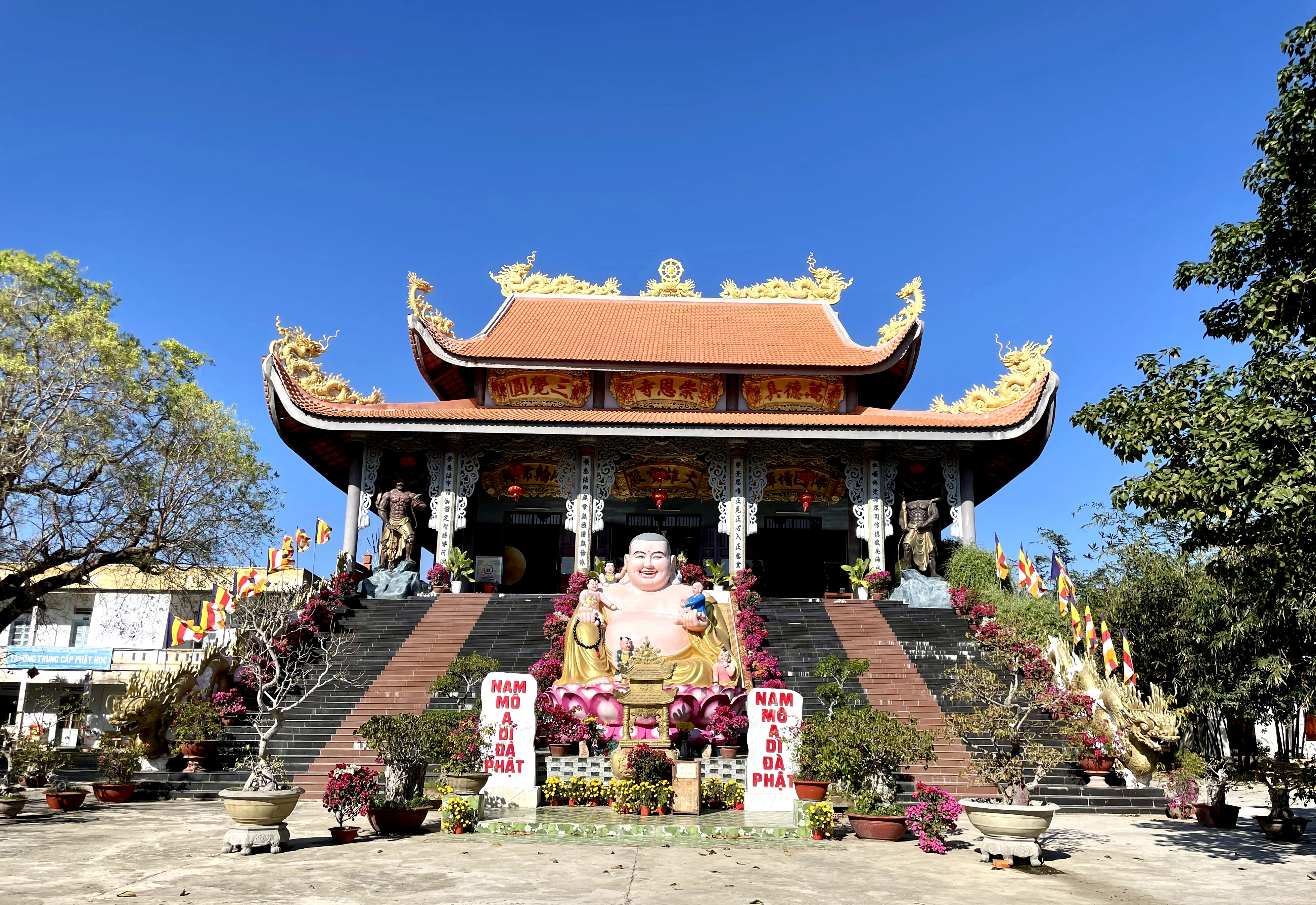
Chùa Sùng Ân, Tỉnh hội Phật giáo Ninh Thuận
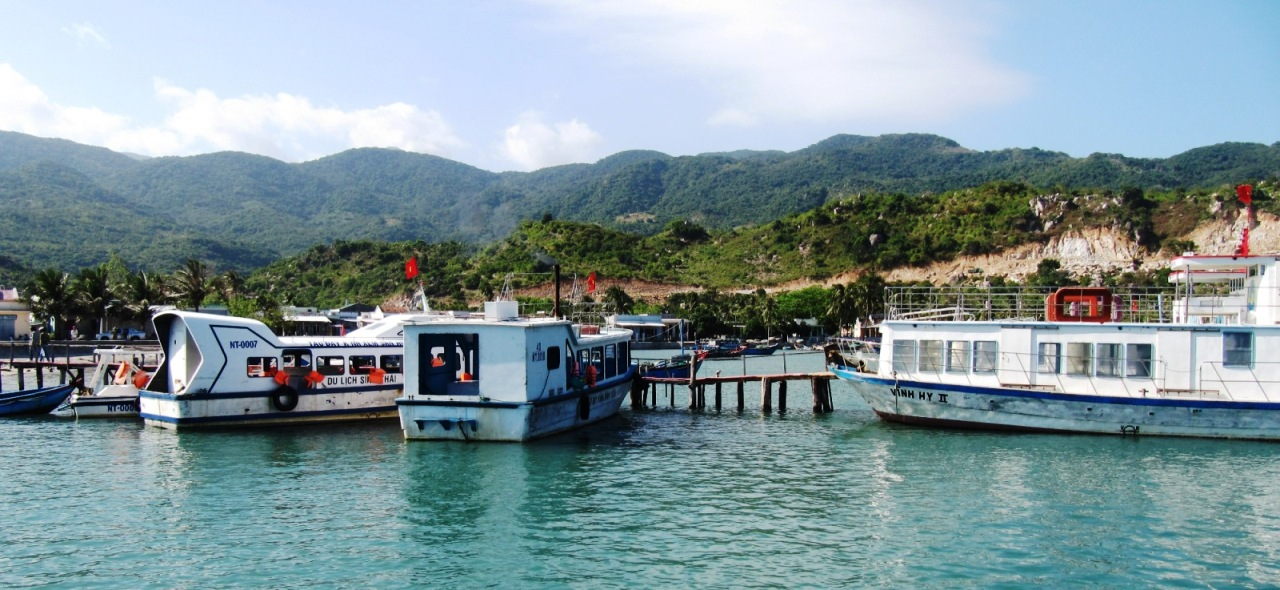
Tàu du lịch ở Vịnh Vĩnh Hy
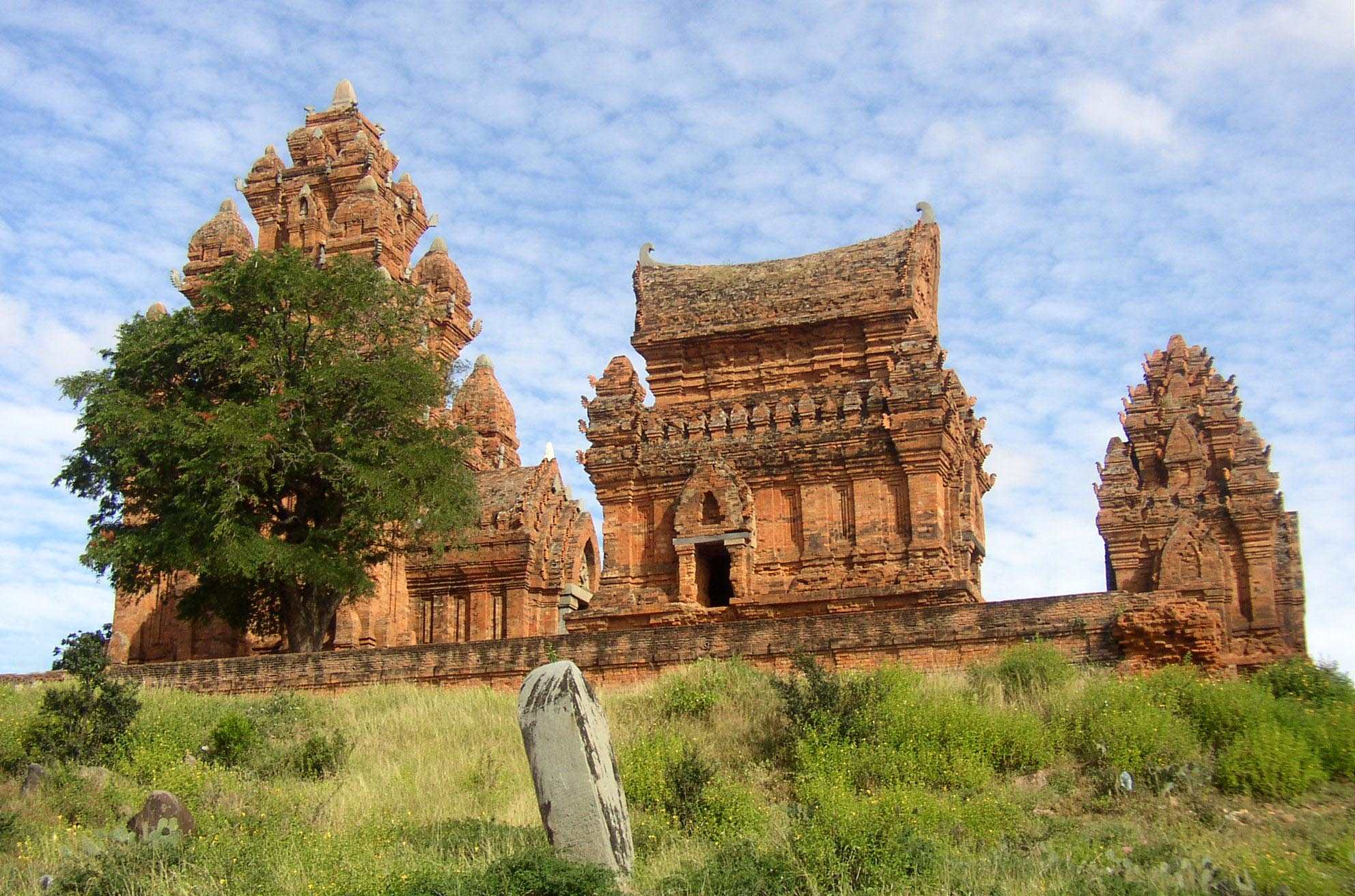
Tháp Po Klong Garai ở phường Đô Vinh - Phan Rang
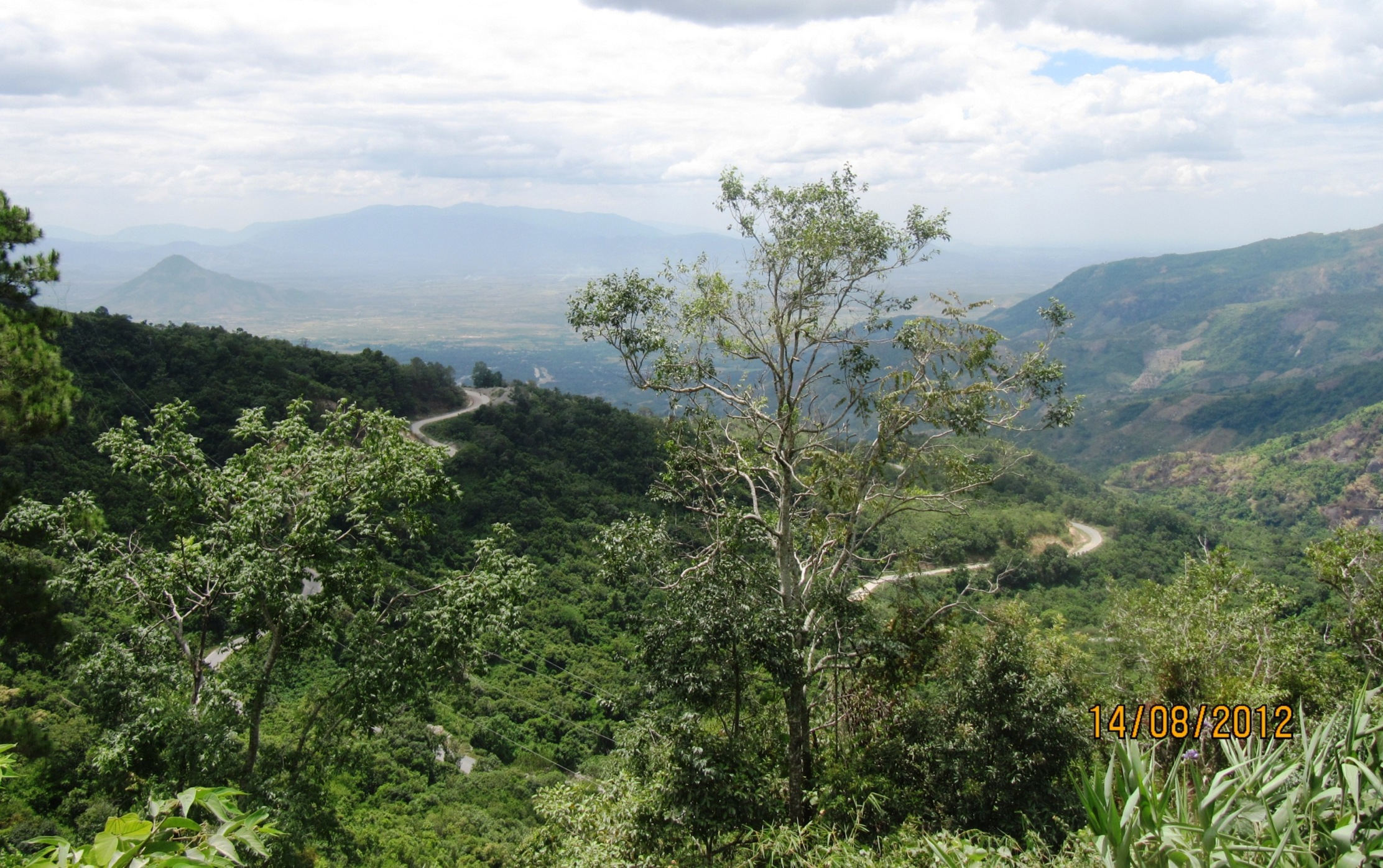
Đèo Sông Pha, Ninh Thuận, nhìn về hướng đông bắc.
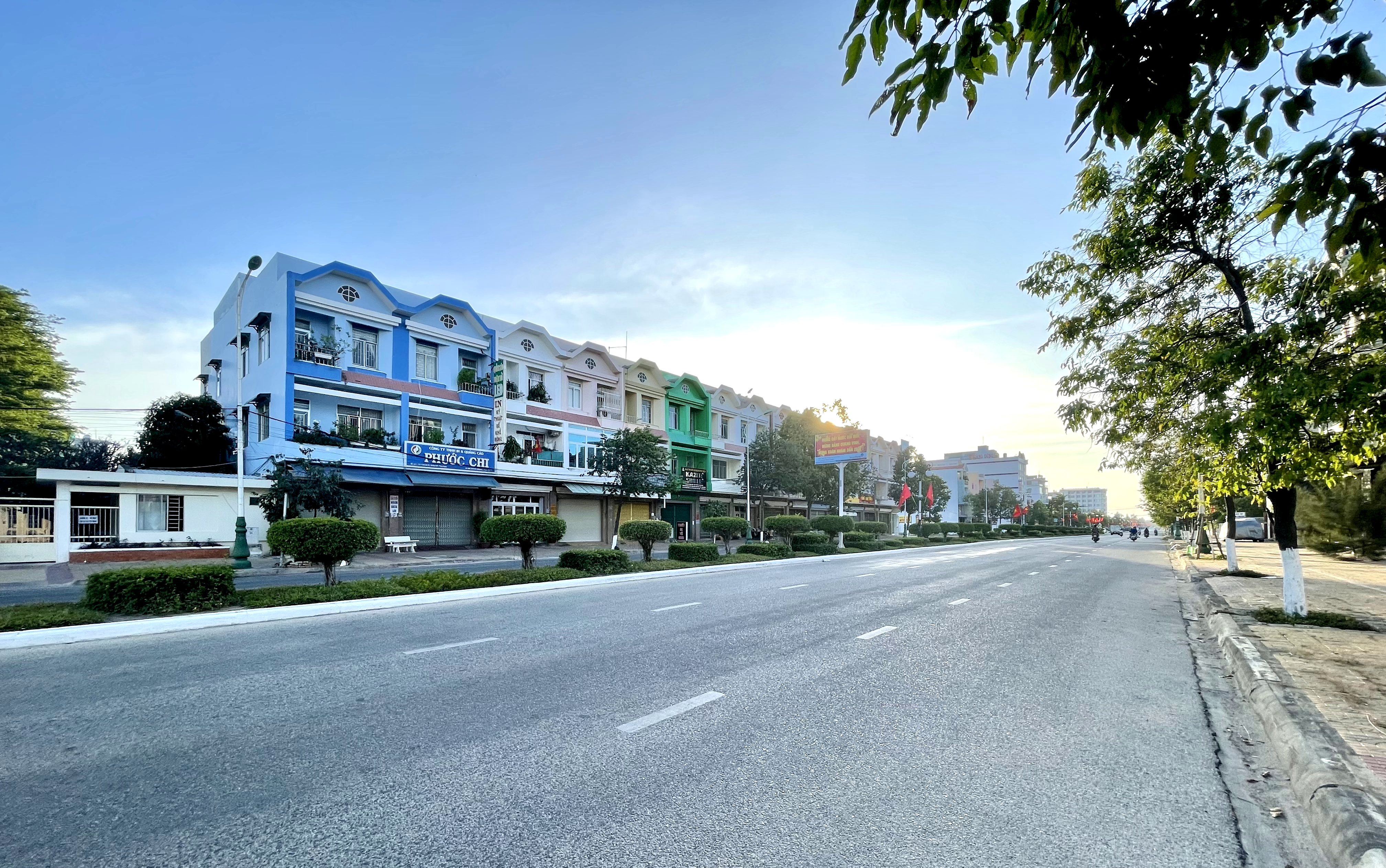
Dãy nhà phố liền kề trên đường 16/4, thành phố Phan Rang-Tháp Chàm
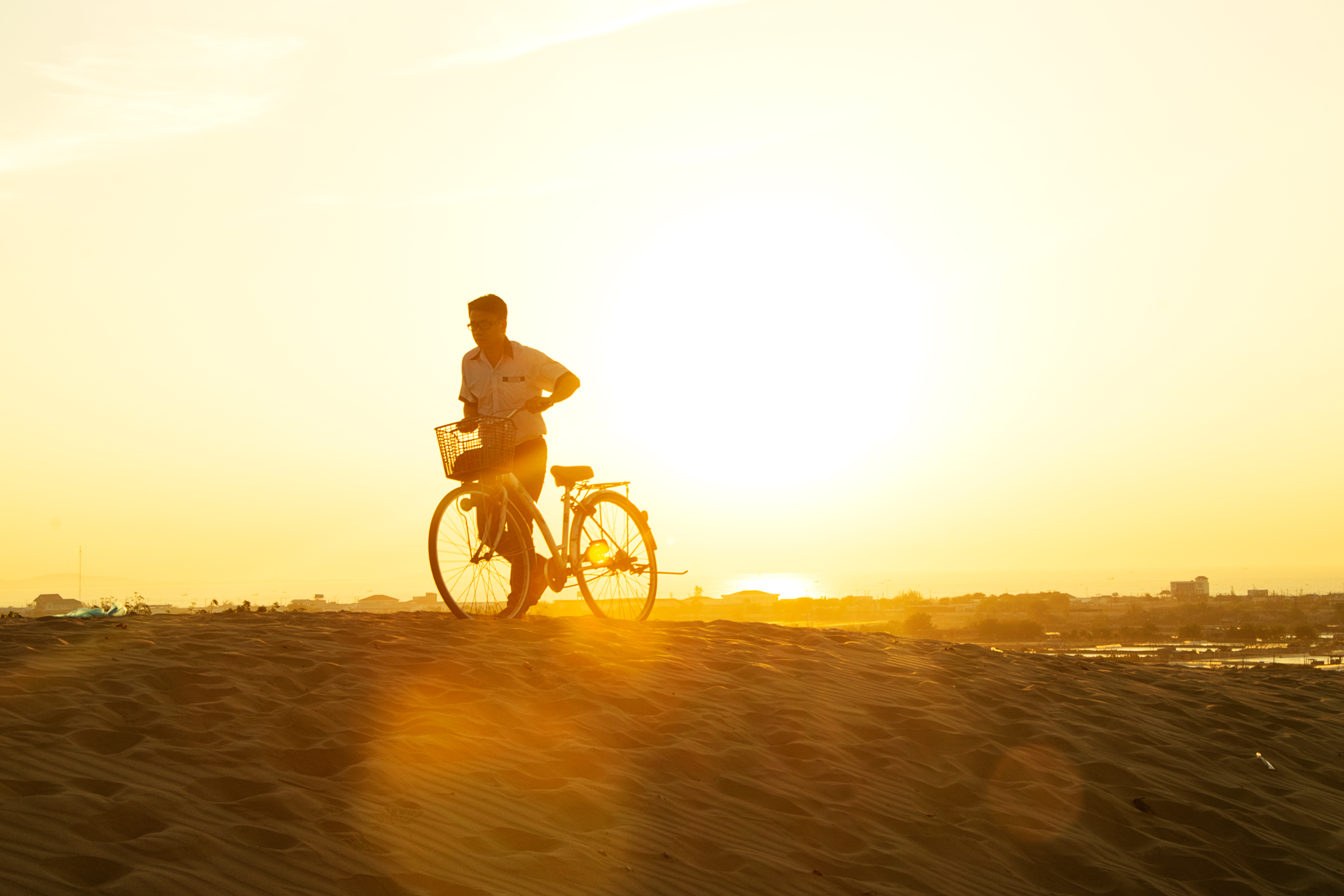
Cồn cát Nam Cương vào buổi sáng sớm
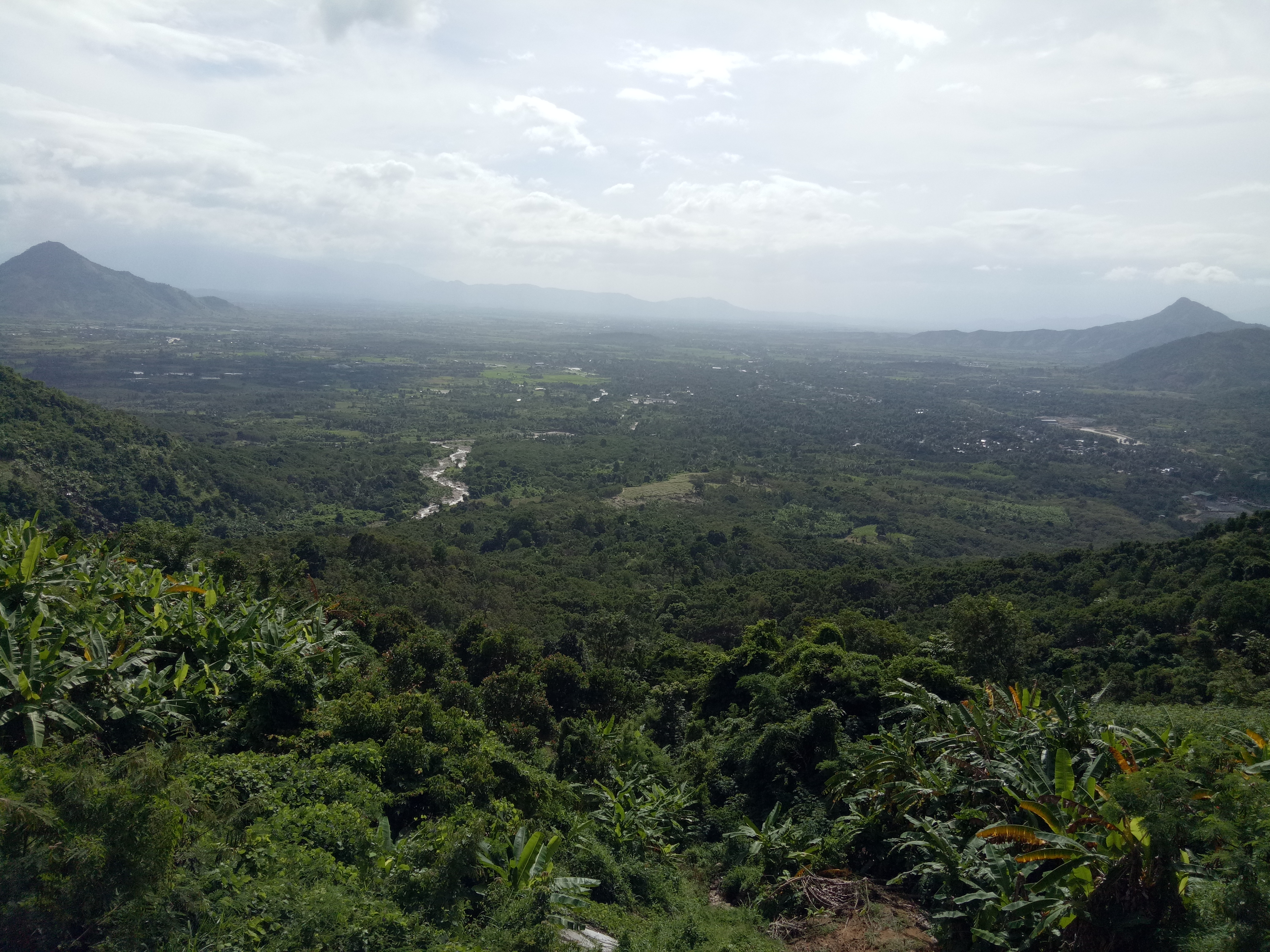
Đồng bằng Ninh Sơn nhìn từ đèo Ngoạn Mục
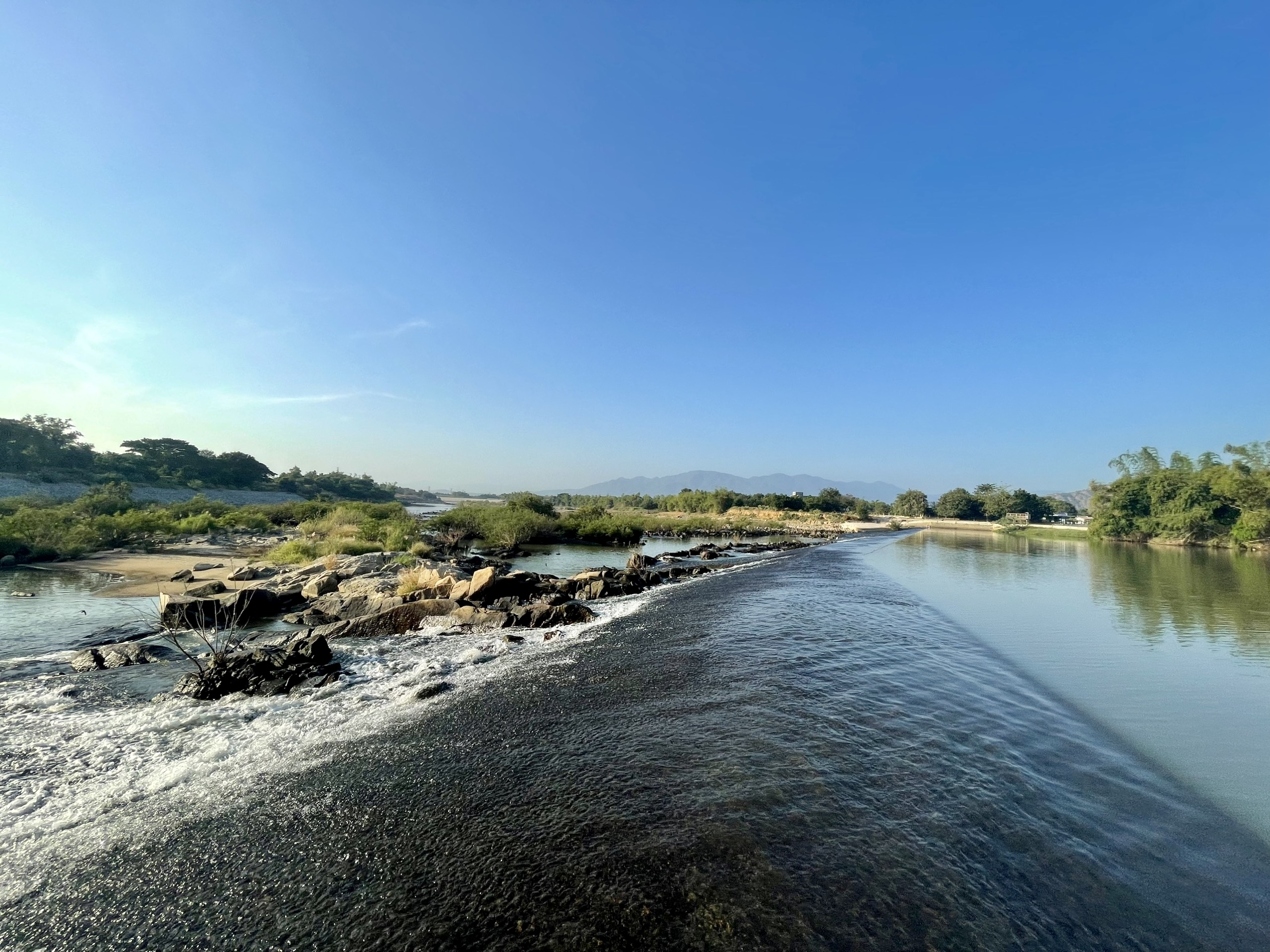
Đập Nha Trinh, công trình thủy lợi được xây dựng dưới thời vua Po Klong Garai của vương quốc Champa.
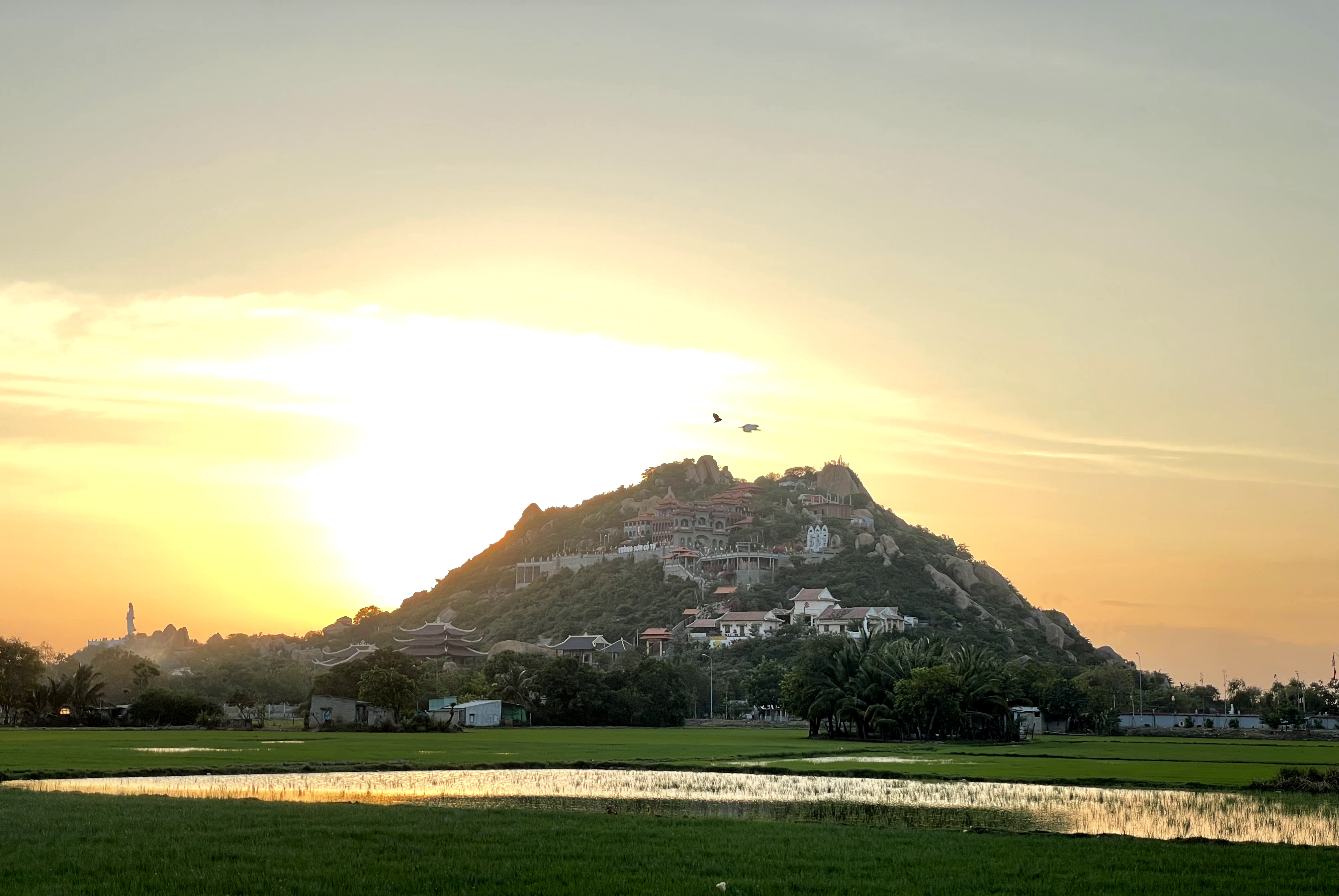
Núi Đá Chồng, nơi toạ lạc của 2 ngôi chùa lớn bậc nhất tỉnh Ninh Thuận: Thiền viện Trúc Lâm Viên Ngộ và Trùng Sơn cổ tự
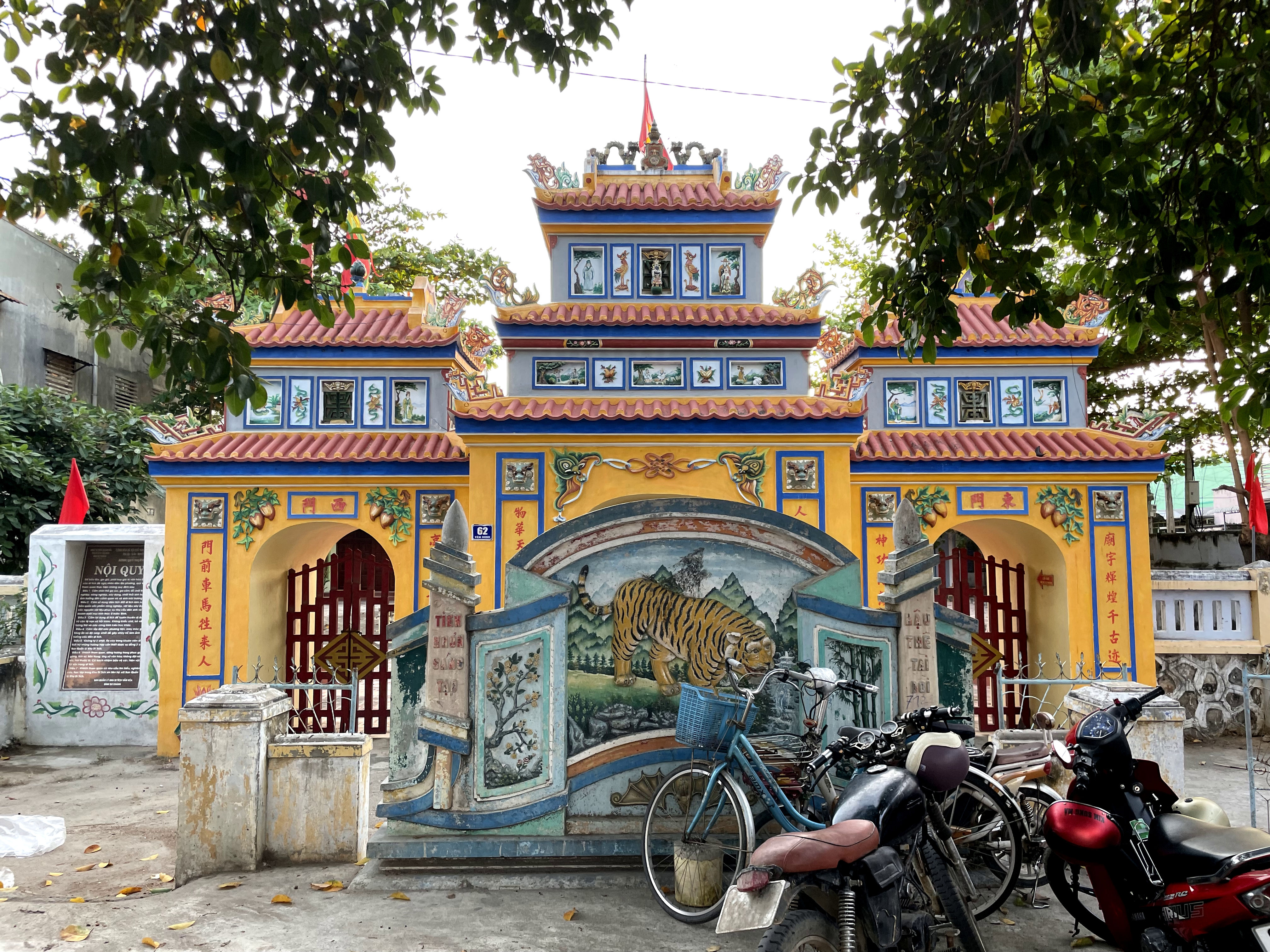
Đình làng Dư Khánh xây dựng năm 1819, là di tích văn hóa lịch sử cấp quốc gia năm 1999
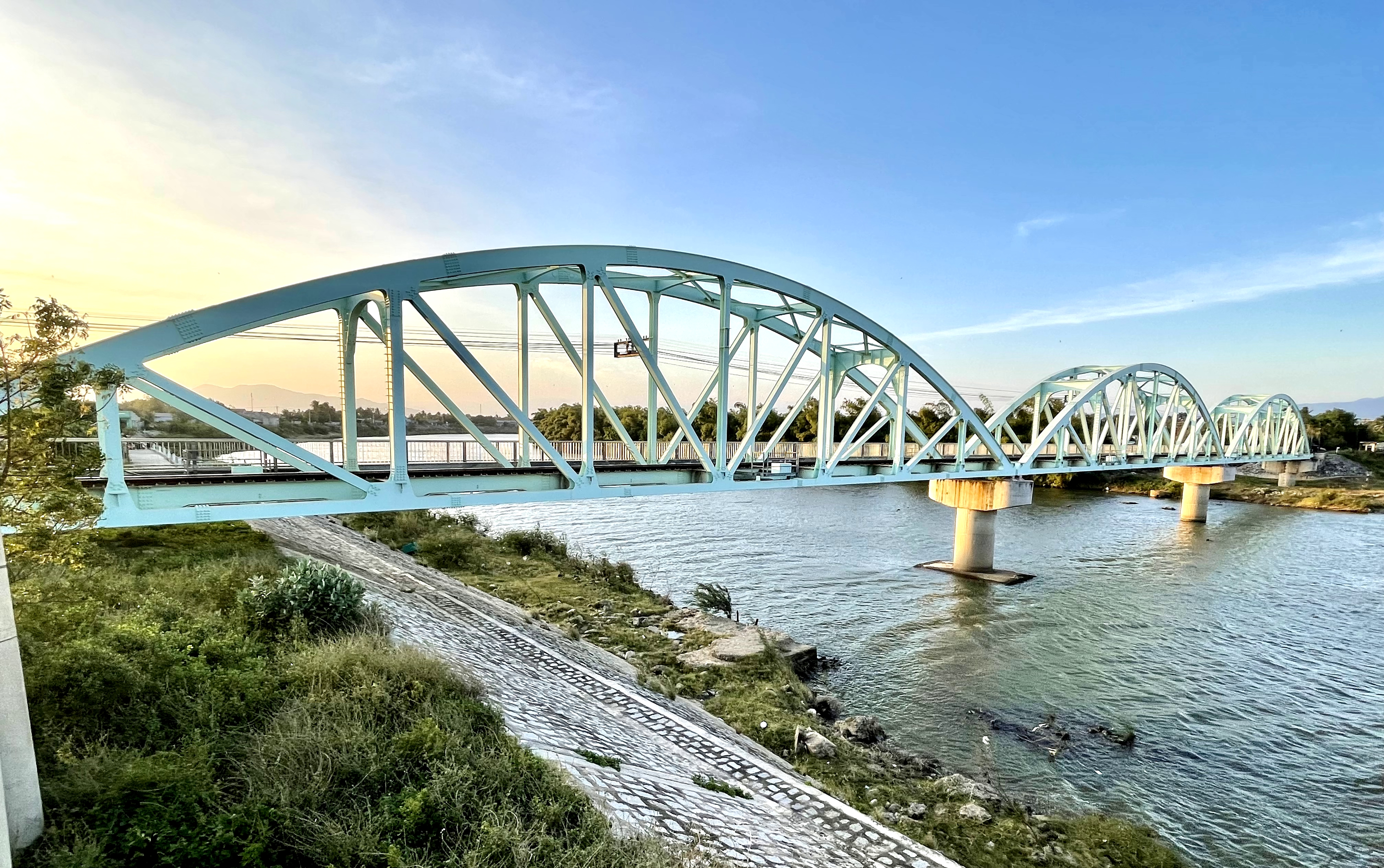
Cầu Mống - cầu đường sắt bắt qua Sông Dinh, được xây dựng dưới thời Pháp thuộc.
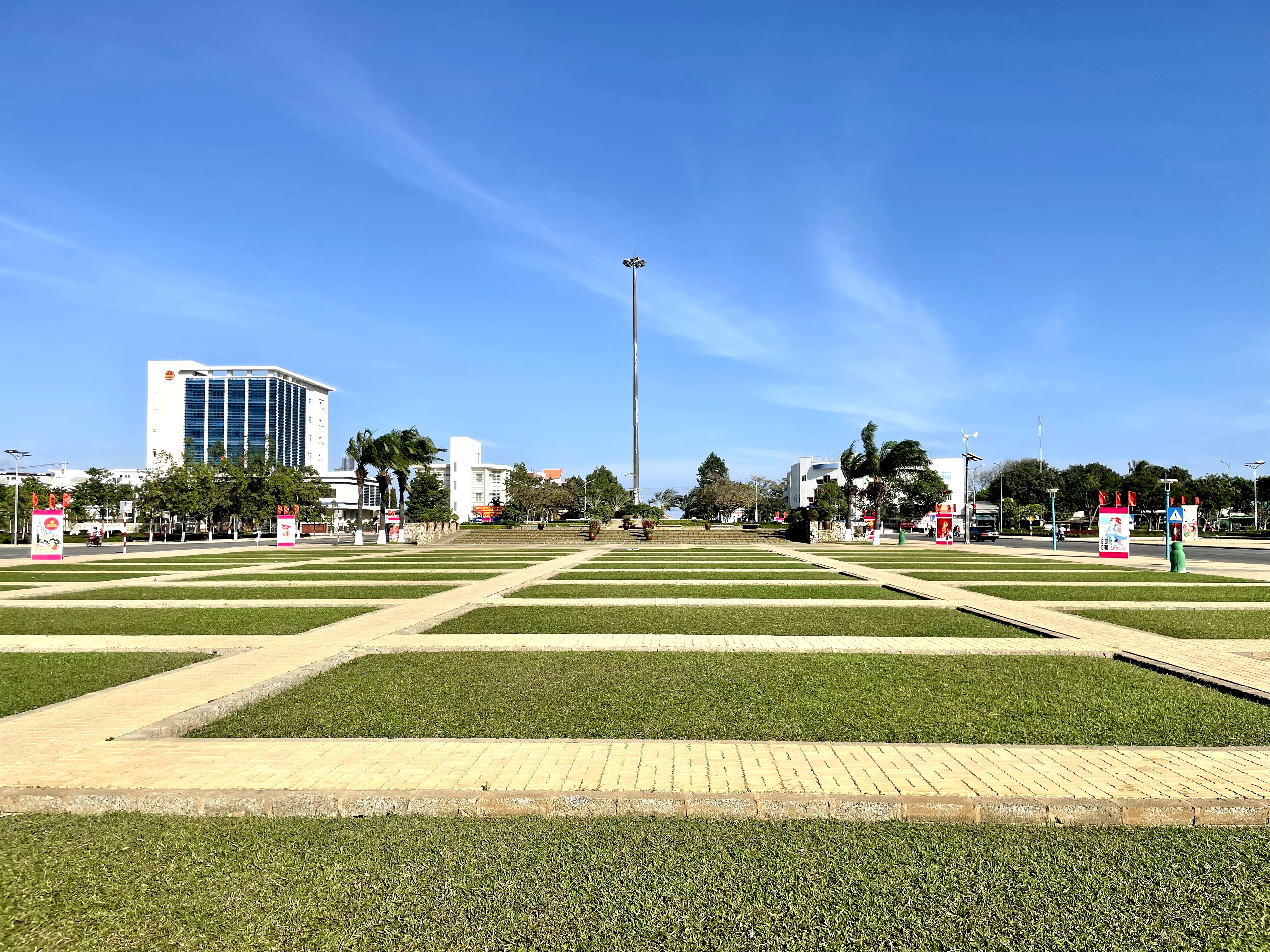
Quảng trường 16/4 ở thành phố Phan Rang-Tháp Chàm
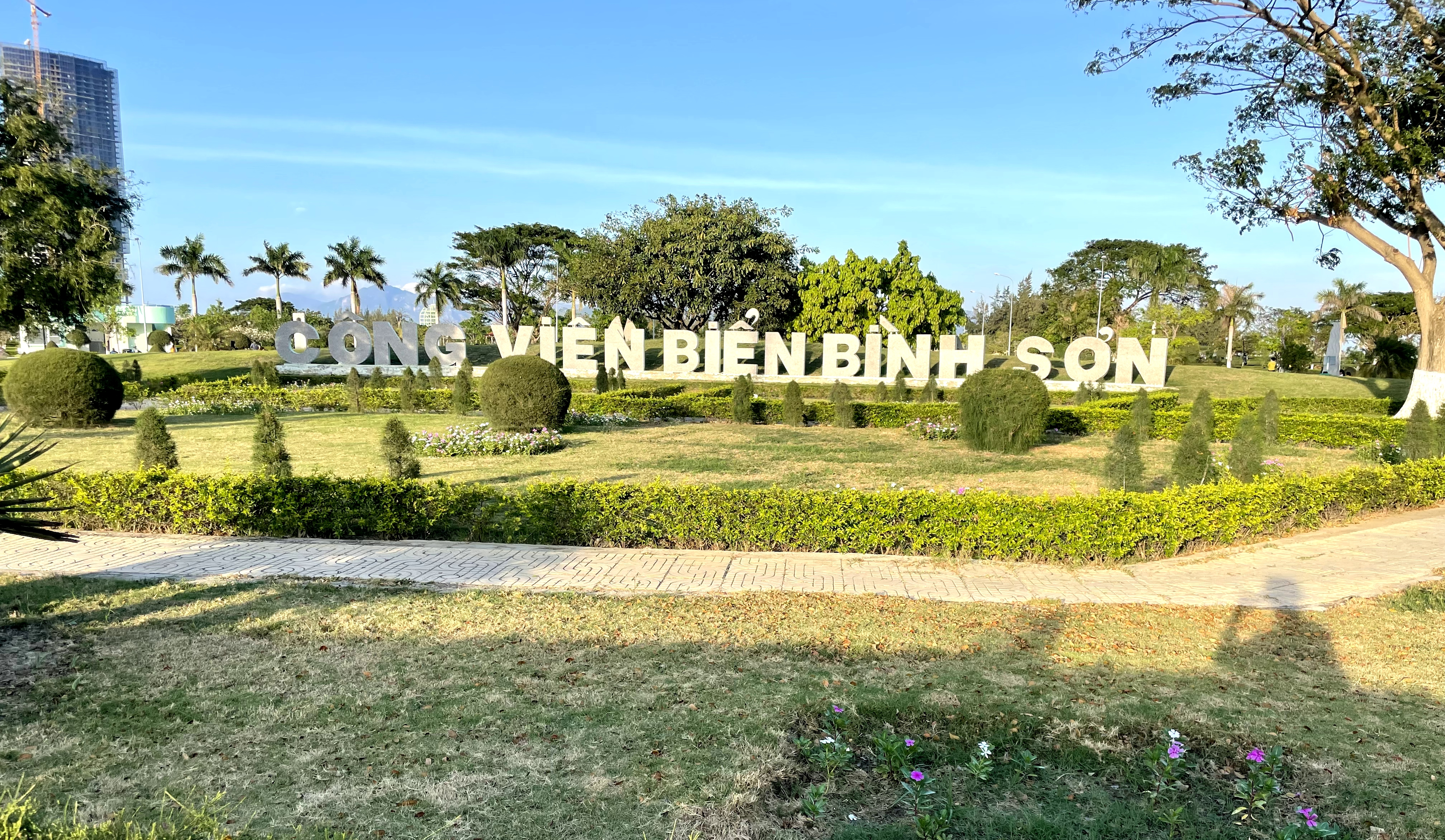
Công viên biển Bình Sơn ở Biển Ninh Chử
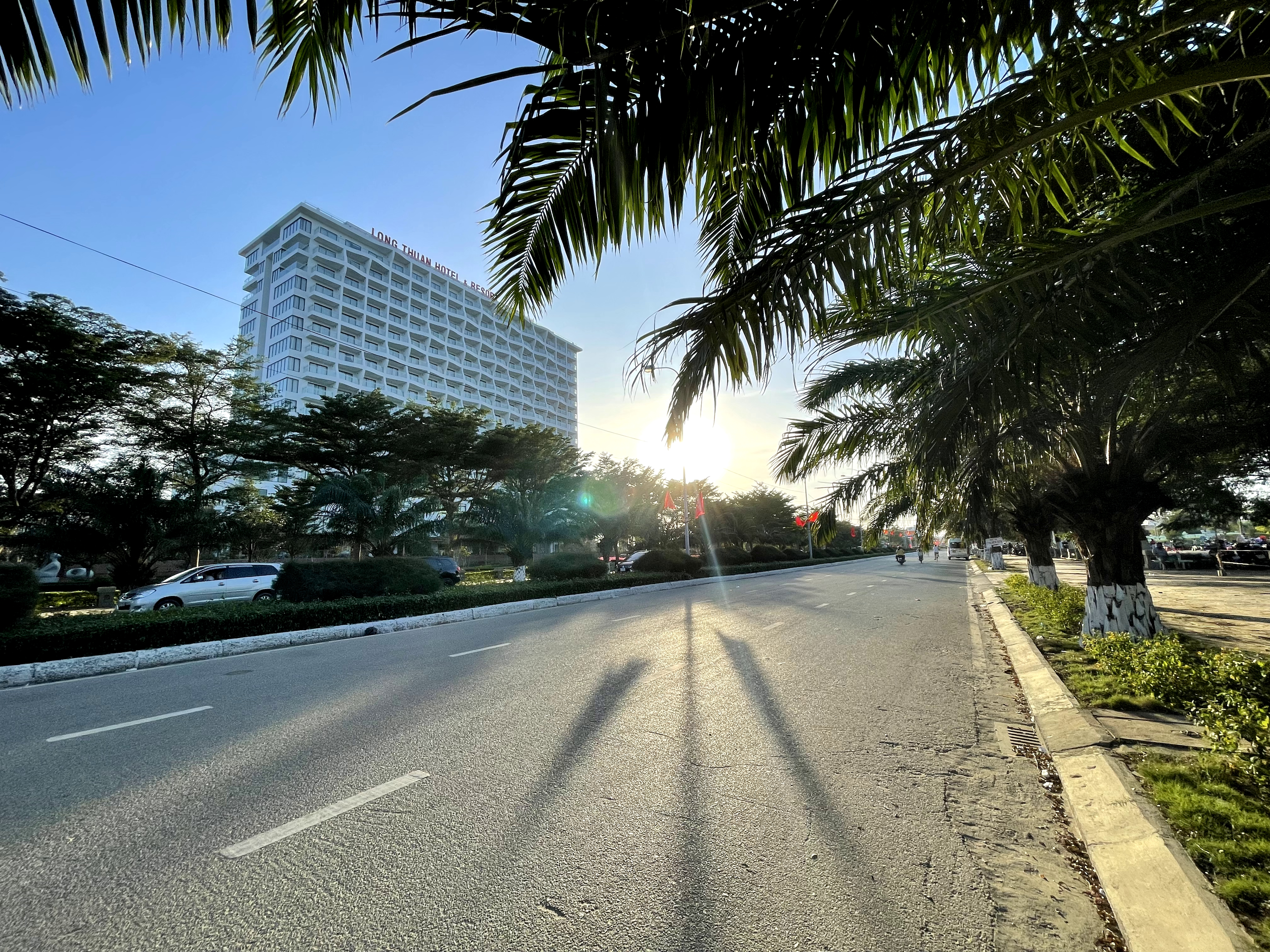
Đoạn cuối của đường 16/4 dẫn ra Bãi biển Bình Sơn, phía tay trái là Resort Long Thuận, phía tay phải là Công viên biển Bình Sơn
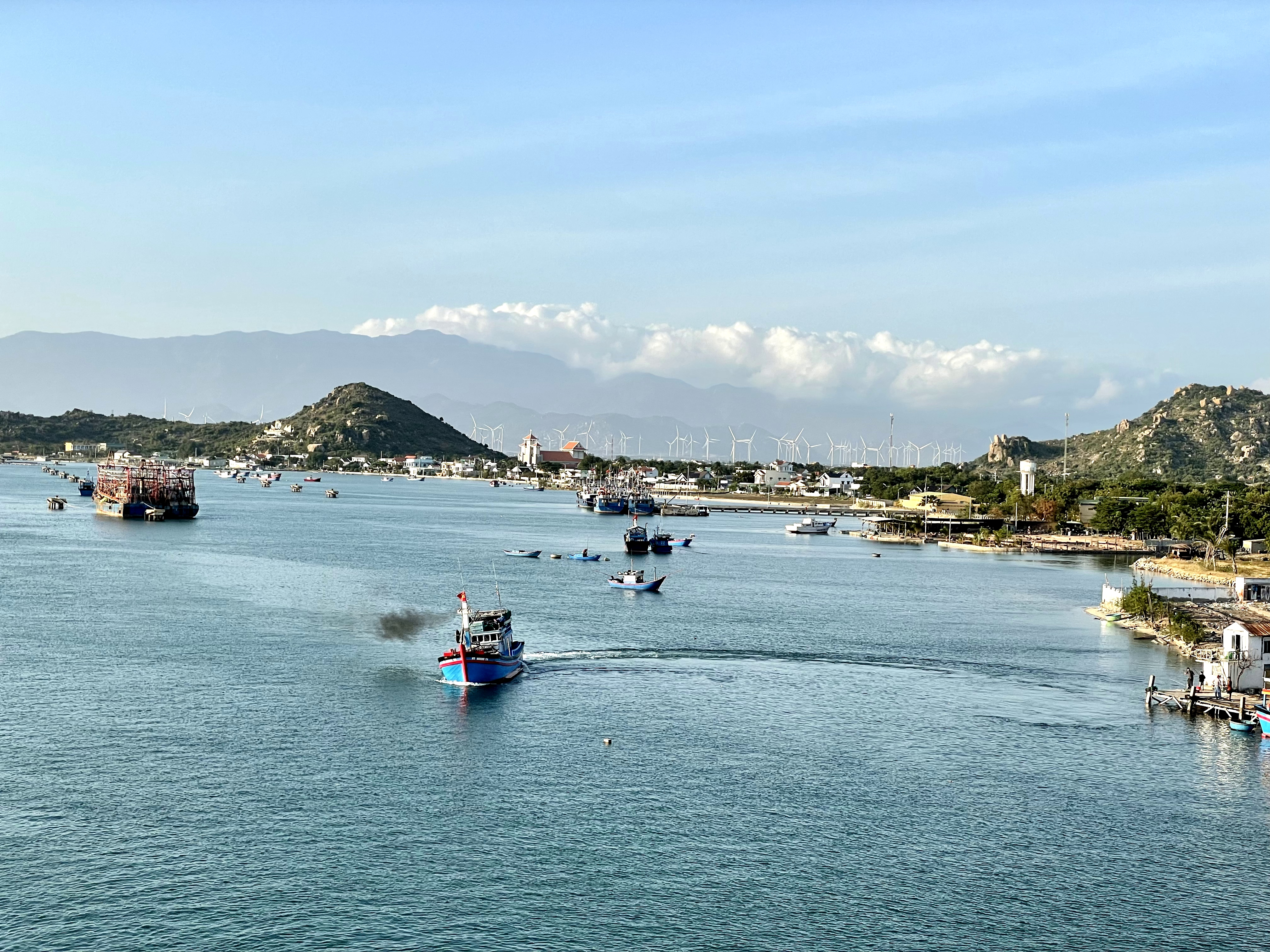
Đầm Nại, Ninh Hải, phía cực Bắc của đầm là Điện gió Đầm Nại hàng năm cung cấp khoảng 110 triệu kWh điện
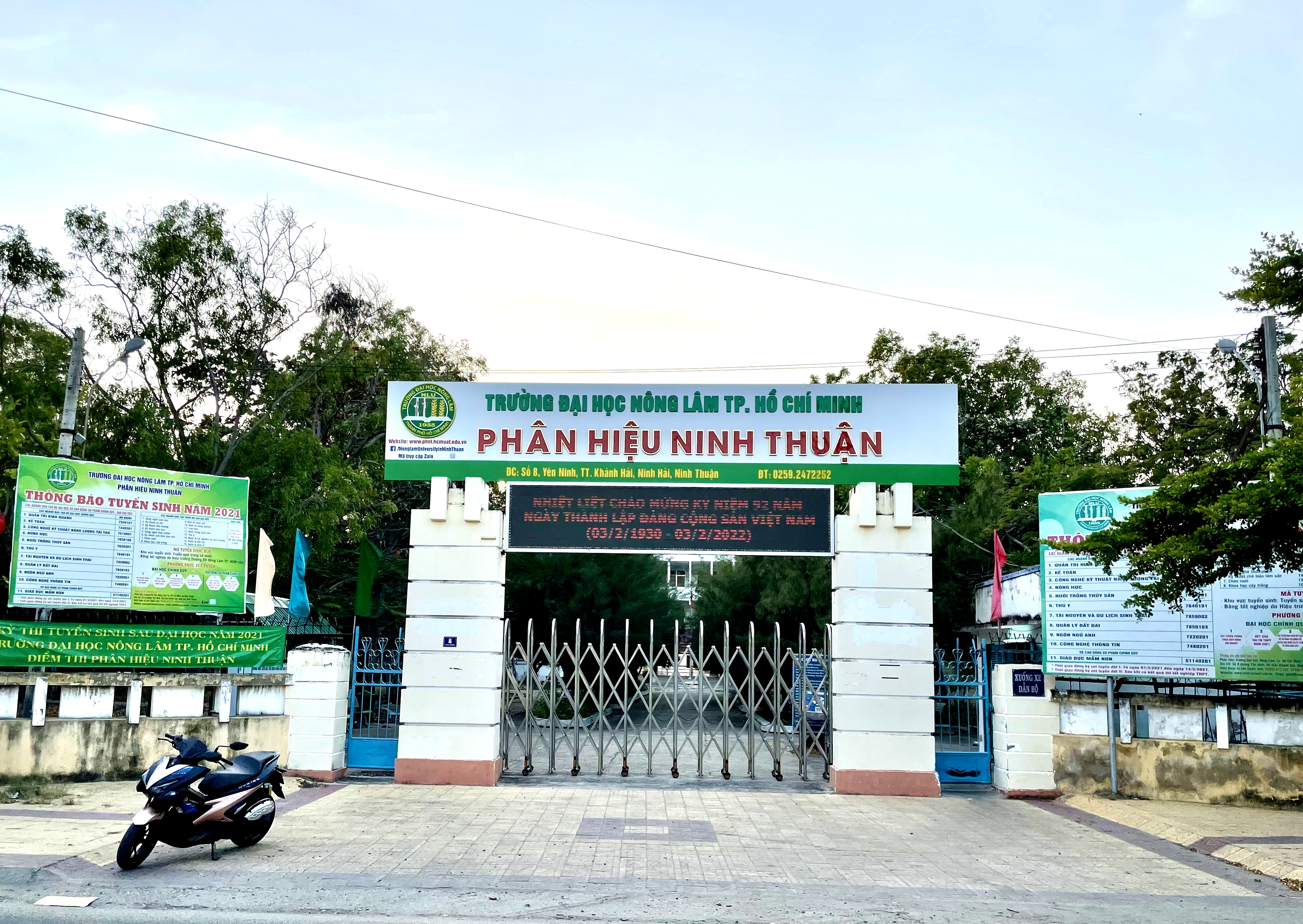
Đại học Nông lâm, phân hiệu Ninh Thuận, trước đây là Cao Đẳng Sư phạm Ninh Thuận
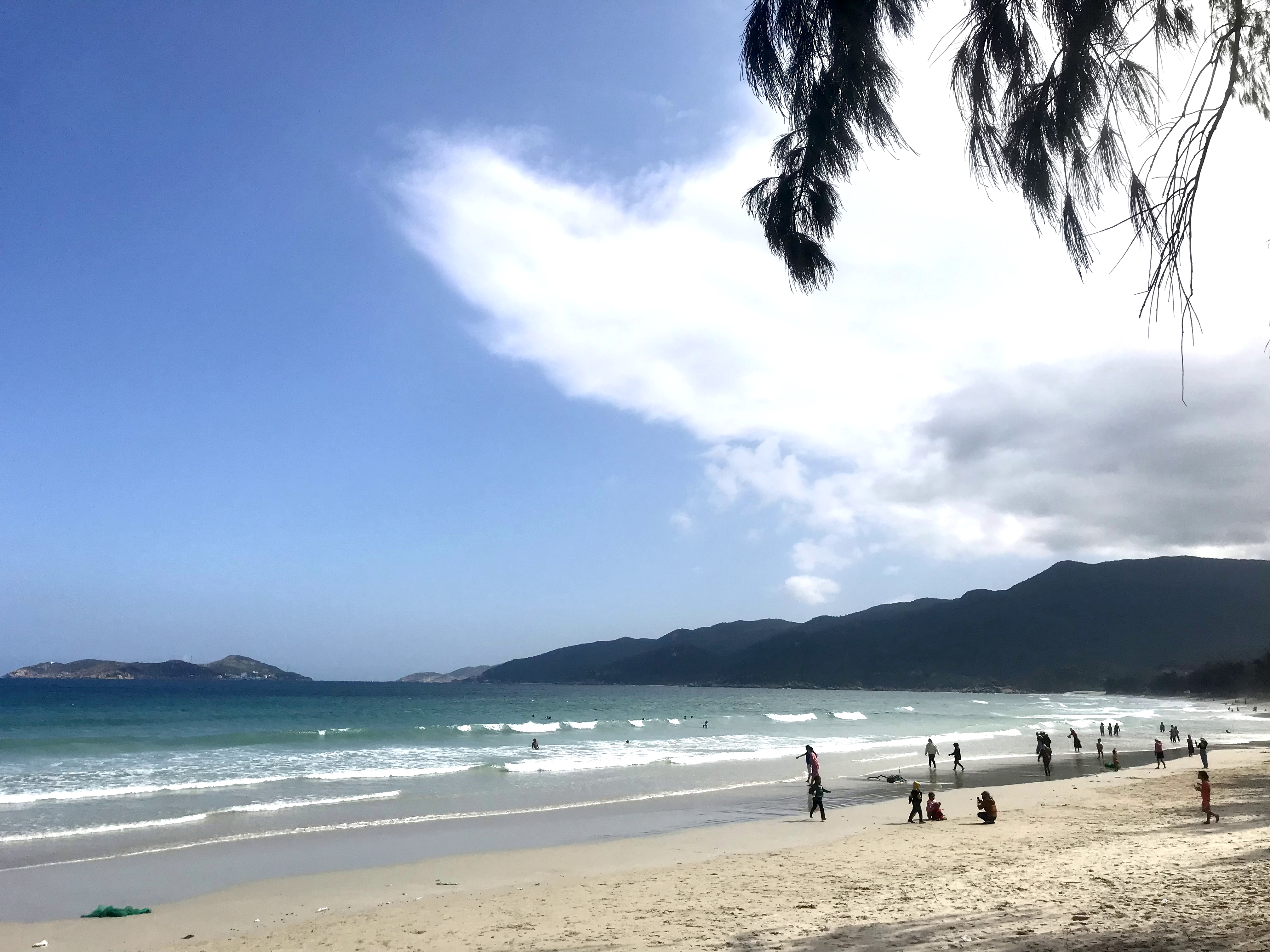
Bãi biển Bình Tiên thuộc xã Công Hải, Ninh Hải
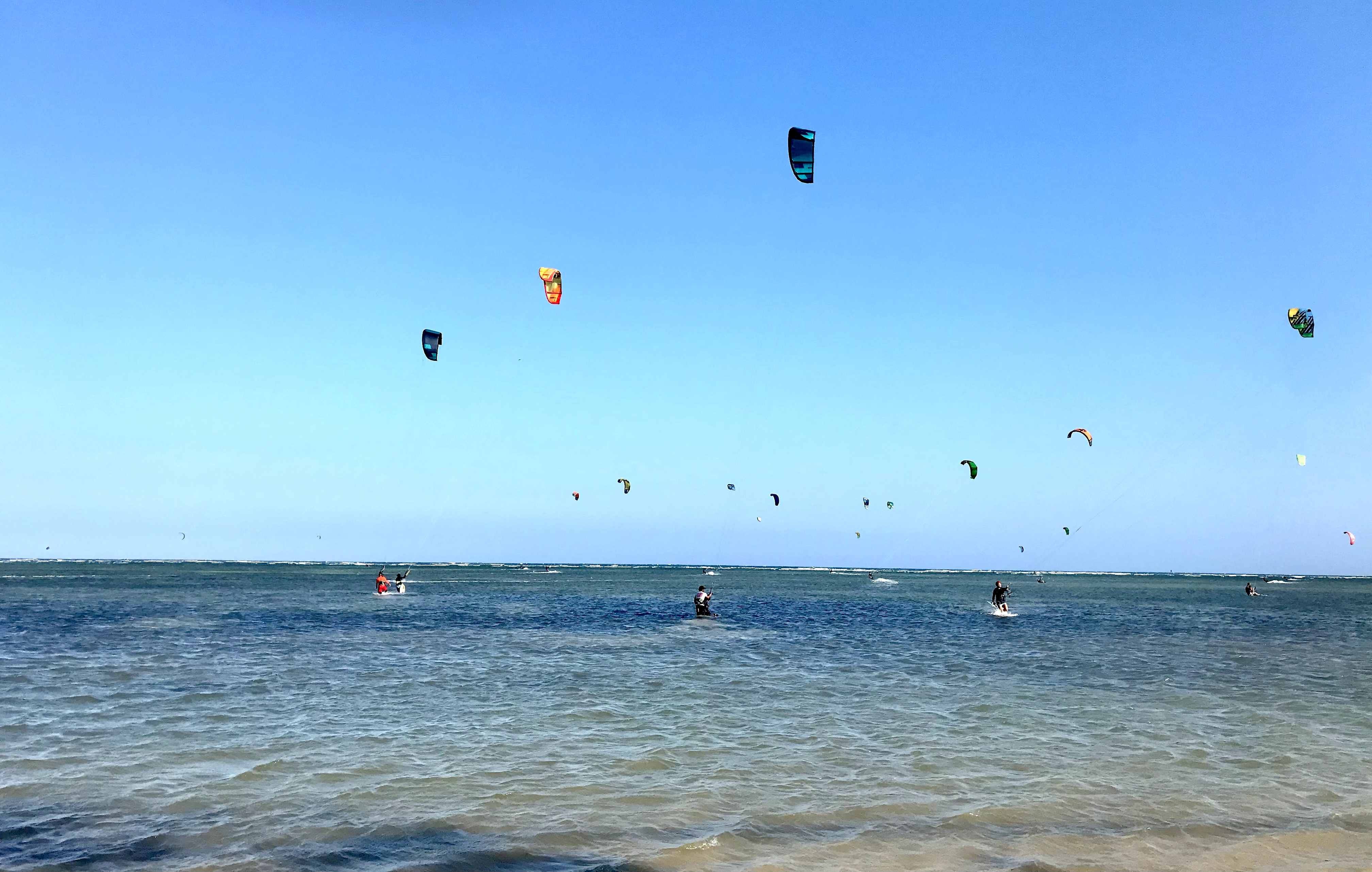
Lướt ván diều ở Vĩnh Hải, Ninh Hải
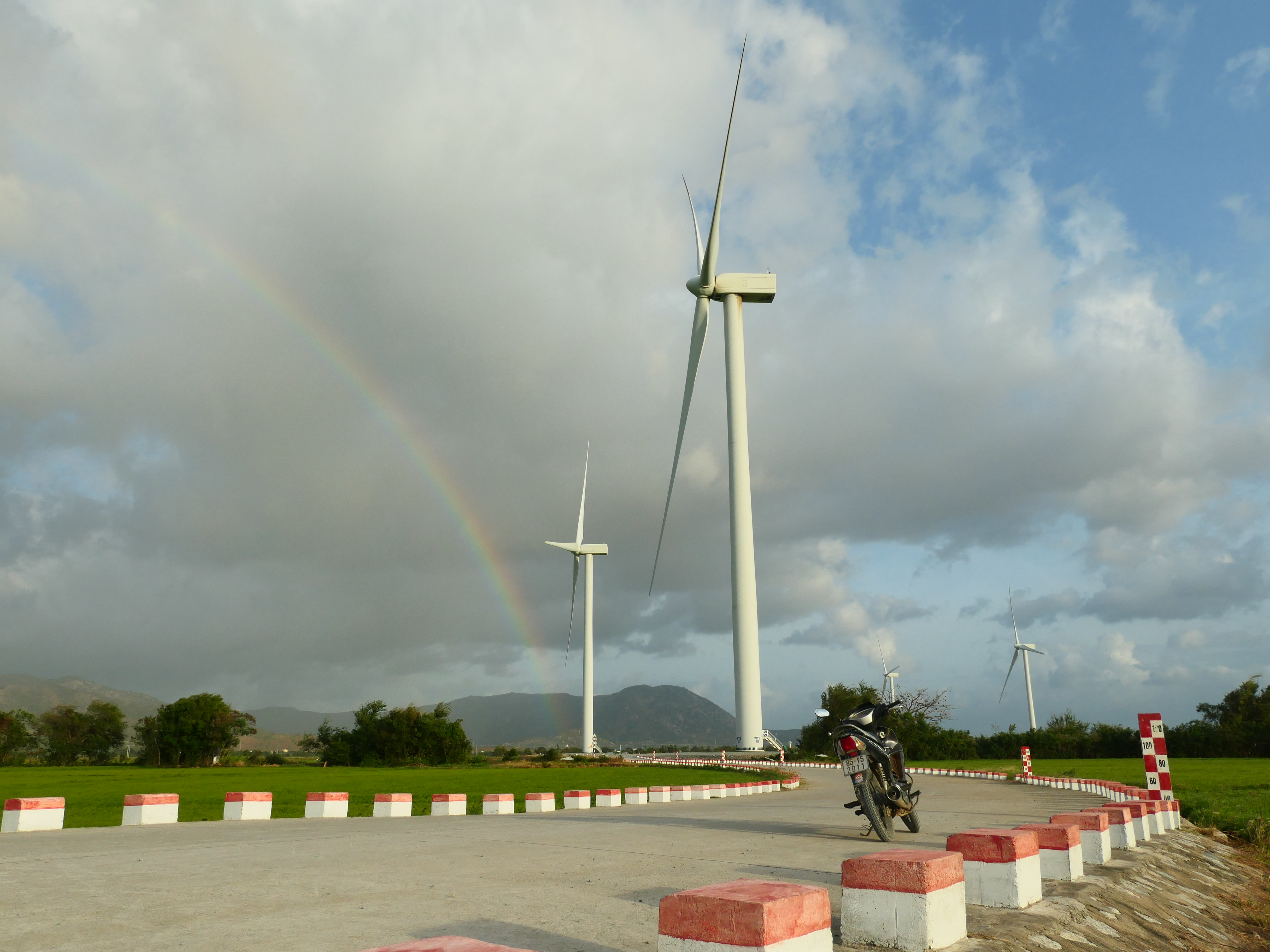
Điện gió Đầm Nại ở huyện Thuận Bắc